# Histoire du commerce des épices
Pour les données du commerce actuel, voir Commerce des épices.
- Voies maritimes de la route de la soie (IIe siècle av. J.-C. au XVe siècle).
- Routes vénitiennes (XIIe au XVe siècle).
- Routes du Cap (XVIe au XIXe siècle).
- Routes espagnoles (galion de Manille) (XVIe au XVIIIe siècle).

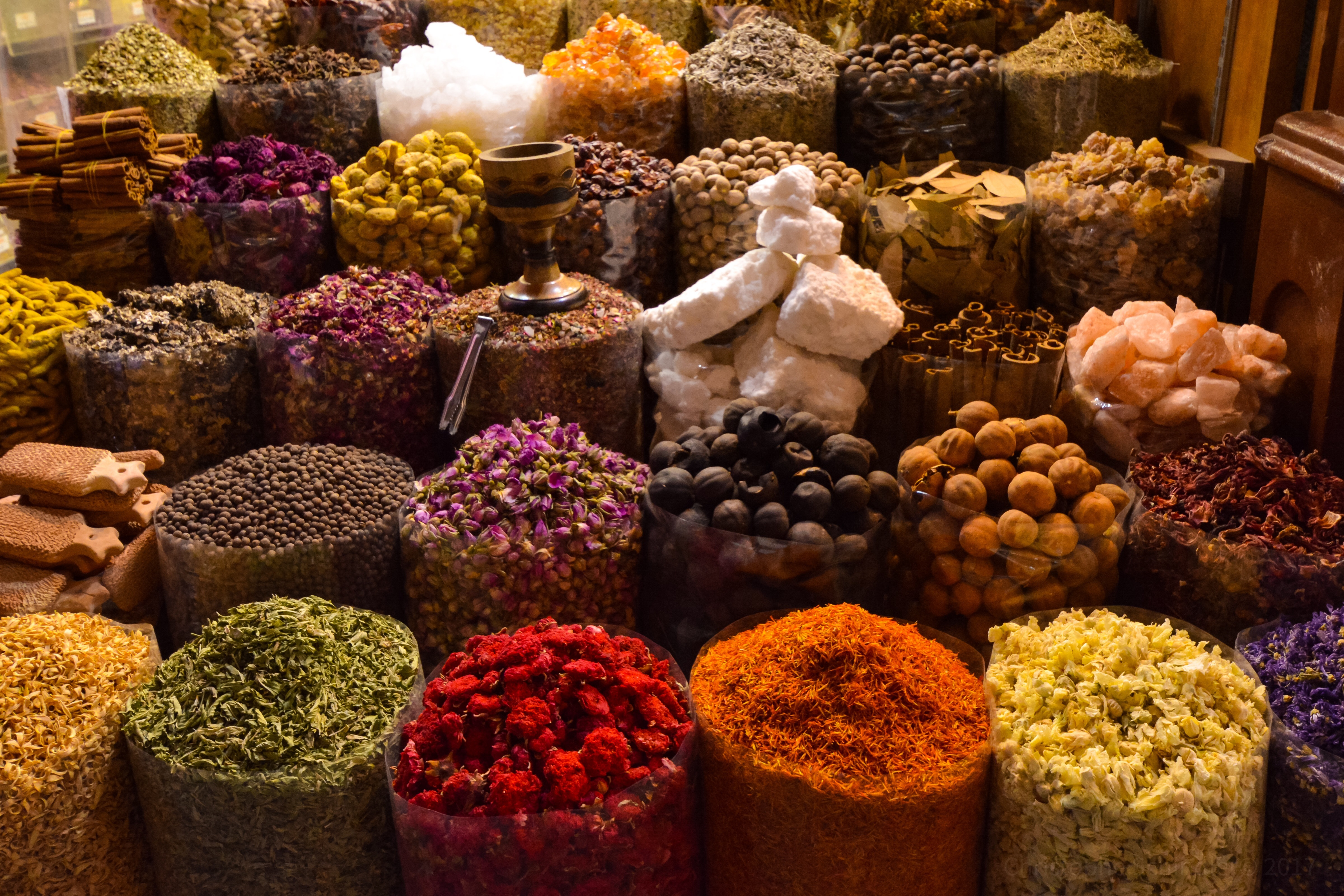
Épices dans un souk oriental.

Carte des routes maritimes historiques du commerce des épices, indiquant la provenance des principales plantes.
Voies maritimes de la route de la soie (au XVe siècle).
Routes vénitiennes.
Routes du Cap.
Routes espagnoles (galion de Manille).

Mare clausum ibérique.

Les épices et les aromates sont des substances odorantes principalement végétales aux usages multiples. Ces marchandises souvent rares et précieuses ont fait l'objet d'échanges commerciaux dès la Haute Antiquité. L'histoire du commerce des épices s'intéresse surtout au commerce au long cours de ces ressources et à l'influence qu'il a pu avoir sur les différentes civilisations qui l'ont exercé. Bien qu'il y ait des plantes à épices sur tous les continents, quelques espèces du sud asiatique, comme le gingembre, la cannelle et surtout le poivre, ont dicté l'orientation des échanges à grande échelle. La noix de muscade et le clou de girofle, dont la culture était longtemps cantonnée à quelques îles de l'Insulinde, servent souvent de marqueurs des liens tissés entre des peuples et des cultures très éloignés.
Les épices faisaient partie des rites de nombreuses religions antiques et comptaient parmi les premières marchandises échangées entre l'Afrique, l'Asie et l'Europe. Depuis les temps les plus reculés, la route de l'encens lie l'Égypte à la Mésopotamie et peut-être à l'Inde par voie terrestre à travers la péninsule Arabique. Elle connaît une croissance extraordinaire avec la découverte des vents de mousson à l'époque hellénistique et le commerce des épices devient la source de contacts directs entre les mondes gréco-romain, indien et chinois en parallèle de la route de la soie.
Avec la chute de l'Empire romain et l'expansion de l'islam, le centre de gravité du commerce des épices se déplace vers l'Orient. L'océan Indien est le carrefour de tous les mouvements entre les sources de productions de l'Asie du Sud et de l'archipel malais, et les marchés arabo-musulmans et chinois. Les épices atteignent le Levant par les voies du golfe Persique et de la mer Rouge, et sont redistribuées par les marchands méditerranéens. L'Europe médiévale ne joue qu'un rôle très marginal dans ce réseau et achète à prix d'or des marchandises dont elle ignore souvent l'origine.
Les grandes découvertes des royaumes ibériques sont grandement motivées par la volonté de capter la manne des épices asiatiques. L'ouverture de la route des Indes par le cap de Bonne-Espérance bouleverse durablement les modalités et l'ampleur de ce commerce, et conduit l'économie mondiale vers les temps modernes. Elle déclenche aussi une période de domination de l'Orient par le Portugal d'abord, puis par les Pays-Bas, l'Angleterre et la France, qui confient cette tâche aux différentes compagnies des Indes. La quête des épices constitue ainsi l'une des racines de l'expansion européenne et a ouvert la voie au colonialisme et aux empires mondiaux.
L'intérêt pour les épices diminue assez brusquement à partir de la seconde moitié du XVIIe siècle. Elles sont remplacées par de nouvelles denrées coloniales, comme le sucre, le café, le tabac ou le cacao. Les causes de ce déclin sont débattues, mais il est probable qu'elles soient liées à la disparition de la raison même qui faisait leur succès : une fois levé le voile de mystère et de magie qui entourait leur nature et leurs origines, les épices ont cessé d'enchanter le monde.

## Les épices: une marchandise mondiale
Les épices ont probablement été la première marchandise mondiale. En raison de leur valeur élevée par rapport à leur faible volume, elles furent parmi les premiers produits à être échangés sur de très longues distances. Marchandées des centaines de fois le long de complexes routes transcontinentales, ou transportées à travers les océans, les épices furent la cause de grands voyages d'exploration, l'objet de guerres entre empires et l'origine de la prospérité de nombreuses cités.

### Produits

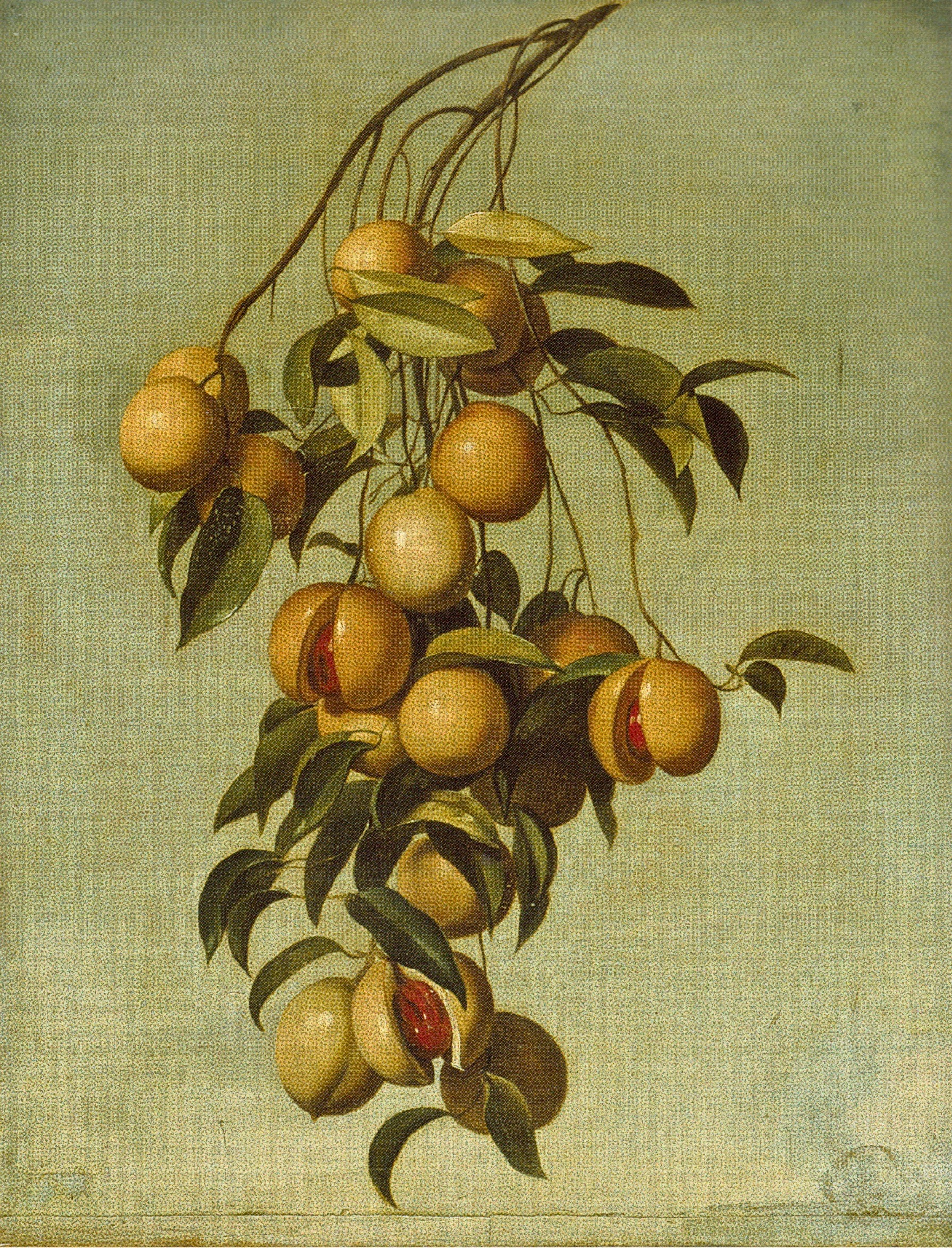
Le muscadier par Michel Garnier, huile sur papier du début du XIXe siècle.

Le terme « épice » apparaît en français au XIIe siècle (sous la forme espice) pour désigner des substances aromatiques. Il est dérivé du latin species, utilisé pour traduire le grec eidos, dans le sens moderne du mot « espèce ». Par glissement sémantique à partir du bas latin « marchandises classées par espèces », il a longtemps désigné toute « espèce » de denrées, avant d'être restreint aux aromates et aux drogues. La liste des produits qualifiés d'épices n'a cependant jamais été univoque et diffère parfois fortement des définitions actuelles qui les restreignent aux seuls produits végétaux utilisés comme condiments en cuisine. Ainsi, certains recueils du Moyen Âge citent parmi les épices des substances animales (musc, castoréum) et minérales (mercure, alun), ainsi que des denrées comme les amandes, le sucre, le coton, l'indigo ou la cire.
Dans leur sens historique, les épices désignent des produits commerciaux aromatiques, à coût unitaire élevé, importés de contrées lointaines. Elles se distinguent ainsi des marchandises en vrac, comme le bois ou le sel, ou des denrées alimentaires courantes de production domestique. Étant donné les distances parcourues avant leur commercialisation, les épices apparaissent principalement sous forme séchée, voire broyée, concassée ou moulue. Cette caractéristique les différencie essentiellement des herbes aromatiques qui partagent les mêmes usages, mais peuvent être consommées fraiches. Souvent récoltées ou cultivées localement, ces dernières ont par ailleurs peu de valeur commerciale.
Le poivre était de très loin la principale épice à valeur marchande au moins jusqu'au XVIIIe siècle. Son commerce, ses marchés et son prix ont été sujets de très nombreuses études en histoire économique et sont analysés comme facteurs critiques de processus aussi divers que la dévaluation du système monétaire romain, l'essor de la république de Venise ou les explorations maritimes ibériques,. Aux côtés du poivre, le safran, le gingembre, la cannelle, la muscade et le girofle ont eu une grande importance économique et participent toujours au commerce international des denrées alimentaires. La myrrhe et l'oliban, célèbres pour leur mention biblique comme cadeaux des rois mages à l'enfant Jésus, étaient les marchandises majeures des séculaires « routes de l'encens ». D'autres épices ont fait l'objet de commerce au long cours, avant de sombrer dans l'oubli. Le mastic de Chios ou le silphium de Cyrénaïque comptaient ainsi parmi les produits de luxe du monde antique. Les Romains faisaient venir d'Inde à grand prix le nard, le costus, le lycium et le bdellium. Pour la cuisine médiévale européenne, le galanga, le zédoaire ou les graines de paradis étaient des épices précieuses mais relativement communes.

### Territoires

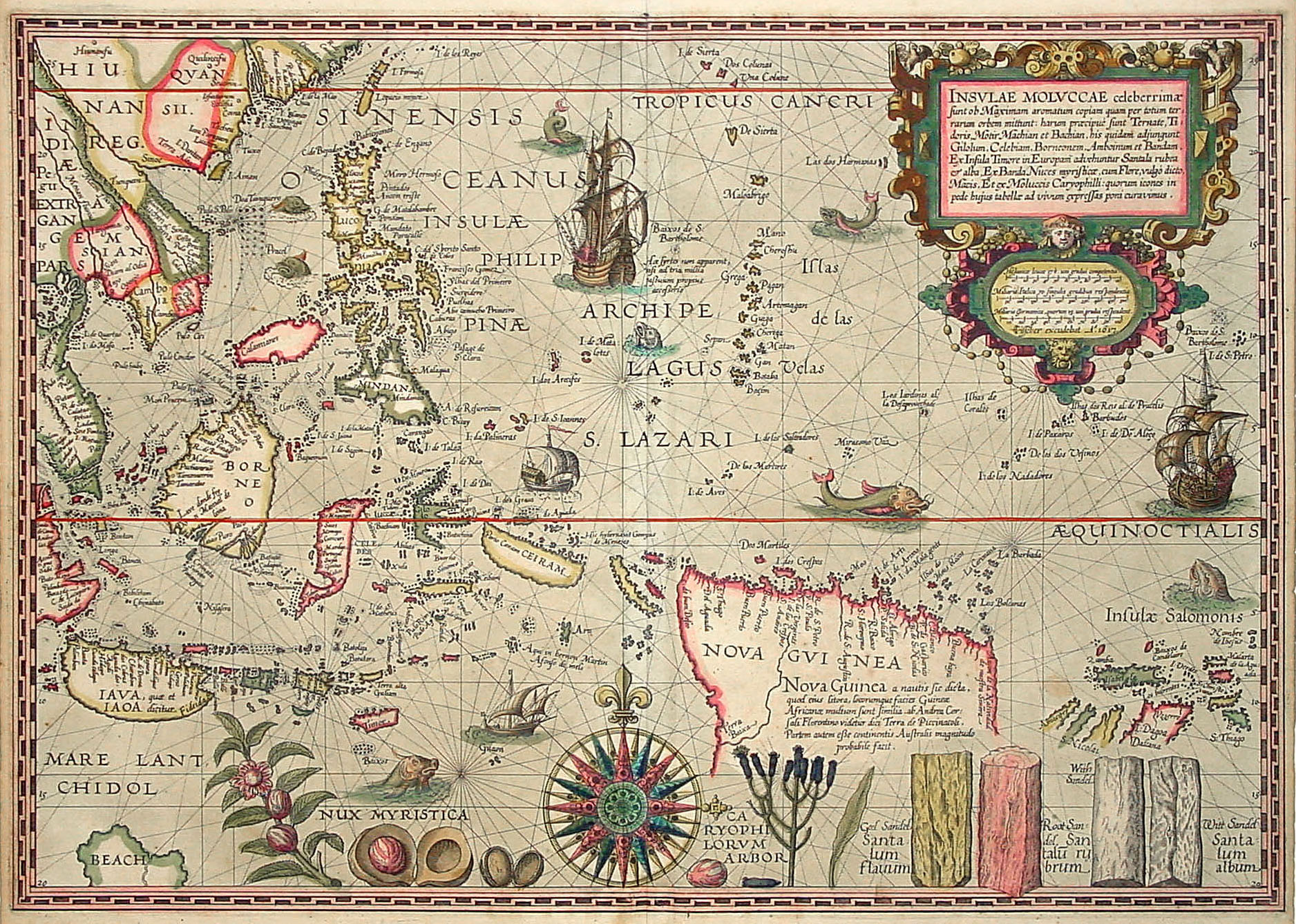
Carte des îles Moluques par Petrus Plancius (1592) montrant leurs précieuses épices : noix de muscade, clous de girofle et bois de santal.

La plupart des épices et des aromates proviennent des régions tropicales et subtropicales et l'Orient est le berceau des plus populaires d'entre eux. Le basilic, la cardamome, le curcuma, le sésame, mais surtout le poivre et la cannelle sont originaires du sous-continent indien. La Chine a apporté la casse, la badiane et le jasmin. Le gingembre vient d'Asie du sud-est, et les « îles aux épices » (Moluques et Banda) ont été l'unique source du clou de girofle, du macis et de la noix de muscade jusqu'au XVIIIe siècle. L'origine des plus célèbres des épices asiatiques a souvent été tenue secrète, ou sujette à des spéculations erronées. Les auteurs antiques citent ainsi l'Arabie ou l'Éthiopie comme source de la casse et de la cannelle. Marco Polo rapporte que les girofliers poussent dans l'est du Tibet, sur les îles Nicobar et à Java. D'autres mythes racontent encore que le girofle est la fleur, la muscade le fruit et la cannelle l'écorce d'une seule et même plante. Les Européens n'apprennent la vraie provenance des girofliers et des muscadiers qu'au milieu du XVe siècle, à travers le récit de Nicolò de' Conti : « Vers l'Orient, après quinze jours de navigation, on trouve deux îles : l'une est appelée Sandaï, où naît la noix muscade, l'autre a nom Banda, où naissent les girofles ».
Les épices domestiquées en Asie centrale, comme l'aneth, la moutarde noire, l'ail et l'oignon ou la graine de pavot, se sont au contraire acclimatées un peu partout et n'ont donc jamais eu de grande valeur commerciale. Il en est de même pour les herbes et graines méditerranéennes comme l'anis, la coriandre, le cumin, la feuilles de laurier, l'origan, le romarin, la sauge ou le thym. Le safran constitue en cela une exception notoire, mais son prix élevé est lié aux contraintes de sa production plutôt qu'à son origine géographique : il faut aujourd'hui 150 000 fleurs pour produire un kilogramme d'épice, et cette quantité était certainement 3 à 4 fois supérieure au Moyen Âge.
La contribution de l'Afrique subsaharienne au monde des épices est surtout marquée par des substituts au poivre indien, connus comme graine de paradis ou poivre de Guinée, et qui recoupent historiquement plusieurs espèces sans liens de parenté. Le tamarin qui connaît de nombreux usages culinaires et médicinaux en Asie du Sud y a été introduit il y a très longtemps depuis l'Est africain. Quant aux célèbres aromates d'Arabie que sont l'encens et la myrrhe, ils sont originaires des deux rives de la mer Rouge. Même si la découverte du Nouveau Monde a bouleversé l'économie mondiale en introduisant des centaines de nouvelles marchandises, les épices américaines n'ont jamais atteint le succès commercial de leurs analogues asiatiques. Les piments ont rapidement été acclimatés dans le monde entier et ont certainement contribué au déclin du commerce du poivre. L'intérêt pour la vanille n'est venu que tardivement et le commerce de l'épice n'a pris de l'ampleur qu'après son introduction sur d'autres continents. Au XXIe siècle, la majeure partie de la production mondiale provient ainsi d'Indonésie et de Madagascar.
Durant la majeure partie de son existence, le commerce international des épices a donc été fortement déséquilibré en faveur de l'Asie, et de l'Inde en particulier. Au Ier siècle apr. J.-C., Pline l'Ancien s'insurge ainsi des « 100 millions de sesterces, au calcul le plus bas, [qui] sont annuellement enlevés à notre empire par l'Inde, la Sérique, et cette presqu'île Arabique ; tant nous coûtent cher le luxe et les femmes ! » Ses doléances trouvent un écho treize siècles plus tard sous la plume du Persan Wassaf : « L’Inde exporte herbes et broutilles pour recevoir de l’or en échange. » C'est ce déséquilibre que les Européens chercheront à combler à partir du XVIe siècle, en bâtissant progressivement des empires coloniaux pour contrôler les précieuses « broutilles » orientales.

### Demande

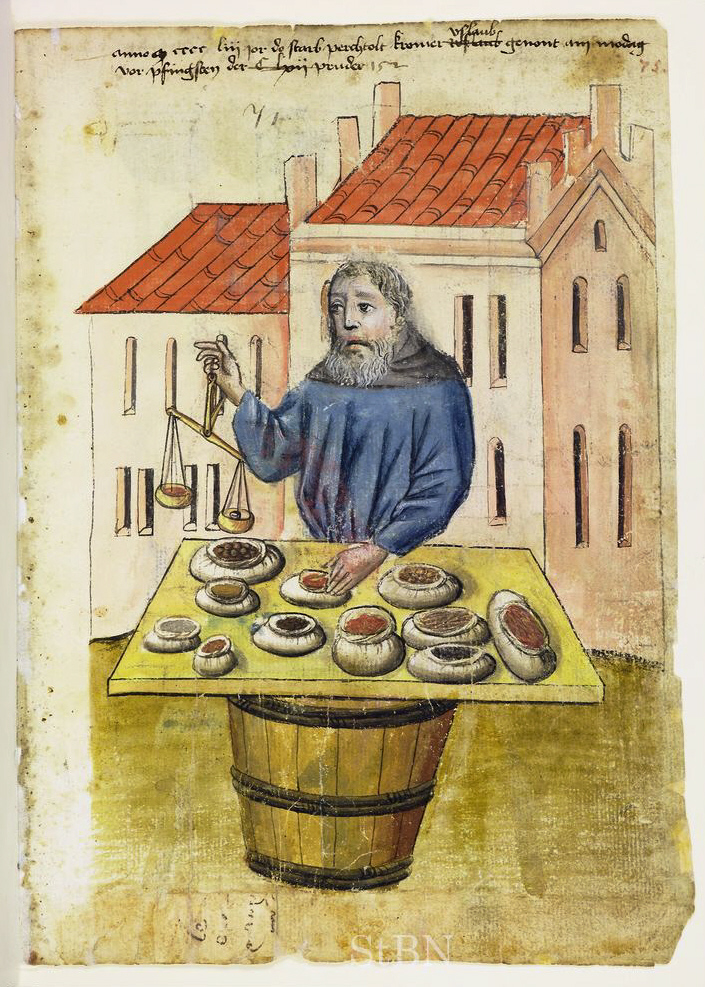
Marchand d'épices à Nuremberg, manuscrit de 1453.

Les épices sont désormais réduites à leur seul usage culinaire, et cet usage a fortement diminué en Europe depuis le XVIIIe siècle. Elles ont également perdu leur importance pour l'économie mondiale et ne sont plus qu'un produit alimentaire parmi d'autres. Il est donc difficile de comprendre pourquoi elles étaient si passionnément désirées durant l'Antiquité et le Moyen Âge et comment elles ont pu être à l'origine de campagnes militaires et d'expéditions lointaines et dangereuses.
La réponse la plus courante est que les épices étaient indispensables pour préserver les aliments. Bien que totalement erronée, cette explication a la vie dure parce qu'elle semble intuitivement logique. Les épices sont pourtant de bien piètres conservateurs en comparaison des méthodes connues depuis la Préhistoire, comme le fumage, la salaison ou le séchage à l'air. Il faut également éliminer la croyance selon laquelle elles auraient servi à masquer le goût de la viande avariée : leur coût prohibitif par rapport à celui des aliments frais disponibles localement rend effectivement cette hypothèse incongrue.
La tradition aristotélicienne explique la fringale d'épices par la fonction de remède qu'ont ces substances chaudes et sèches contre la nature froide et humide du cerveau humain. Cette théorie développée notamment dans De anima distingue aussi l'homme des animaux : ces derniers ne perçoivent que les odeurs alimentaires alors que les humains éprouvent un vif plaisir lorsqu'ils respirent les parfums et les arômes. Dans son commentaire de l'œuvre, Thomas d'Aquin conclut que l'état naturel du cerveau porte le stigmate de l'excès et que l'homme a besoin des aromates pour être en bonne santé. La forte demande pour les épices avait donc des causes bien plus profondes et plus complexes que la simple curiosité gastronomique. Les sociétés antiques et médiévales les considéraient comme particulièrement efficaces pour traiter et prévenir les maladies. Elles étaient aussi brûlées comme encens pour les sacrements, distillées dans les parfums et les onguents et stimulaient l'imaginaire par leur forte valeur symbolique. Les frontières entre les différents usages sont poreuses et il est parfois difficile de distinguer l'ingrédient culinaire du remède, du parfum, de la substance rituelle ou magique.
Certains auteurs soulignent également les effets psychoactifs et addictifs de produits comme le safran, l'oliban, la muscade ou même le poivre. La recherche effrénée de ces « substances de plaisir » pourrait partiellement expliquer la « folie des épices » constatée à la fin du Moyen Âge, ainsi que les sacrifices démesurés investis dans leur commerce. Il est aussi intéressant de noter que le déclin des épices en Europe au XVIIe siècle coïncide avec le succès des nouveaux produits stimulants : café, tabac, thé et chocolat. Puis au XIXe siècle, c'est au tour de l'opium de susciter un intérêt commercial capable de provoquer plusieurs guerres. Les circonstances historiques du commerce des épices montrent ainsi des similarités remarquables avec le trafic moderne des substances illicites.
Enfin, comme toute marchandise de luxe, les épices avaient une fonction de distinction sociale. Au-delà de leurs usages multiples, elles représentaient pour leur acquéreur un étalage calculé de richesse, de prestige, de style et de splendeur. D'après le philosophe Gaston Bachelard, « la conquête du superflu donne une excitation spirituelle plus grande que la conquête du nécessaire ». Les épices et le poivre sont ainsi cités par Érasme dans la liste « du luxe et des raffinements » (en latin : « luxum ac delicias ») dont la consommation est réservée aux riches et qu'il est judicieux de taxer en priorité. Les banquets organisés en 1476 pour le mariage du duc Georges le Riche affichent des quantités impressionnantes : 386 livres de poivre, 286 de gingembre, 207 de safran, 205 de cannelle, 105 de clous de girofle et 85 livres de noix de muscade. Les épices, et particulièrement le poivre, servent aussi longtemps de valeur refuge et même de devise. En 408, Alaric le Wisigoth accepte de lever le siège de Rome contre une rançon qui contient notamment 3 000 livres de poivre. Jusqu'en 1937, le roi d'Angleterre reçoit une rente annuelle symbolique d'une livre de poivre de la part du maire de Launceston (Cornouailles).

## La route de l'encens aux origines du commerce intercontinental
Pour un article plus général, voir Route de l'encens.
Les épices et les aromates ont certainement été parmi les premiers produits échangés entre les trois continents asiatique, africain et européen, et seraient à l'origine de la plus ancienne chaîne d'approvisionnement à l'échelle mondiale. C'est donc sous le nom de « route de l'encens » que sont connues les connexions reliant la corne de l'Afrique et l'Arabie, sources antiques d'aromates, à la Mésopotamie, à l'Égypte et au monde méditerranéen. Les archéologues en situent le début autour de 1800 av. J.-C., mais elles pourraient être bien plus anciennes encore. Elles étaient principalement terrestres et se sont surtout développées à partir de 900 av. J.-C., lorsque la domestication du dromadaire a permis le transport des marchandises sur de longues distances et la traversée des déserts. Bien que régulièrement citées comme marqueurs du commerce au long cours, les épices asiatiques comme la casse et la cannelle ne faisaient probablement pas partie des produits échangés sur la route de l'encens. La place du monde indien est aussi restée très limitée durant les premiers siècles de ce commerce et ne fleurira qu'avec l'ouverture des voies maritimes.

### Expéditions égyptiennes au pays de Pount

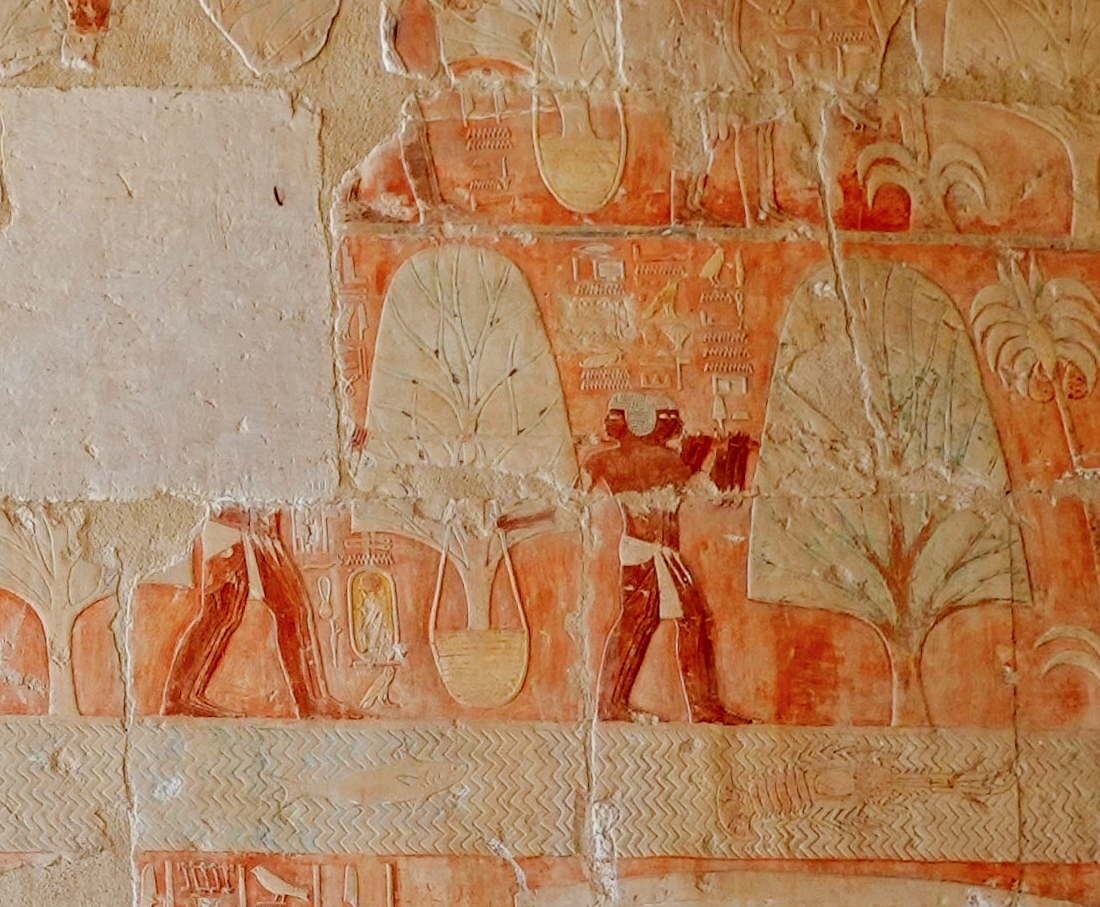
Le transport des arbres à encens. Temple funéraire d'Hatchepsout à Deir el-Bahari.

Dès l'Ancien Empire égyptien, des pharaons comme Sahourê (XXVe siècle) envoient des navires pour ramener des épices depuis le mystérieux « pays de Pount ». La plupart des auteurs l'interprètent comme la corne de l'Afrique, dans la région du cap Gardafui, ou plus rarement comme l'Arabie heureuse. La plus célèbre de ces expéditions commerciales est certainement celle de la reine Hatchepsout (XVe siècle), dont le temple funéraire contient des bas-reliefs qui montrent les différentes richesses ramenées de Pount. Parmi celles-ci, on compte des arbres à encens déracinés et transportés vivants avec leurs feuilles et leurs racines dans des paniers ronds.
Les épices du Sud asiatique pourraient avoir atteint le peuple du Nil par ce même pays de Pount, même si les routes qui les y amènent ne sont pas connues avec précision. La plus ancienne preuve de ce commerce provient de la momie de Ramsès II (XIIIe siècle), dont l'abdomen et les cavités nasales contenaient des grains de poivre (espèce Piper nigrum). L'épice ne pouvait provenir que du sud de l'Inde, et était vraisemblablement utilisée dans le processus d'embaumement. De nombreuses sources égyptiennes du IIe millénaire av. J.-C. mentionnent le ti-spš, qui a traditionnellement été traduit comme « cannelle », bien que cette interprétation soit controversée. Il s'agissait d'une substance prestigieuse, offerte par les rois aux temples et aux divinités, et utilisée dans les onguents et les huiles parfumées. Au début du XXe siècle, Henri Édouard Naville a prétendu avoir trouvé des restes de noix de muscade à Deir el-Bahari, dans un contexte remontant à la XVIIIe dynastie et peut-être contemporains de l'expédition d'Hatchepsout. Cette découverte n'a cependant jamais été entièrement publiée.

### Mentions bibliques du commerce des épices

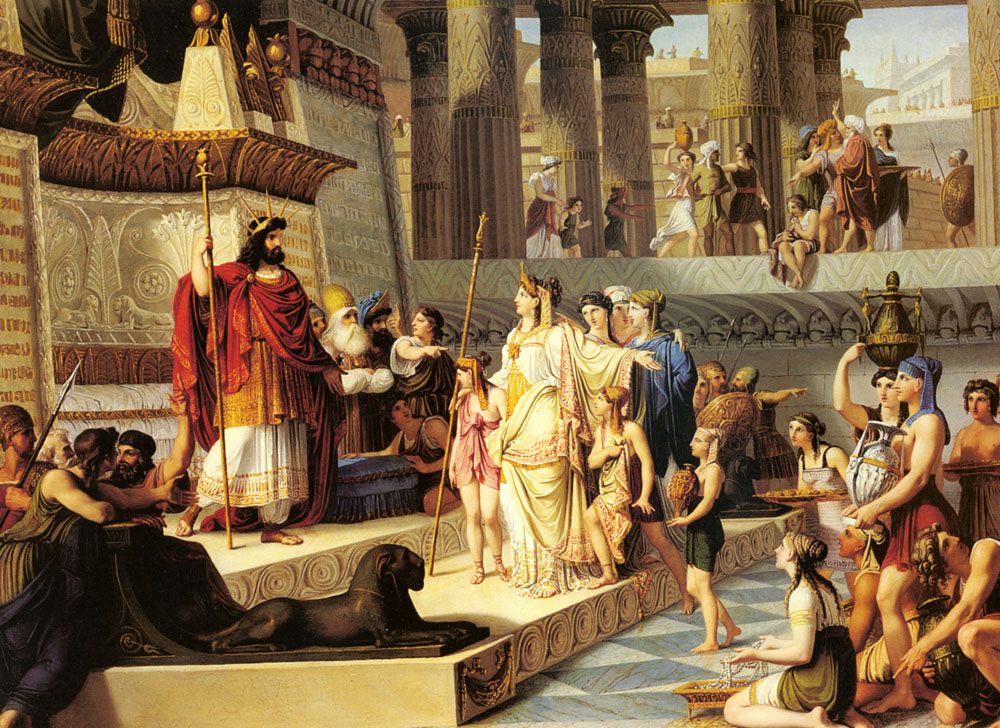
La visite de la reine de Saba à Salomon. Peinture de Giovanni De Min, XIXe siècle.

La Bible hébraïque contient de nombreuses allusions aux épices et à leur commerce. Israël est en effet un pont entre l'Afrique et l'Asie, entre les empires du Nil et ceux du Tigre et de l'Euphrate, entre l'Égypte pharaonique et la Mésopotamie assyrienne, babylonienne et perse. L'importance des aromates peut être notée dès la Genèse : la seconde épouse d'Abraham s'appelle Ketourah (« encens » en hébreu) et deux des enfants d'Ismaël, Bashmath et Mibsam, portent un nom dérivé du terme bosem (« épice »). Dans les Livres des Rois, la reine de Saba se rend « à Jérusalem avec une suite importante et des chameaux chargés d’épices » qu'elle offre au roi Salomon et jamais Israël ne reverra « une aussi grande quantité de parfums et d’épices ». L'Ancien Testament contient encore de nombreux autres témoignages de la prospérité que le royaume de Saba tire du commerce de la route de l'encens.
Le Livre de l'Exode (attribué à Moïse, XIVe siècle) donne aussi la recette de l'huile sainte à utiliser pour les onctions, qui doit contenir de la myrrhe, de la cinnamome, de la canne odorante et de la casse. Le Cantique des cantiques (attribué au roi Salomon, Xe siècle) contient quant à lui une liste détaillée « des plus fins aromates » : grenade, henné, nard, safran, canne odorante, cinnamome, encens, bois d'aloès et myrrhe. L'encens et la myrrhe viennent d'Arabie et de la côte orientale de l'Afrique, la grenade et la canne de Perse, mais les termes hébreux pour nard, safran (karkom, qui pourrait aussi désigner le curcuma), cinnamome et aloès sont issus du sanskrit et pourraient décrire des produits originaires d'Inde. La majorité de ces mots sont ensuite passés en grec sous leur forme sémitique, ce qui atteste l'importance des Sémites dans le transport des aromates vers la Méditerranée.

### Casse et cannelle: la question de l'Inde

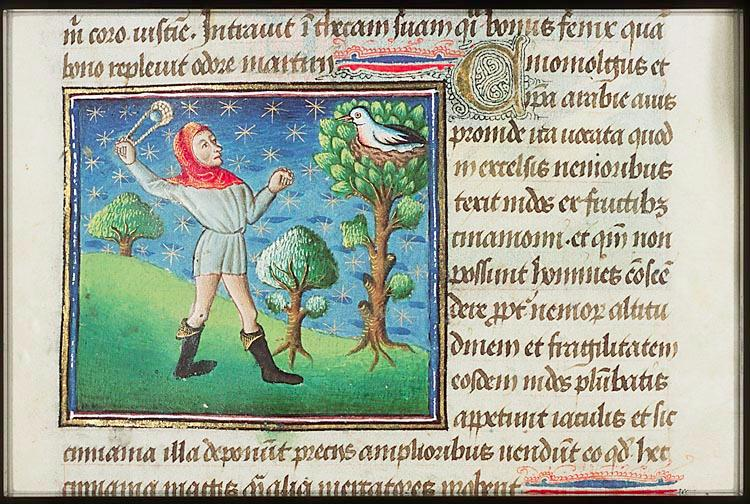
Représentation médiévale d'après Hérodote du ', dont le nid est construit avec des bâtons de cannelle. Manuscrit enluminé du XVe siècle, Musée Meermanno, La Haye.

Dans leur acception moderne, la casse et la cannelle sont l'écorce aromatique de plusieurs arbres du genre Cinnamomum, principalement Cinnamomum verum (originaire du Sri-Lanka) et Cinnamomum cassia (de Chine). Les mentions supposées de ces deux épices asiatiques dans les textes antiques produits par des civilisations très éloignées de leurs habitats naturels servent traditionnellement de preuves de l'ancienneté des échanges commerciaux entre Orient et Occident.
De nombreux auteurs citent ainsi la casse comme remède connu en Chine depuis le XXVIe siècle av. J.-C.. Elle apparait en effet dans le Shennong bencao jing (« le Classique de la matière médicale du Laboureur Céleste »), une pharmacopée traditionnellement attribuée à l'empereur mythique Shennong, mais qui a en réalité été compilée au début de l'ère commune. La casse est évoquée pour la première fois dans un texte européen par Sappho, la poétesse grecque du VIIe siècle, lorsqu'elle décrit les richesses orientales des noces d'Hector et Andromaque de Troie. Les débuts du commerce des épices indiennes avec la Méditerranée sont classiquement situés au Ve siècle av. J.-C., sur la base des mentions de la cannelle et de la casse dans l'œuvre d'Hérodote. L'historien et géographe d'Halicarnasse les cite en effet aux côtés de l'encens et de la myrrhe parmi les marchandises vendues par les Arabes, et explique qu'elles sont utilisées par les Égyptiens pour embaumer les momies. Les récits qu'il donne de l'origine des deux épices sont en revanche assez fantasques : la casse « croît dans un lac peu profond » protégé par « des animaux volatiles semblables à des chauves-souris », alors que la cannelle vient de Nysa « où Dionysos fut élevé » et doit être récoltée dans les nids de gros oiseaux semblables au Phénix. Il n'existe cependant pas de preuves formelles que les termes cinnamomum et cassia (latin), kinnamômon et kasia (grec) ou kinamon et ktzeeha (hébreu) faisaient réellement allusion aux espèces connues aujourd'hui. Certains auteurs estiment plus probable qu'il s'agissait de plantes d'origine arabe ou africaine. L'écorce de l'arbuste Cassia abbreviata, dont l'aire de répartition s'étend de la Somalie à l'Afrique australe, possède ainsi de nombreuses propriétés médicinales qui en font une candidate plus plausible pour la casse ou la cannelle des textes antiques.

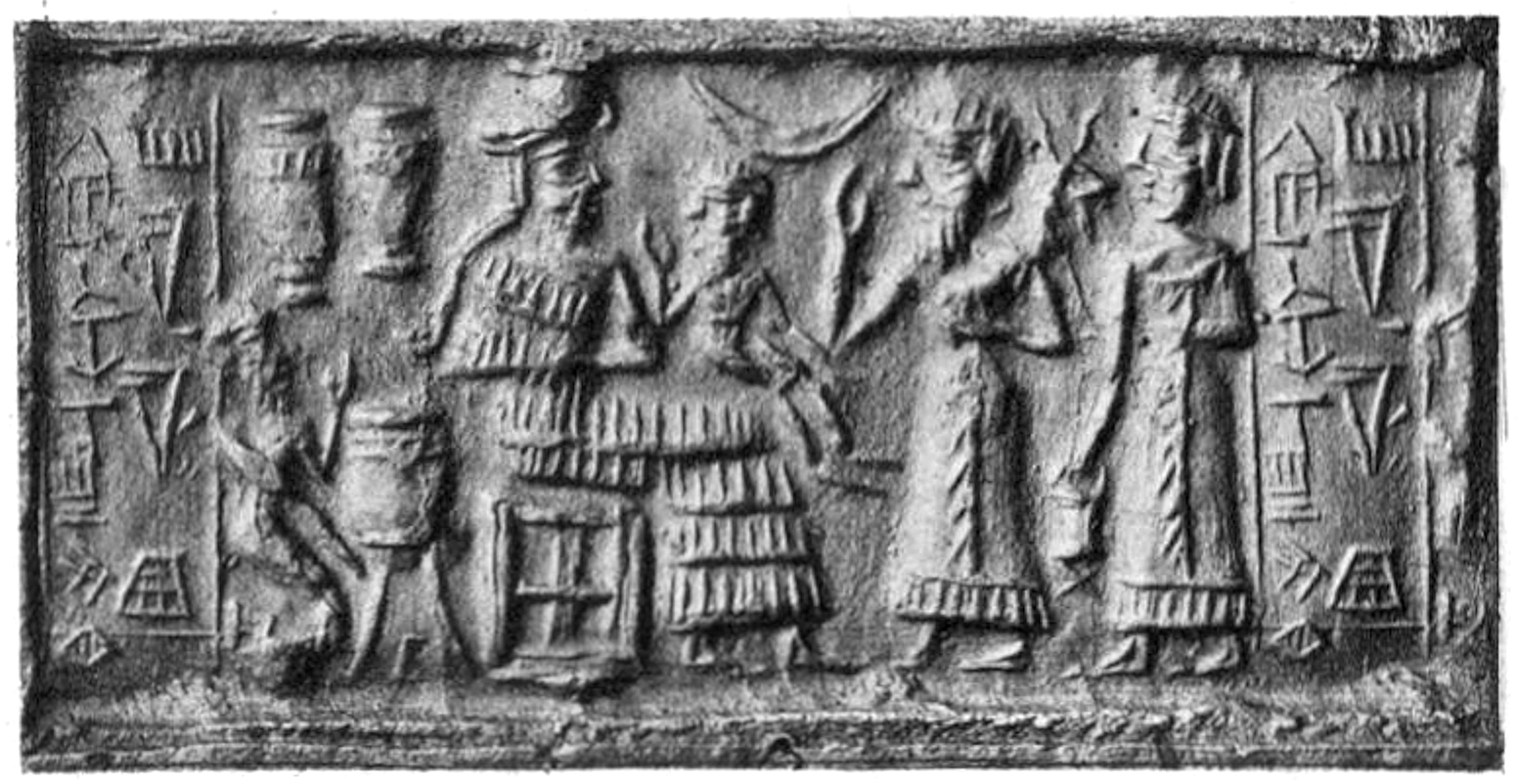
Sceau akkadien représentant « un interprète de la langue de Meluhha », une région généralement identifiée comme la vallée de l'Indus. Musée du Louvre.

Certaines découvertes archéologiques soutiennent l'hypothèse d'un début très précoce du commerce des épices asiatiques avec l'Ouest. Des restes de cardamome (originaire des Ghats occidentaux) et de clou de girofle (endémique des Moluques) auraient ainsi été retrouvés à Terqa, un site de l'âge du bronze mésopotamien. Des flasques en argile phéniciennes datées des XIe et Xe siècles av. J.-C. ont montré des traces importantes de cinnamaldéhyde, principal composé produit par le genre Cinnamomum. Si les identifications botaniques de ces découvertes sont débattues, celle des baies de poivre noir des narines de la momie de Ramsès II semble indiscutable.
Bien qu'ils aient existé, les échanges entre l'Inde et l'Occident avant l'ère chrétienne n'étaient ni importants, ni directs. Dès le IIIe millénaire av. J.-C., la civilisation de la vallée de l'Indus entretient des liens commerciaux limités avec la Mésopotamie, l'Élam et la péninsule arabique par la voie du golfe Persique. Il s'agit alors surtout de navigation côtière depuis le Gujarat et le Makran jusqu'à Oman (Magan dans les textes sumériens), la région de Bandar Abbas et Minab sur le détroit d'Ormuz, ou encore l'archipel de Bahreïn (Dilmun) et l'île de Failaka dans le golfe. Ce commerce maritime précoce est interrompu au IIe millénaire en raison notamment d'un recul marqué de la production agricole de la Mésopotamie méridionale dû à l'ensablement et à la salinisation. Il ne reprend qu'à partir du milieu du Ier millénaire av. J.-C., grâce à la politique unificatrice des Achéménides.

### Caravanes de l'Arabie Heureuse

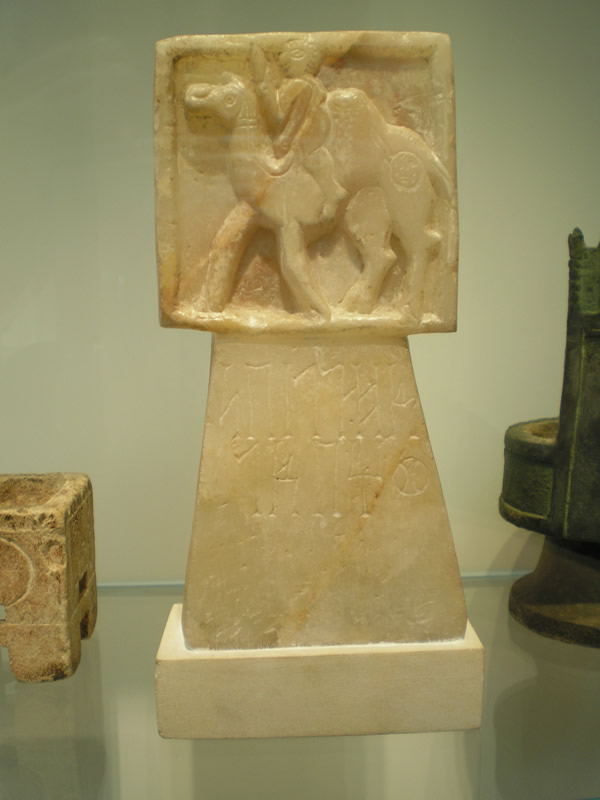
Brûleur à encens figurant un dromadaire retrouvé à Chabwa, IIIe siècle.

Le commerce par voies terrestres entre le Yémen préislamique et les civilisations de Mésopotamie, d'Assyrie, du Levant et d'Égypte débute sérieusement au début du Ier millénaire avant J.-C.. La région située au sud de l'Arabie Heureuse est occupée par quatre royaumes, aux langues, cultures et religions très différentes : Hadramaout, Qataban, Saba, et Ma'in. Chacun est établi dans une grande vallée alluviale, dans ce qu'on a appelé une « poche écologique » : abritée de la mer par les montagnes, protégée des invasions par le désert et irriguée par un wadi rempli par les moussons bisannuelles. Un réseau de voies commerciales liant les royaumes entre eux est à l'origine de la route de l'encens. Il permettait l'échange de marchandises telles que le sel, le vin, le blé, les armes, les dattes ou le cuir. Peu à peu, le réseau s'étend vers le nord et se concentre sur le lucratif commerce des épices et des aromates.
L'Hadramaout est l'épicentre de la production d'oliban et sa capitale Chabwa est une étape obligatoire pour tout marchand d'encens. De là, la route mène à Timna, principale cité du Qataban où est cultivé l'arbre à myrrhe et qui est reliée à Aden. C'est dans ce port que sont débarquées les épices exotiques comme la cinnamone, la cardamome, le curcuma, le santal, le bois d'aloès ou le sang-dragon. Elles proviennent de Socotra et peut-être d'Inde, de Ceylan ou même d'Insulinde, et sont associées aux productions locales et revendiquées comme telles. Les caravanes se rendent ensuite à Marib, la capitale du royaume de Saba et principale cité du Yémen antique, puis à Yathul, dans le petit état des Minéens dont sont originaires la plupart des marchands d'encens. C'est là que commence la traversée du désert.
La route qui mène vers le nord de la péninsule n'est pas une voie unique, mais plutôt un réseau complexe de chemins menant à divers points de passage qui permettent le ravitaillement et où les merchandises sont échangées. À partir du Ve siècle, les caravanes sont constituées d'au moins 200 dromadaires et précédées d'une garde de nomades locaux qui les protègent contre les bandits. Après l'oasis de Najran, une route bifurque vers le nord-est et rejoint Gerrha sur le golfe Persique. Vraisemblablement fondée par des exilés chaldéens de Babylone, la ville prospère de sa situation stratégique et échange les épices et l'encens arabes contre les textiles colorés persans. Une autre route mène à Tayma, à la limite du désert du Néfoud. Elle permet de rejoindre l'Assyrie ou la Babylonie et d'y échanger les marchandises contre de l'argent et des pierres précieuses. La voie principale se prolonge cependant vers Pétra, siège des rois nabatéens, qui relie l'Arabie à la Syrie, à la Phénicie et à l'Anatolie. La plupart des caravanes finissent leur voyage à Gaza, sur la Méditerranée, d'où les aromates sont embarqués vers l'Égypte. La traversée, d'une longueur de 1 800 km, dure environ deux mois.

## L'ouverture des voies maritimes de la mer Érythrée
Pour les civilisation antiques de la Méditerranée, il existe un espace maritime oriental qui conduit aux épices et aux aromates. Appelé « mer Érythrée » par les gréco-romains, il correspond à l'étendue d'eau réunissant l'Afrique à l'Inde et donc à l'actuelle mer d'Arabie. Cette mer ainsi définie possède deux golfes, le sinus arabicus (la mer Rouge) et le sinus persicus (le golfe Persique) qui ceinturent la péninsule arabique. Pendant longtemps, l'accès à ces routes leur échappe. Mais à partir du IIe siècle av. J.-C., l'établissement de contacts directs entre l'Égypte et l'Inde est rendu possible par l'affaiblissement progressif des royaumes yéménites qui contrôlaient la route de l'encens. Il intervient au début d'une période historique marquante de paix et de stabilité, durant laquelle cinq grands empires s'établissent : l'Empire kouchan dans le nord de l'Inde, Satavahana dans le sud, dynastie Han en Chine, Parthes en Perse, et Rome impériale en Méditerranée.

### Ports de l'Égypte hellénistique

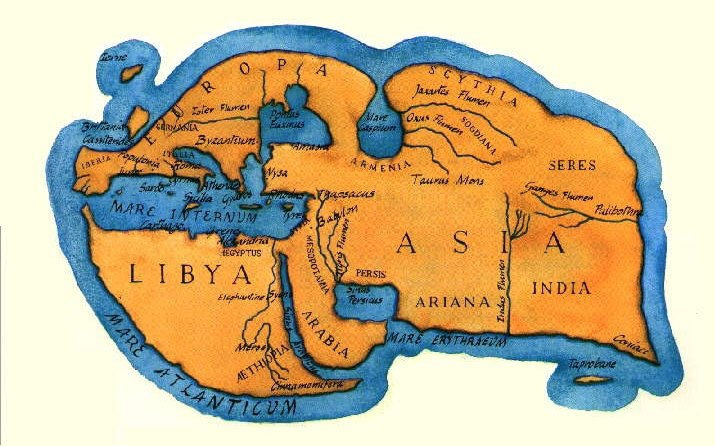
Reconstitution de la carte du monde selon la Géographie de Strabon.

Ce sont les conquêtes d'Alexandre le Grand qui ouvrent véritablement les mers du sud au monde méditerranéen. Les deux golfes continuent cependant de mener une vie totalement indépendante. Sur le golfe Persique, les Séleucides contrôlent la partie orientale, alors que l'autre rive est occupée par les tribus arabes, dont les Gerrhéens. L'empire s'intéresse peu aux côtes, car il est traversé par les routes terrestres en provenance d'Orient, comme celle qui part de l'Inde vers la Gédrosie, la Carmanie, la Perside et la Susiane.
Sur la mer Rouge en revanche, les Ptolémées cherchent activement à s'opposer à la prépondérance arabe et à supprimer leur intermédiaire. Ils développent leurs ports qui les mettent en liaison avec les marchands nabatéens, lesquels contrôlent le commerce caravanier depuis l'Arabie du Sud. Ils utilisent d'abord Arsinoé (en), sur le golfe de Suez, puis Myos Hormos au débouché de l'Ouadi Hammamat, et enfin Bérénice, fondé vers 260 av. J.-C. par Ptolémée II Philadelphe. Malgré la longue route à travers le désert qui le relie à Coptos sur le Nil, le port présente l'avantage d'être protégé des vents du nord par un cap et de se trouver à la limite méridionale de la zone des grands calmes. Après avoir perdu la Syrie au début du IIe siècle, et donc l'accès aux routes terrestres des aromates, le royaume lagide fait une exploration intensive des côtes méridionales de la mer Rouge. Il franchit peut-être le détroit de Bab-el-Mandeb et s'aventure dans le golfe d'Aden.
C'est dans ce contexte qu'intervient l'ouverture d'une route maritime directe vers l'Inde. Elle est attribuée à Eudoxe de Cyzique, dont le périple est relaté par le géographe romain Strabon. Ce navigateur fait deux voyages en Inde à partir d'un port égyptien vers la fin du règne de Ptolémée VIII (mort en 116 av. J.-C.), puis périt dans une tentative infructueuse de contourner l'Afrique, qu'il soupçonne d'être entourée d'un océan. Selon Strabon, ce sont seulement moins de vingt navires qui traversent chaque année la mer Rouge et qui osent à peine jeter un regard au-delà des détroits. Il oppose ces début timides aux « grandes flottes » de l'époque romaine qui quittent annuellement la côte égyptienne pour l'Inde et les extrémités de l'Éthiopie.

### Routes indo-romaines de la soie et des épices
Pour des articles plus généraux, voir Échanges commerciaux entre la Rome antique et l'Inde et Relations entre l'Empire romain et la Chine.

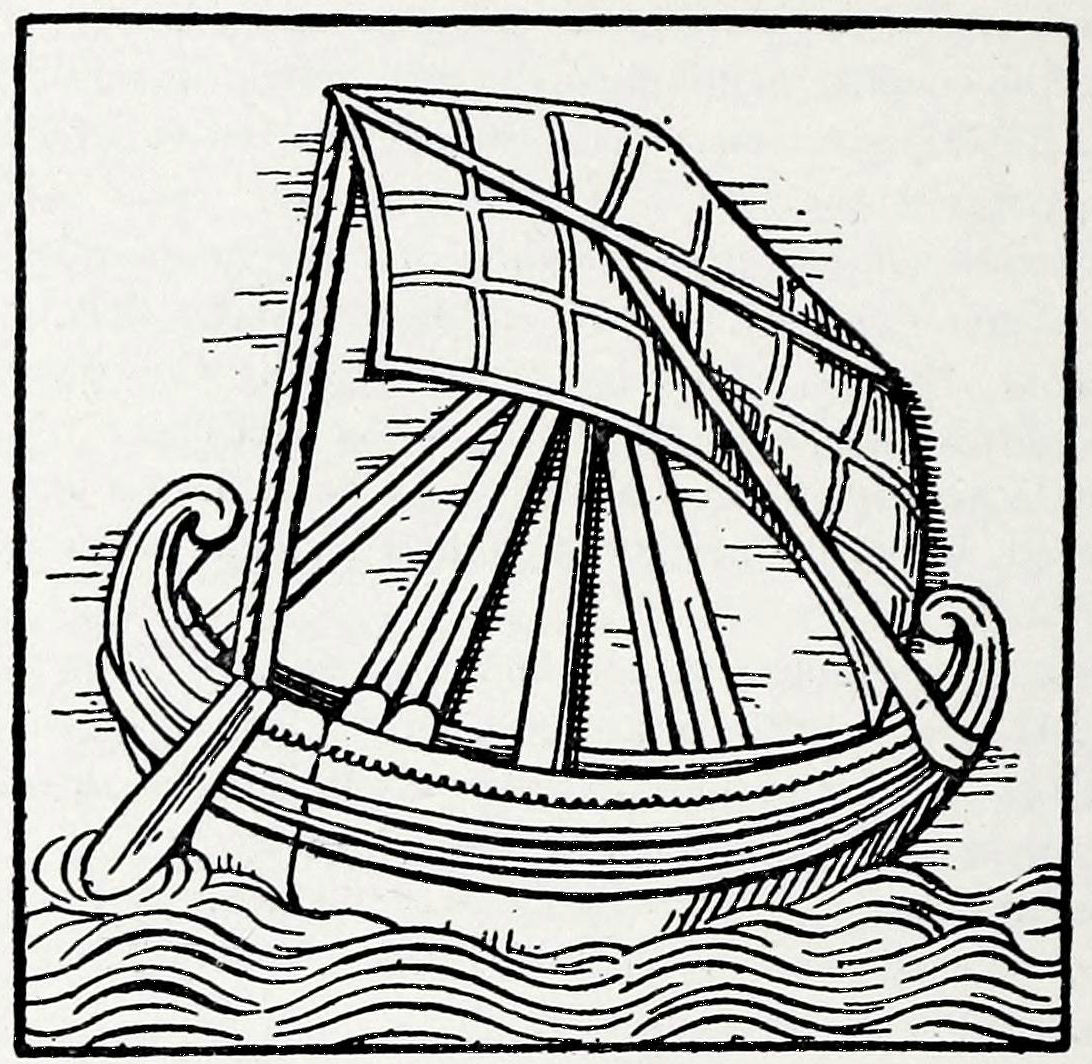
Bateau marchand romain du IIe siècle d'après un sarcophage du Palais du Latran.

Après avoir annexé l'Égypte en 30 av. J.-C., Auguste tente de se rendre maître du commerce des épices en s'emparant de l'Arabie. Cette expédition est un échec et c'est donc par la voie de mer que les échanges directs avec les pays orientaux continuent à se faire.
La célèbre route de la soie, dont on situe le commencement au IIe siècle av. J.-C., n'est peut-être qu'une « déception romantique ». Le nom imaginé par le baron Ferdinand von Richthofen à la fin du XIXe siècle s'est progressivement transformé en une vision orientaliste de chameaux marchant vers l'Occident sur des milliers de kilomètres chargés de soie chinoise. Bien qu'on ne puisse pas dire avec certitude qu'il n'y avait pas de route de la soie, l'idée d'une route transcontinentale directe reliant la Chine à la Rome antique est à rejeter. L'une des seules sources évoquant une route menant du Levant à l'Orient est un récit fragmentaire rédigé en grec au début du Ier siècle. Les Étapes parthes d'Isidore de Charax décrit un itinéraire (sans mention d'échanges commerciaux) et indique les distances en schènes séparant les différentes escales. Il débute à Zeugma sur l'Euphrate, qui est directement reliée à Antioche sur la Méditerranée, puis traverse Séleucie du Tigre, Ecbatane la capitale d'hiver de l'Empire parthe, Rhagès, Antioche de Margiane (Merv), Alexandrie d'Arie (Herat) et enfin Alexandrie d'Arachosie (Kandahar). Le récit s'arrête là, mais l'on sait par d'autres sources que la Margiane est connectée à la Chine par la Sogdiane, la Bactriane et la vallée de l'Oxus, et que l'Inde peut être rejointe depuis Kandahar par Taxila. Ces voies terrestres sont bien moins fréquentées que les voies maritimes et la soie chinoise parvient à Rome principalement de manière indirecte par l'Inde et la mer d'Arabie. Les épices constituent par ailleurs la principale marchandise importée d'Orient et jamais la soie ne rivalisera en importance durant la période romaine.

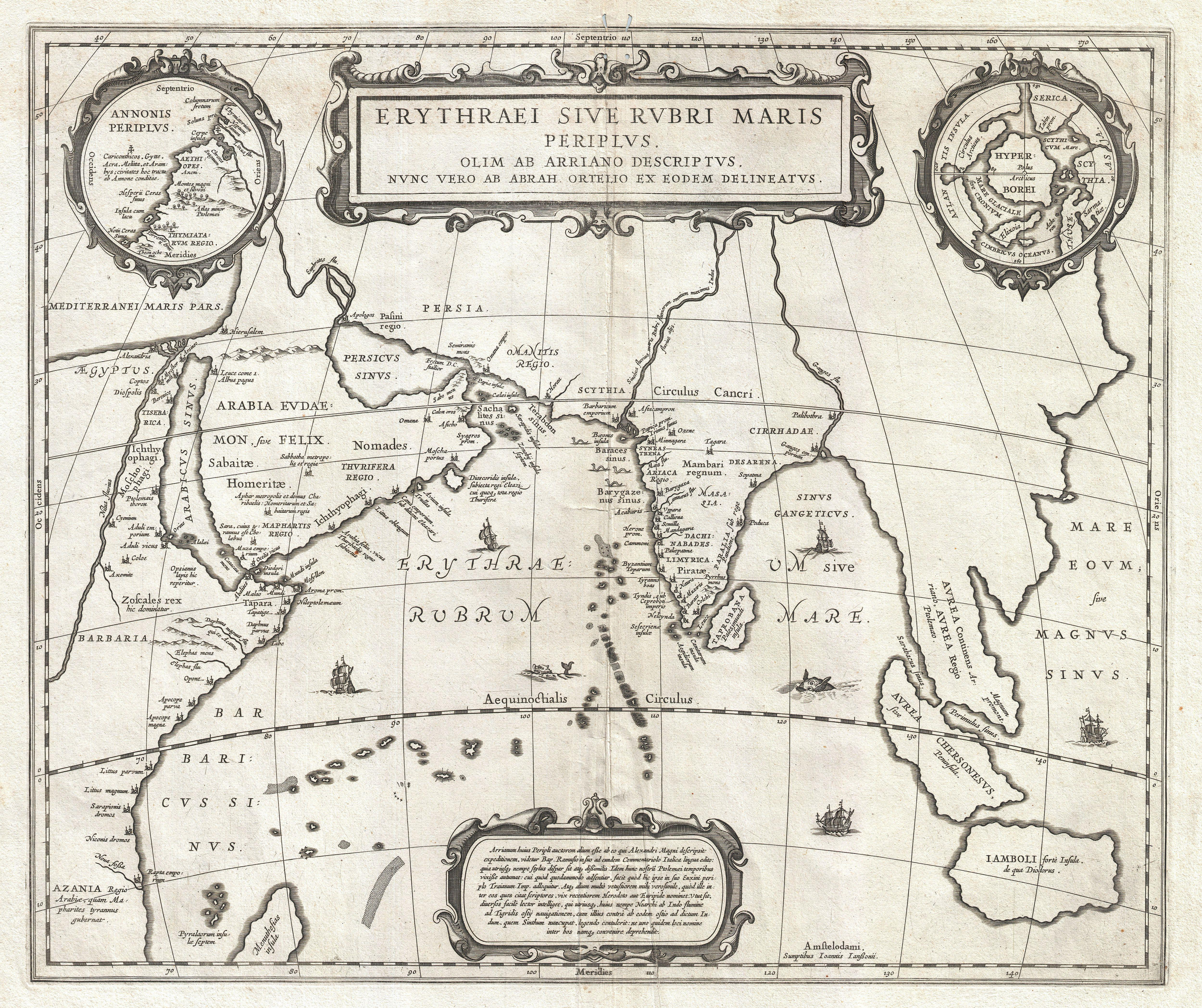
Carte du XVIIe siècle représentant les lieux décrits dans le Périple de la mer Érythrée.

La connaissance des routes empruntées et des marchandises échangées entre les mondes romain et indien provient principalement de deux sources : l'Histoire naturelle de Pline l'Ancien, publiée sous l'empereur Vespasien (mort en 79), et le Périple de la mer Érythrée d'un auteur grec inconnu, généralement daté de la première moitié du Ier siècle. Malgré leurs différences, les deux textes concordent pour décrire les mêmes itinéraires. Au départ des ports égyptiens de Myos Hormos (Périple) ou de Bérénice (Histoire naturelle), les marchands se rendent à Océlis, à proximité du détroit de Bab-el-Mandeb. Les deux sources citent aussi le port de Muza sur la côte arabique de la mer Rouge, fréquenté par les négociants en encens et parfums. L'étape suivante est Qana sur la côte yéménite du golfe d'Aden, au pays de l'encens. De là s'offrent trois routes possibles : la première longe la péninsule Arabique, puis franchit le golfe Persique et continue par cabotage jusqu'à Barbarikon (en), à l'embouchure de l'Indus. Les deux autres routes passent par la haute mer : au départ du « cap des aromates » (cap Gardafui), en Afrique, ou du cap Syagros (Ras Fartak), en Arabie, elles traversent la mer d'Oman jusqu'aux ports de Barygaza ou de Muziris,,.
Barbarikon est située dans l'estuaire de l'Indus, à proximité de l'actuelle Karachi, et tient lieu de débouché majeur pour le commerce de longue distance en provenance des régions montagneuses du nord du Pakistan, de l'Afghanistan et du Cachemire. Barygaza est identifiée comme Bharuch au Gujarat, à l'embouchure de la Narmada. C'est de loin le port le plus cité par le Périple, ce qui est corroboré par les références à « Bharukaccha » dans les textes bouddhiques en pāli et en sanskrit. En contraste avec Barbarikon, Barygaza est également un centre industriel important pour la manufacture et la distribution d'une grande variété de produits. La liste des marchandises exportées par les deux ports est assez semblable : on y trouve le costus, le lycium, le bdellium, le nard, l'indigo et le poivre long. Muziris correspondrait à l'actuel village de Pattanam (en) dans le Kerala, région dont sont originaires les poivriers. Le port exporte donc principalement du poivre, mais aussi du « malabathron (en) » (peut-être une sorte de cannelle), de la soie chinoise, des perles et des pierres précieuses.
| Mois      | Par la mer Rouge | Par la mer Rouge | Par le golfe Persique | Par le golfe Persique |
| --------- | ---------------- | ---------------- | --------------------- | --------------------- |
| Novembre  |                  |                  | Barbarikon            | 0 km                  |
| Décembre  | Barbarikon       | 0 km             |                       |                       |
| Janvier   |                  |                  | Charax                | 2 350 km              |
| Février   | Bérénice         | 4 500 km         |                       |                       |
| Mars      | Coptos           | 380 km           | Palmyre               | 1 100 km              |
| Mai       |                  |                  | Antioche              | 300 km                |
| Septembre | Alexandrie       | 760 km           |                       |                       |
| Total     |                  | 5 640 km         |                       | 3 750 km              |

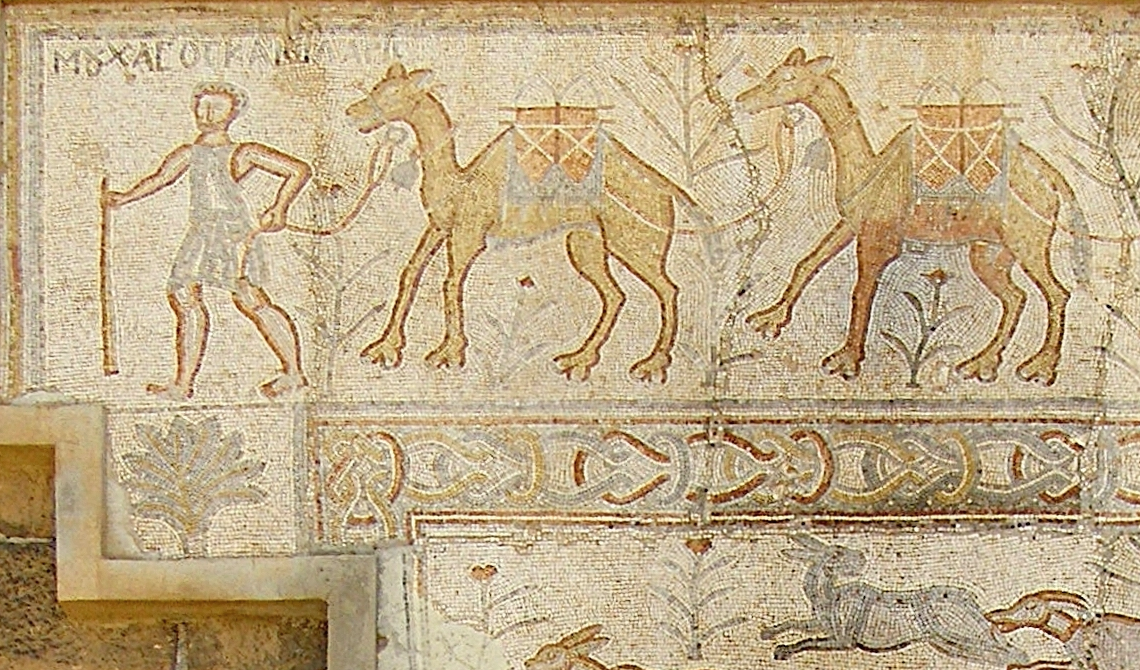
Mosaïque romaine de Bosra en Syrie représentant une caravane de dromadaires.

La route des épices indiennes connaît aussi un tout autre itinéraire, quoique bien moins documenté : celui du golfe Persique. Il est principalement suivi par les marchands palmyréniens, qui ont des comptoirs en Égypte, à Socotra et vraisemblablement à Barbarikon. Les navires en provenance de la côte indienne accostent à Charax Spasinou, près de l'actuelle Bassorah, la capitale du royaume de Characène. Les marchandises sont ensuite chargées sur les dromadaires pour une traversée d'un mois à travers le désert de Syrie jusqu'à Palmyre. Depuis la cité caravanière, les épices atteignent la Méditerranée à Antioche en passant par Chalcis de Syrie. Comparé à la route de la mer Rouge, l'itinéraire persique est clairement plus court, mais comporte une partie terrestre longue et difficile, à la frontière entre les deux empires romain et parthe. Le choix d'un trajet ou de l'autre semble avoir dépendu des nombreux facteurs déterminant le calendrier de ces longs périples, comme le cycle des moussons sur l'océan Indien, la disponibilité en animaux des nomades du désert syrien ou les crues du Nil. Il est probable que les épices indiennes atteignaient la Méditerranée à deux périodes différentes de l'année : à la fin du printemps à Antioche et au début de l'automne à Alexandrie, ce qui correspond respectivement au début et à la fin de la navigation commerciale sur la mer intérieure. L'utilisation d'itinéraires multiples permettait ainsi de réduire les risques liés aux conditions météorologiques et politiques en mer Rouge et sur la frontière de l'Euphrate et avait un effet d'équilibrage sur les prix.

## Les pôles du commerce médiéval des épices

Carte de la route médiévale des épices et de ses embranchements, montrant les principaux entrepôts ainsi que la direction des moussons.

La conquête musulmane de l'Égypte au VIIe siècle met fin aux échanges commerciaux directs de l'Europe dans l'océan Indien. Durant le Moyen Âge, les épices qui atteignent la Méditerranée par les ports d'Alexandrie, de Beirouth et d'Acre ne représentent qu'une petite partie du commerce mondial de ces marchandises. Leur importance dans la gastronomie, la médecine et l'art de vivre des mondes chinois, indien et islamique indique que le centre de gravité du négoce et de la consommation des épices se situe en Orient. L'Europe est un acteur périphérique d'un vaste réseau commercial dont l'Inde est le centre. Ses sources d'approvisionnement sont l'Indochine et l'Insulinde et il s'étend vers l'orient jusqu'à la Chine pour la vente et vers l'occident jusqu'à la Perse et l'Égypte pour la distribution au monde arabo-musulman et à la chrétienté.
Après le retrait de l'Empire romain, le commerce de l'océan Indien est dominé par les marchands persans et arabes, et par les entrepôts malais du Srivijaya. Il s'agit de réseaux principalement privés, de faible ampleur et développés pacifiquement par des aventuriers plutôt que par des ambitions politiques étatiques. Ce système est à la fois perturbé et intensifié par la montée presque synchrone des Fatimides en Égypte (969), des Song en Chine (960) et des Cholas dans le sud de l'Inde (985). Le volume du commerce maritime entre la mer d'Arabie, le golfe du Bengale et la mer de Chine méridionale connait une croissance spectaculaire au Xe siècle, qui se maintient à un niveau élevé jusqu'au milieu du XIIIe siècle. Il traverse ensuite une période de récession, due aux troubles intérieurs tant en Chine qu'en Inde, qui perdure jusqu'au début du XVe siècle.

### Zayton et l'insatiable marché chinois
« Et je vous dis que pour un bateau de poivre qui va à Alexandrie ou ailleurs, pour être porté en terre chrétienne, il en vient cent et plus à ce port de Çaiton (Quanzhou). »

— Le Livre de Marco Polo

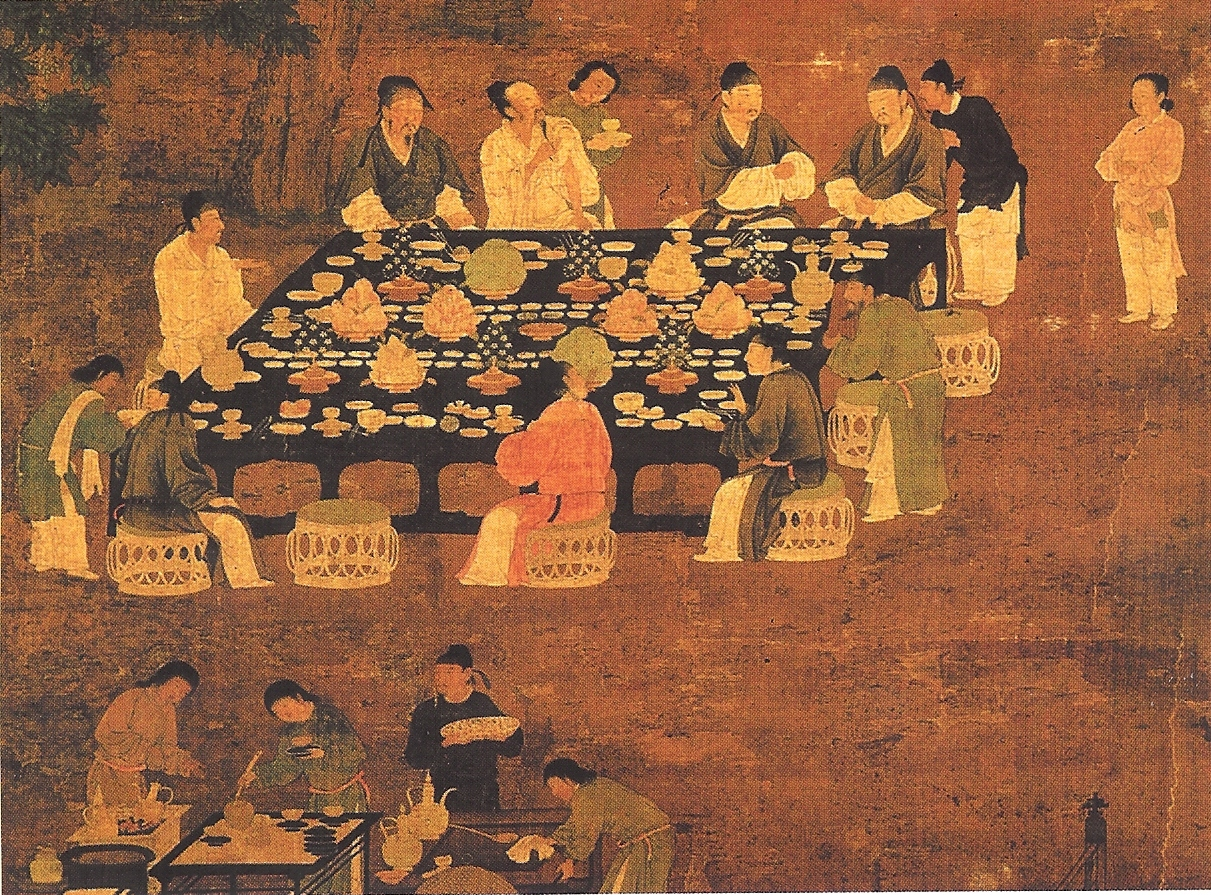
Banquet de l'époque Song. Détail d'une peinture attribuée à l'empereur Huizong (1100-1125).

La Chine antique et médiévale représente l'un des plus puissants moteurs de développement du commerce international, générant une demande pour les produits de luxe que même la Rome impériale n'a pu égaler. Les conquêtes territoriales des Qin favorisent l'ouverture des routes de la soie par lesquelles un certain nombre d'épices sont introduites dans l'Empire depuis l'Asie du Sud et l'Occident. La culture de l'encens se développe sous les Han avec l'expansion du bouddhisme et du taoïsme. Après la révolte d'An Lushan au milieu du VIIIe siècle, le commerce depuis les Régions de l'Ouest est interrompu. Ceci pousse les Tang à développer les voies maritimes en soutenant la construction de grands bateaux adaptés à la navigation hauturière. Les navires chinois commencent à fréquenter la côte de Malabar et Ceylan à la recherche d'épices et d'autres marchandises. À cette époque, la construction navale est coûteuse, la capacité de transport très faible et les risques de naufrage ou d'attaques de pirates nombreux. Il en ressort que le seul commerce maritime économiquement intéressant est celui des marchandises précieuses et coûteuses, dont la majeure partie est constituée d'épices, terme qui regroupe une centaine de produits différents.
Le règne de la dynastie Song (960-1279) est marqué par l'expansion de ce qu'on a appelé la « route maritime de la soie ». La Chine y exporte de l'or, de l'argent, du cuivre, de la soie et des porcelaines, et reçoit en sens inverse de l'ivoire, du jade, de la corne de rhinocéros et surtout des épices. Les importations de ces dernières se chiffrent à plusieurs dizaines de milliers de livres par an, ce qui représente près d'un quart du volume total de marchandises. Le négoce des épices et aromates est un monopole de l'État et les taxes prélevées constituent le principal revenu financier de l'Empire. Une superintendance des affaires maritimes (Shibo si) est créée en 971 à Canton et le port antique domine pendant un siècle le commerce étranger. Il est peu à peu éclipsé par Zayton (actuelle Quanzhou), qui se voit dotée d'un office analogue en 1087. En 1225, un demi-siècle avant la visite de Marco Polo, le port abrite les comptoirs de 58 États. Un grand nombre de marchands arabes et persans s'y installent entre le XIIIe et le XIVe siècle et y construisent des palais, des boutiques et des temples. Le plus célèbre d'entre eux, Pu Shougeng (en), occupe même le poste de surintendant du Shibo si pendant plus de trente ans.

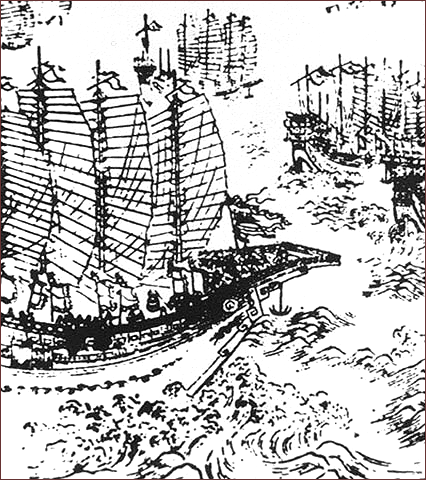
Les bateaux-trésor de Zheng He, gravure sur bois du début du XVIIe siècle.

Dans la première moitié du XVe siècle, les voyages de l'amiral Zheng He produisent des changements majeurs dans l'économie chinoise et le commerce des épices. Cet eunuque musulman conduit sept expéditions entre 1405 et 1433, principalement pour le compte de l'empereur Yongle. Elles rassemblent au moins trente mille hommes embarqués sur des jonques de plus de cent mètres de long, les fameux bateaux-trésors (baochuan), chargées de cadeaux précieux. Plus que le commerce, leur finalité est surtout d'affermir le tributarisme et de porter haut le prestige de l'empereur et de la nouvelle dynastie Ming. Les trois premiers voyages ont Calicut comme destination finale, en passant par Java, Sumatra, Malacca et Ceylan. Les trois suivants poussent plus à l'Ouest et visitent les opulentes cités islamiques d'Ormuz et d'Aden, ainsi que la Somalie et Malindi sur la côte africaine. La dernière expédition lancée par l'empereur Xuande atteint même La Mecque.
L'accès direct aux sources et les quantités énormes de poivre ramenées de ces voyages auraient pu avoir sur le marché chinois un effet similaire à celui qu'aura plus tard le voyage de Vasco de Gama sur celui de l'Europe. Afin de maintenir les bénéfices à un niveau aussi élevé que possible, l'empire met progressivement en place un ingénieux système de redistribution. En lieu et place des habituels habits d'hiver, les soldats stationnés à Pékin et à Nankin se voient distribuer  du poivre et du bois de Sappan (une essence précieuse importée d'Asie tropicale). La partie du salaire de tous les fonctionnaires civils et militaires de la capitale normalement versée sous forme de papier monnaie est également remplacée par ces deux marchandises. En 1424, pour la cérémonie d'intronisation de l'empereur Renzong, c'est chaque habitant de Pékin qui est gratifié d'un catty (environ 600 g) de poivre et de bois de Sappan. Le système de substitution des salaires est ensuite étendu à d'autres provinces, et bien que l'inflation ait provoqué une dévaluation importante du papier monnaie, le taux de conversion en épices reste inchangé. Les fonctionnaires doivent donc se débrouiller pour revendre leur poivre à un prix dix fois inférieur à sa valeur nominale. L'épice passe ainsi du statut de produit de luxe à celui de marchandise commune : on estime que durant le XVe siècle la quantité annuelle importée en Chine est de 50 000 sacs, ce qui correspond au volume total amené en Europe sur toute la première moitié du XVIe siècle.

### Malacca et les thalassocraties de l'archipel malais
Né vers la fin du VIIe siècle, le « royaume » ou « empire » de Srivijaya est un État d'Asie du Sud-Est dont l’histoire reste à bien des égards insaisissable. Fondé sur le site de l'actuelle Palembang dans le Sud-Est sumatranais, il assujettit rapidement le royaume de Malayu, dans le centre de l'île, et Kedah, la principale cité de la péninsule malaise. Pendant au moins cinq siècles, Srivijaya contrôle les détroits de Malacca et de la Sonde, participant ainsi très directement au lucratif commerce international entre l'Asie occidentale, l'Inde et la Chine. Ses relations complexes et encore mal comprises (domination ou fédération de cités-États) avec les villes portuaires de second rang de la péninsule malaise, de Java et de Bornéo, lui valent souvent l'appellation de thalassocratie. Srivijaya est surtout connue par les sources arabes et chinoises, qui soulignent sa position importante, et même temporairement dominante, dans le système commercial de l'océan Indien :

« Le roi porte le titre « Maharaja » […]. Ce prince règne sur un grand nombre d'îles sur une distance de mille parasanges ou même plus. […] Parmi ses possessions, on compte également l'île de Kalāh, située à mi-chemin entre la terre de Chine et le pays des Arabes. […] Kalāh est un centre de commerce pour le bois d'aloès, le camphre, le bois de santal, l'ivoire, l'étain, l'ébène, les épices de toutes sortes et une foule d'objets, qu'il serait trop long d'énumérer. C'est là que se rendent maintenant les expéditions qui se font de l'Oman et de là partent les expéditions pour le pays des Arabes. »

— Abou Zaïd de Siraf, Relation de la Chine et de l'Inde, 916

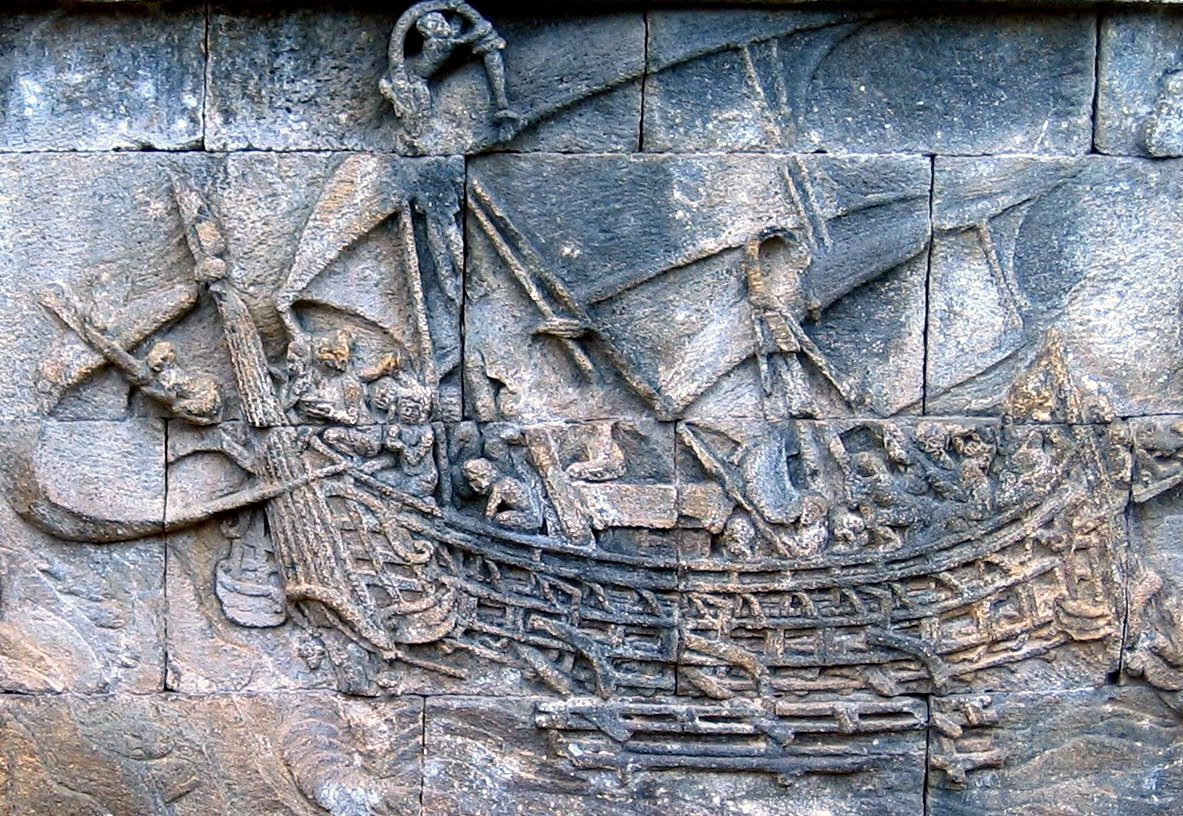
Bas-relief de la face nord du temple de Borobudur (IXe siècle) représentant un voilier javanais typique.

Srivijaya décline à partir du début du XIe siècle, notamment sous la concurrence du royaume voisin de Kediri, basé sur l'île de Java. À partir de là, ce sont les royaumes javanais successifs (Singasari, puis Majapahit) qui contrôleront le commerce des épices de l'archipel. Leurs capitales se situent assez près l'une de l'autre, à l'extrémité orientale de Java. Sur la côte nord adjacente se trouvent les ports qui font commerce des épices : d'ouest en est, Demak-Japara, Tuban, Gresik et Surabaya, collectivement à peu près à mi-chemin entre les Moluques et le détroit de Malacca. Les marchands indiens et arabes s'y rendent par le détroit de la Sonde en décembre et en repartent en mai, pour profiter des vents de mousson. Les Javanais voyagent de façon complémentaire aux Moluques et aux îles Banda. En addition de la muscade, du girofle et du santal des îles aux épices, Java exporte aussi ses propres productions : fenouil, coriandre, graines de jamuju (Cuscuta chinensis), teinture de wungkudu (Morinda citrifolia), et surtout du poivre et du carthame. La culture de ces deux épices originaires du sud indien se diffuse dans l'archipel à partir sûrement du XIe siècle, et Java en devient la source principale pour le marché chinois.
Fondée en 1404 sur le détroit qui prendra son nom par Parameswara, un prince de Palembang, Malacca devient au cours du XVe siècle l'un des premiers ports au monde. La cité-État reçoit l’appui de la Chine à la suite des expéditions de Zheng He et son sultan échappe à la suzeraineté du royaume thaï d'Ayutthaya et à celle de Majapahit. Malacca est la plaque tournante du commerce entre l’océan indien et la mer de Chine grâce notamment au faible niveau des droits de douane et à un code de lois offrant aux marchands des garanties sans équivalent dans la région. C'est une ville très cosmopolite, où s'établissent de nombreux étrangers : Arabes, Perses, Bengalis, Gujaratis, Javanais, Chinois, Tamouls, etc. Au début du XVIe siècle, à l'aube de la conquête par le Portugal, Malacca compte entre 100 000 et 200 000 habitants.

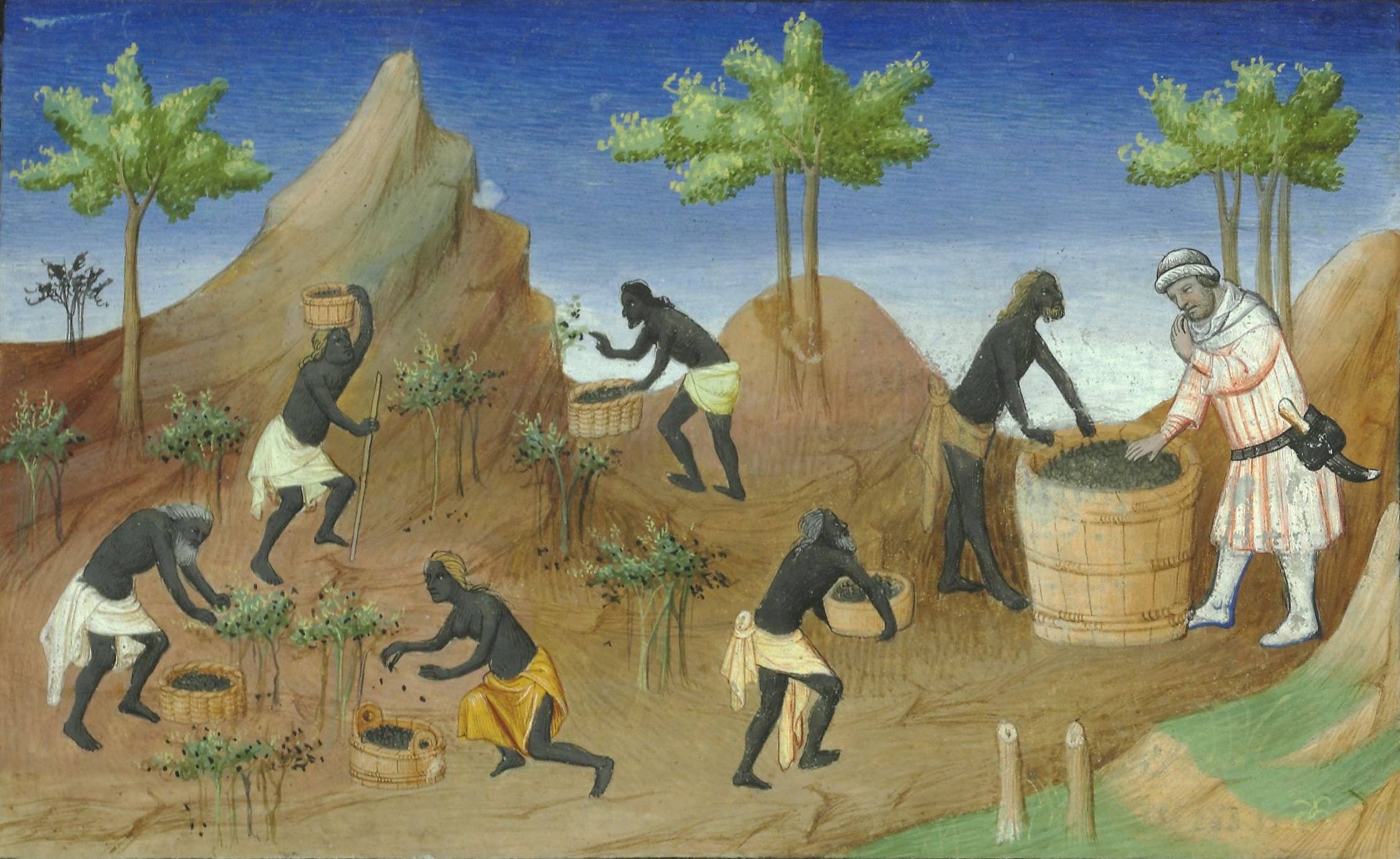
Récolte du poivre de Malabar. Miniature du Livre de Marco Polo
(ms. BnF 2810, début du XVe siècle).

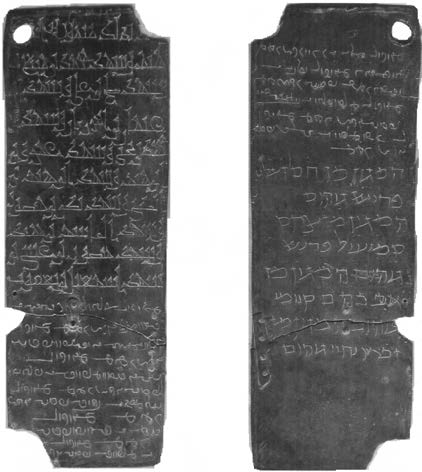
Plaques en cuivre d'une charte de Quilon du IXe siècle montrant des signatures en arabe coufique, en moyen-persan et en hébreu.

### Calicut, carrefour indien des épices
Situé au carrefour des réseaux marchands arabes et chinois, le sous-continent indien abrite au Moyen Âge plusieurs pôles économiques distincts. Au nord-ouest, le Gujarat est une zone centrale d'activités mercantiles depuis l'Antiquité et exporte des cotonnades dans tout l'océan Indien. À partir du XIe siècle, Cambay s'impose comme le port principal de la région. Le Portugais Tomé Pires dira que « Cambay a deux bras ; le droit se dirige vers Aden, et l’autre vers Malacca ». Les Gujaratis sont très impliqués dans le commerce avec l'Asie du Sud-Est : ils ont des comptoirs à Pégou, au Siam, à Pasai et à Kedah. Ils exportent aussi des textiles et des perles en Afrique de l'Est, ce qui leur permet de capter une grande partie de l'or du Zimbabwe. Le Gujarat est aussi l'entrepôt principal pour le poivre de Malabar, qui rejoint ensuite la Mésopotamie et l'Asie mineure par la voie du golfe Persique.
À l'est de la péninsule, ce sont les Bengalais qui dominent le trafic maritime depuis leur port de Satgaon. La région exporte surtout du coton, du gingembre, de la canne à sucre et des esclaves. C'est aussi là que sont construits les jonques, pour la navigation sur la mer de Chine, et les boutres, mieux adaptés à la mer d'Arabie. Au sud, la côte de Coromandel émerge comme pôle commercial avec la montée en puissance de la dynastie des Cholas au tournant du premier millénaire. Après avoir éliminé toute concurrence sur la côte orientale de l'Inde jusqu'au Bengale, ils prennent possessions de Ceylan et des Maldives et attaquent même Srivijaya pour contrôler les routes commerciales vers la Chine des Song. Les marchands tamouls, principalement hindous, mais aussi pour certains bouddhistes ou musulmans, jouent un rôle majeur dans ces échanges. Aux XIIe et XIIe siècle, ils assurent une présence continue dans la péninsule Malaise et en Chine, où ils sont organisés en guildes.
Pour le commerce des épices, c'est cependant la côte de Malabar et son poivre qui sont l'objet de toutes les convoitises. Elle est servie par plusieurs ports, dont les principaux sont Quilon et Calicut. On estime que ce dernier est connu des Chinois à partir du XIIe siècle, sous le nom de Nanpiraj. Les marchands s'y procurent du poivre, mais aussi du gingembre, de la noix d'arec, du curcuma et de l'indigo, qu'ils échangent contre des métaux précieux et des porcelaines. Calicut doit surtout sa prospérité aux marchands arabes qui soutiennent la montée en puissance des Zamorins et les assistent dans leur expansion territoriale. La cité reçoit des voyageurs célèbres, comme l'Arabe Ibn Battûta, le Chinois Ma Huan, le Persan Abdur Razzaq (en) ou le Vénitien Nicolò de' Conti. Ce dernier témoignage que « Dans ce lieu abonde la marchandise de l'Inde entière, de sorte qu'on y trouve quantité de poivre, de laque, de gingembre, de grosse cannelle, de myrobolans et de curcuma. ».

### Siraf et le commerce oriental arabo-persan

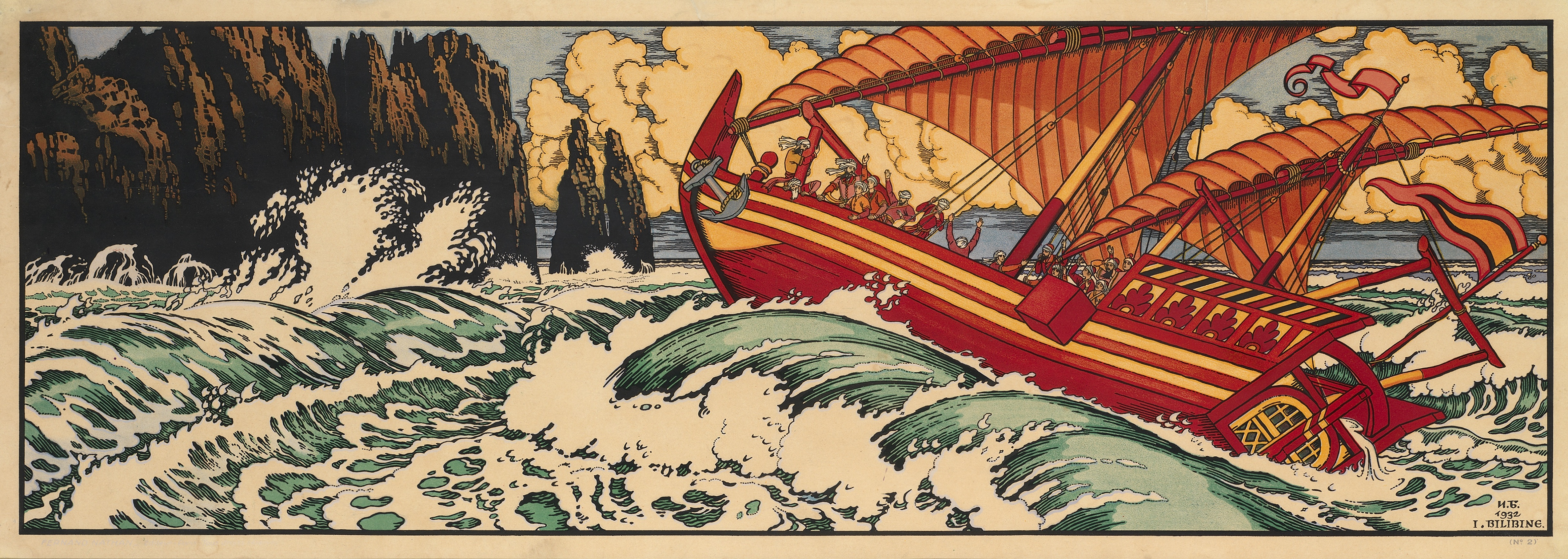
Illustration de Sinbad le marin par Ivan Bilibine, 1932.

L'implication du monde islamique dans le commerce maritime oriental prend de l'ampleur sous les Abbassides (750-1258), lorsque la capitale du califat est déplacée de Damas à Bagdad. Les Arabes ne font que prolonger les routes commerciales de l'océan Indien qui étaient auparavant aux mains des Perses sassanides et des Juifs de Mésopotamie. Les marchands du golfe Persique dominent les mers et importent l'islam aussi loin que le Mozambique et Canton. Le témoignage le plus célèbre de cette époque est la fable des aventures fantastiques de Sinbad le marin, ce commerçant de Bagdad qui visite la côte orientale de l'Afrique et l'Asie du Sud au début du IXe siècle.

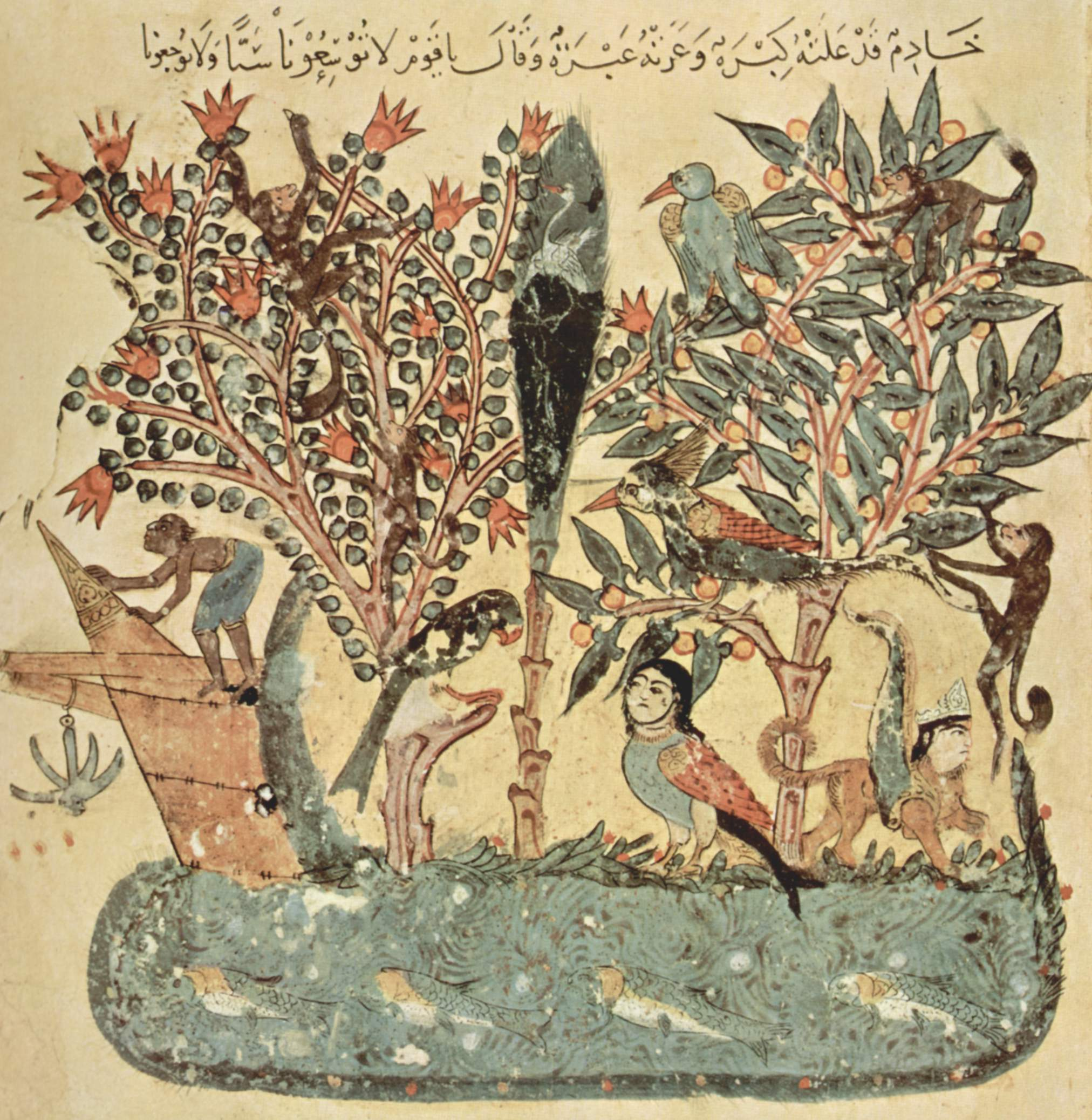
« L'île d'Orient », miniature du Harîrî Schefer, Bagdad, 1237.

Bassorah est le premier débouché des provinces mésopotamiennes sur le golfe, avant de faiblir à la suite des rébellions des Zanj puis des Qarmates. À partir du IXe siècle, c'est le port de Siraf qui devient le principal entrepôt du Moyen-Orient pour les marchandises en provenance de l'Inde, de la Chine, de l'Asie du Sud-Est, de l'Afrique de l'Est et de la mer Rouge. Il abrite une population de riches marchands qui vivent entièrement du commerce des produits de luxe, tels que les perles, les pierres précieuses, l'ivoire, les épices et l'ambre gris, et dont les boutres sillonnent tout l'océan Indien. Depuis Siraf, les épices asiatiques rejoignent par voie terrestre les marchés du Moyen-Orient, dont Bagdad est le centre névralgique. Elles atteignent l'Empire byzantin à Constantinople et Trébizonde sur la mer Noire, qui est longtemps le principal centre de distribution vers l'Occident.
Mais à partir du XIe siècle, le golfe Persique connaît un déclin économique profond. Siraf est endommagé par un tremblement de terre en 977, elle subit la concurrence de Qays, puis pâtit fortement de l'effondrement des Bouyides en 1055. La route de la mer Rouge éclipse alors celle du golfe pour acheminer les épices vers la Méditerranée. Siraf est remplacé par d'autres ports, comme Mascate sur la côte omanaise, et surtout l'île d'Ormuz qui atteindra son apogée au XIVe siècle.

### Alexandrie et les marchands du Kârim

Aden dans l'atlas Civitates orbis terrarum de Georg Braun et Frans Hogenberg, vers 1572.

Originaires de Méditerranée occidentale, les califes fatimides s'installent sur le Nil et fondent Le Caire en 969. Ils sont amenés à reprendre le projet géopolitique des Ptolémées et à faire de l'Égypte le nécessaire intermédiaire entre l'Orient et l'Occident. Ils développent le port d'Aydhab sur la mer Rouge, qui est situé en face de la Mecque et assure déjà le transport des pèlerins. De là, les rapports commerciaux avec le Yémen, qui est une vieille terre d'élection des Ismaéliens dont sont issus les Fatimides, prennent une importance croissante. Ils permettent de détourner du golfe Persique un trafic qui enrichit les rivaux Abbassides, et l'Égypte commence à recevoir de plus en plus de poivre, de cannelle, de gingembre, de clou de girofle, de camphre et de gomme laque ayant transité par Aden. Depuis Aydhab, une première route terrestre rejoint Assouan en Haute Égypte par l'oued Allaqi, d'où les épices sont embarquées sur le Nil en direction d'Alexandrie. Dès la fin du XIe siècle, le transport caravanier depuis la mer Rouge prend cependant une voie plus directe vers le Nil en suivant la piste de Qûs, atteinte en dix-sept à vingt jours. Ce tronçon particulier du grand commerce des épices, connu sous le nom d'itinéraire du Kârim, perdure sous les Ayyoubides et les Mamelouks jusqu'au milieu du XIVe siècle.

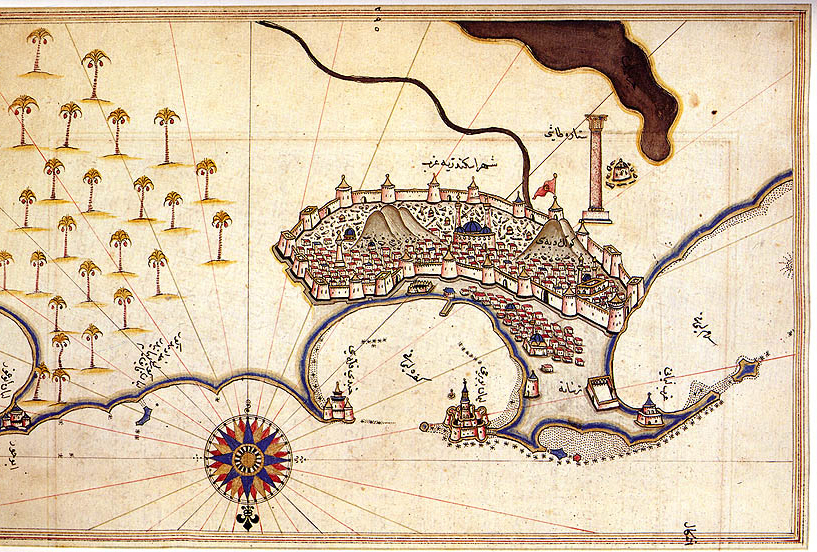
Alexandrie dans le Kitab-ı Bahriye, début du XVIe siècle.

L'historiographie a longtemps poursuivi l'hypothèse selon laquelle les « Kârimis » auraient été une guilde de marchands au fonctionnement mystérieux. En réalité, kârim est simplement le nom donnée à une saison s'étendant entre juin et octobre, c'est-à-dire la période durant laquelle les bateaux peuvent circuler entre Aden et Aydhab. Les navires quittent la côte égyptienne au plus tard à la fin juin, et le dernier départ du Yémen s'effectue en octobre-novembre, approvisionnant ainsi les marchés du Caire et d'Alexandrie dès la fin de l'automne. À Aden, cette « saison des Égyptiens » chevauche brièvement la « saison des Indiens », lorsque les marchands apportent les épices du sud de l'Inde au printemps. Le nombre de Kârimis s'élève à près de deux cents au début du règne du sultan An-Nasir Muhammad (1293-1341). Beaucoup ne font pas le trajet eux-mêmes et se font représenter par des esclaves ou des parents, et certains ne résident pas même en Égypte. Plusieurs font néanmoins d’Alexandrie la tête de leurs réseaux marchands et y font construire des établissements religieux, des demeures de prestige, des caravansérails, des bains ou encore des madrasas. Loin de l’image idyllique d’un port animé en permanence, la cité n’est investie par le grand commerce que de manière intermittente, essentiellement au cours de l’automne et de l’hiver lorsqu’arrivent les épices du Nil. Il n’existe d'ailleurs pas de souk unique, mais plutôt divers vendeurs, plus ou moins importants, mis en relation avec leurs clients potentiels par des courtiers.
L'itinéraire du Kârim doit être modifié à partir des années 1360 parce que la politique bédouine des mamelouks dans le sud de l'Égypte produit une rupture d'équilibre entre les groupes tribaux qui assuraient traditionnellement le transport caravanier et la sécurité des pistes. Aydhab est abandonné au profit de deux ports du nord de la mer Rouge, al-Qusayr sur le site de l'antique Myos Hormos, et surtout al-Tûr sur le Sinaï. Les navires ronds de forte contenance des Kârimis sont peu à peu concurrencés par les « boutres du Yémen », de petits bateaux à l’équipage restreint qui conduisent les pèlerins d'Aden à Djeddah, le port de La Mecque. Particulièrement maniables, ils peuvent circuler en mer Rouge par cabotage quelle que soit la saison de l’année où tombe le pèlerinage, fixé en fonction du calendrier lunaire. La translation du commerce vers le Hedjaz s'explique aussi par l'expansion de l'islam le long de la côte est-africaine et à Madagascar : nombre des convertis appartiennent à la classe marchande et aspirent à se rendre au moins une fois dans leur vie à La Mecque et à Médine. Depuis la Ville sainte, les épices suivent les caravanes de pèlerins jusqu'au Caire ou à Damas, et rejoignent la Méditerranée à Beyrouth ou Tripoli. Alexandrie, qui reçoit désormais des épices deux fois par année et à date variable, perd ainsi son monopole au profit des marchés syriens.

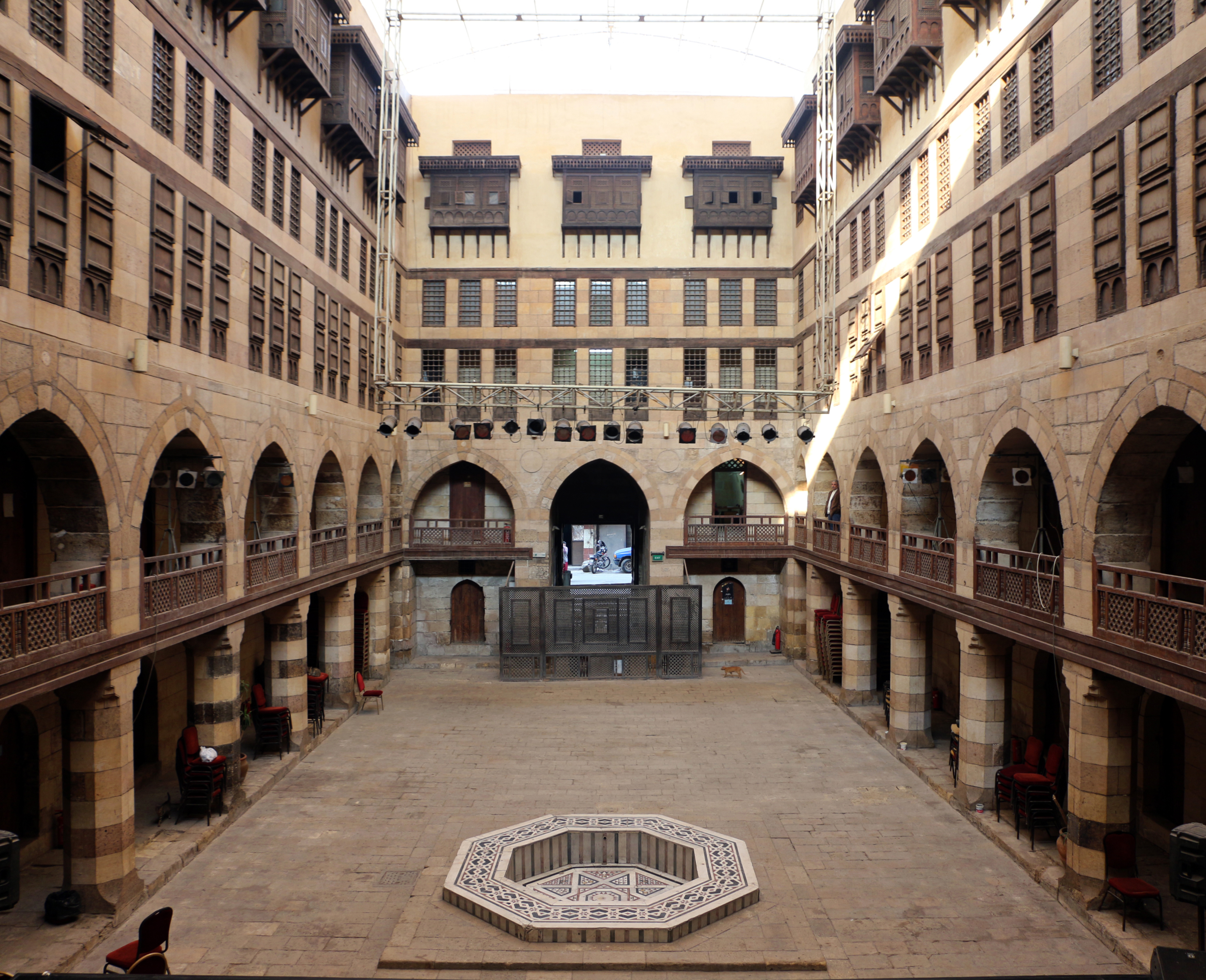
La Wakâla d'al-Ghawri au Caire, un caravansérail du début du XVIe siècle.

Le volume du commerce sur la mer Rouge augmente aussi considérablement : durant tout le XVe siècle, il est quatre à cinq fois plus important que celui qui transite par le golfe Persique. Le sultan Barsbay (1422-1438) y voit une occasion de renflouer les caisses du royaume et prend une série de mesures protectionnistes pour s'en assurer l'exclusivité. En 1425, la première intervention favorise les marchands égyptiens et canalise le commerce vers Le Caire. Les commerçants étrangers ont le droit d'acheter des épices à la condition qu'ils se rendent d'abord à la capitale mamelouke avant de rentrer chez eux. Un an plus tard, le sultan s'arroge une priorité commerciale sur le poivre, interdisant aux Alexandrins de vendre leurs stocks avant qu'il ait finalisé ses propres transactions. Ce privilège est renforcé en 1432 par un embargo total sur la vente de poivre sans autorisation expresse du souverain. La dernière mesure vise à promouvoir les expéditions directes depuis l'Inde vers La Mecque en supprimant l'intermédiaire d'Aden. Par un décret de 1434, Barsbay double les taxes prélevées sur les marchandises provenant du sud de la péninsule et annonce que tout marchand yéménite débarquant à Djeddah se verra saisir sa cargaison au bénéfice du sultan. Ces différentes interventions sont surtout dictées par des exigences politiques et stratégiques : l'Égypte ne subsiste en effet que grâce à ses importations d'épices vers l'Europe. L'ingérence dans le trafic de la mer Rouge rend définitivement caduc l’ancien système du Kârim, mais ouvre aussi la possibilité d’une augmentation importante des quantités commercées. Cela se traduit par l’élargissement de l’offre en épices proposée sur les marchés d’Alexandrie et du Levant pendant le reste du siècle.

### Venise et le monopole européen
Pour un article plus général, voir Histoire économique de la république de Venise.
Les Croisades permettent à l'Occident chrétien de redécouvrir les épices et provoquent un nouvel essor des échanges avec l'Orient musulman. Des cités-États italiennes qui s'affrontent en Méditerranée pour ce commerce lucratif, la république de Venise sort grand vainqueur et parvient à s'octroyer un quasi-monopole sur la redistribution des épices en Europe. Dès le milieu du XIVe siècle, la cité envoie régulièrement des flottes de galères en muda pour acquérir les épices du Levant dans les ports d'Alexandrie, Beyrouth et Saint-Jean-d'Acre. Les navires vénitiens visitent également Trébizonde et Tana, par la mer Noire, surtout durant la période de l'interdit papal de commerce avec les Sarrasins. La primauté de la Sérénissime ne commence cependant à s'exercer qu'à partir du second quart du XVe siècle, lorsque la république parvient à évincer ses rivales méditerranéennes : Gênes, Florence, mais aussi la Catalogne, la Provence et la Sicile.

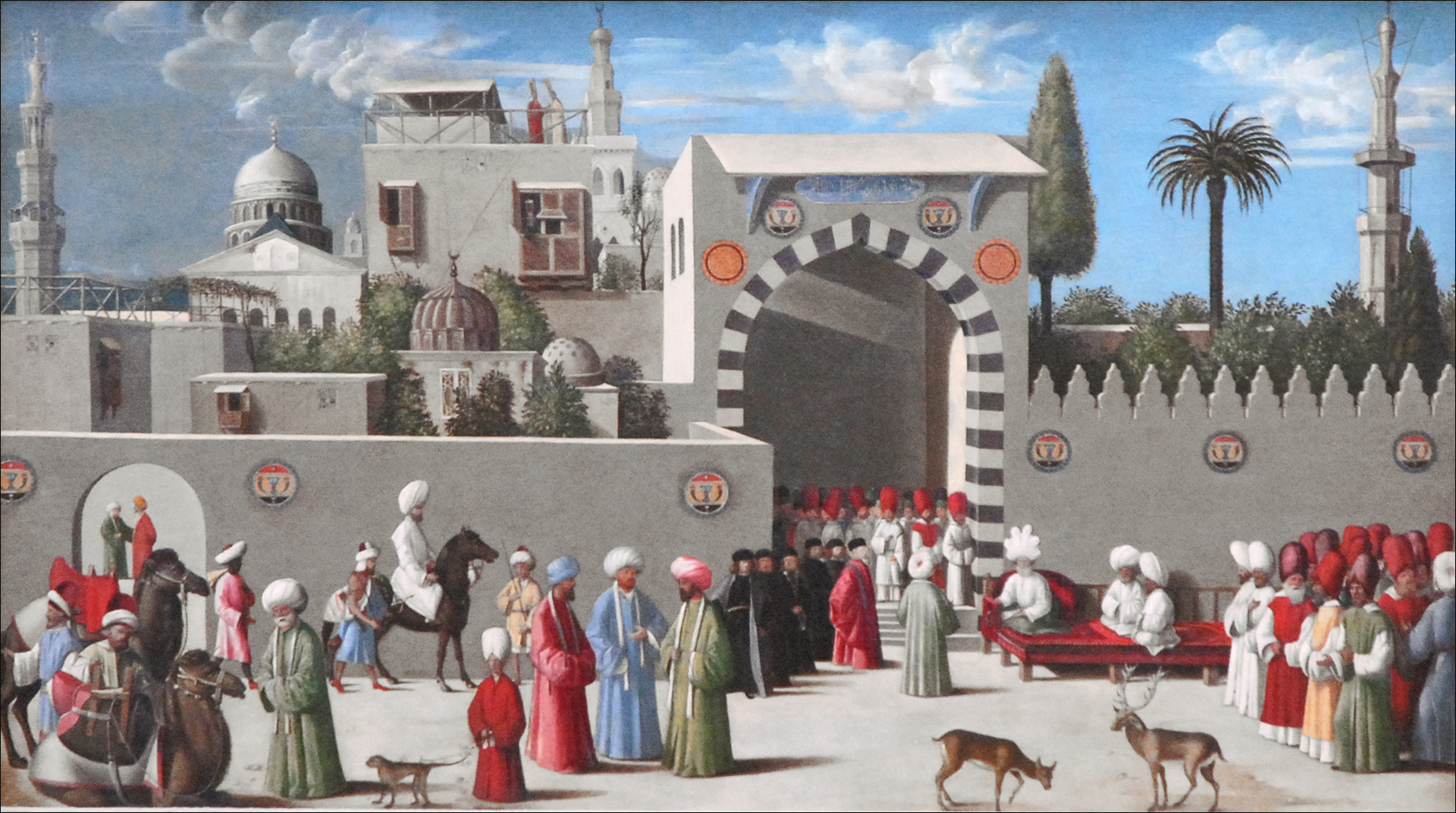
Délégation vénitienne à Damas en 1511. Musée du Louvre.

La prospérité de la cité adriatique est grandement due à un double système de redistribution des épices et autres produits orientaux. Premièrement, l'État subventionne lui-même un convoi régulier destiné aux marchés occidentaux (per Ponente). Connue sous le nom de galères des Flandres, cette flotte d'environ cinq navires contourne la péninsule Ibérique pour se rendre à Bruges, puis plus tard à Anvers, avec parfois un détour par Southampton. Les galères appartiennent à la république et sont confiées au commandement de capitaines (capitani) chargés d'instructions (commissioni). En parallèle, la cité interdit à ses citoyens de commercer ailleurs qu'entre ses murs. Elle encourage en revanche les marchands germaniques, principalement de Nuremberg, à venir directement à Venise par les cols de Fern et du Brenner. Sur place, ils sont forcés de payer plusieurs taxes (dogana dell'intrada et d'insida) et d'engager un comptable officiel (sensale) qui prend une commission de 50 % sur toutes les transactions. La Sérenissime régule aussi strictement le prix des épices vendues sur son territoire et oblige les étrangers à y échanger les marchandises nécessaires à son commerce d'exportation, comme les métaux précieux.

## La course aux épices et les grandes découvertes

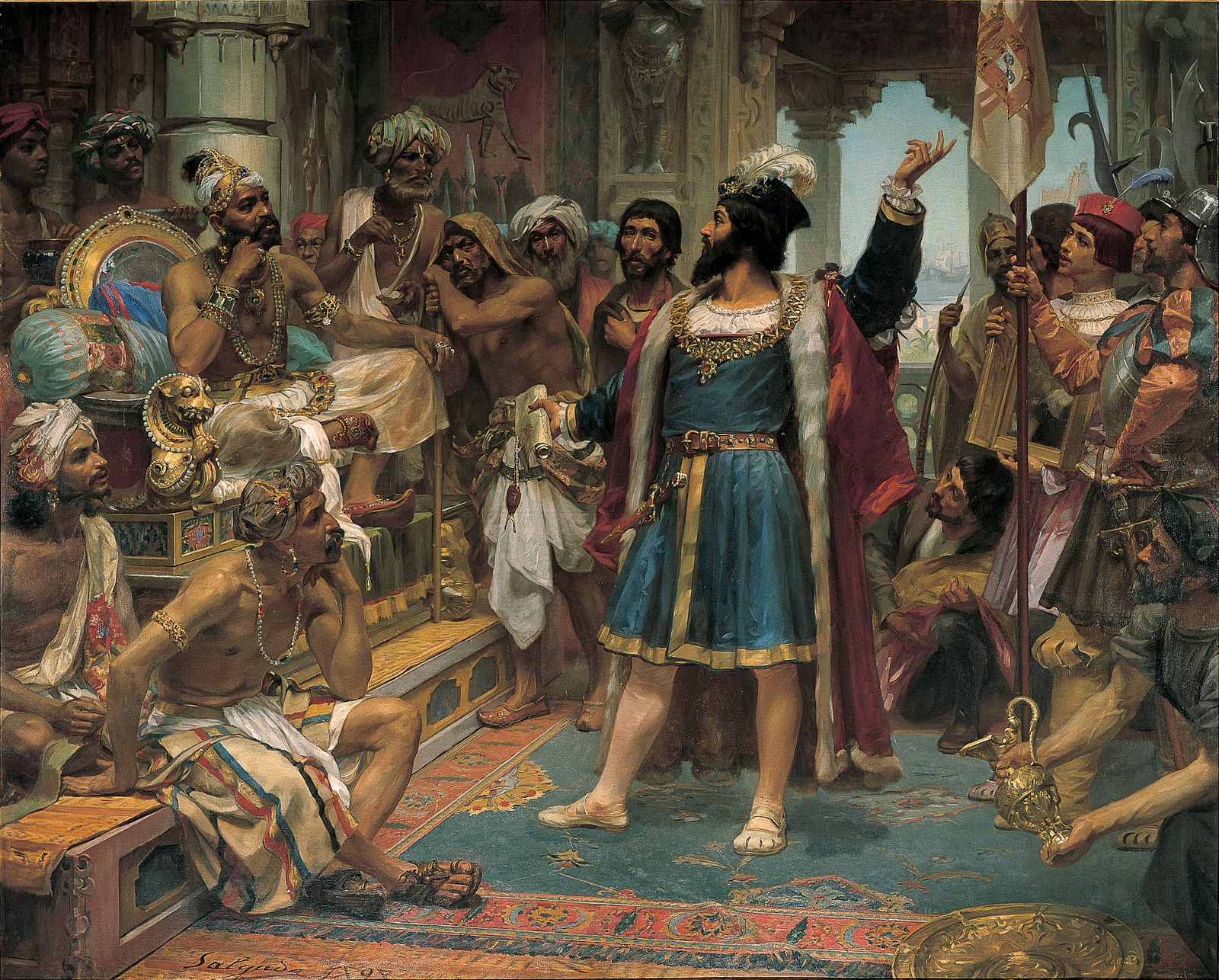
Vasco de Gama devant le Zamorin de Calicut. Huile sur toile de Veloso Salgado, 1898.

Traditionnellement citée comme l'événement marquant la fin du Moyen Âge, la chute de Constantinople en 1453 bouleverse aussi considérablement le commerce des épices. En prenant le contrôle des routes terrestres qu'empruntaient les caravanes arabes depuis la Chine et l'Inde, les Ottomans redistribuent les cartes des échanges commerciaux en Méditerranée. Le transport maritime des épices est aussi rendu plus périlleux en raison des pirates à la solde du sultan qui écument le bassin. La suprématie vénitienne entame un long déclin et permet l'émergence de nouvelles puissances commerciales. Le traité de Tordesillas de 1494 sépare le monde en deux entre Portugais, partis vers l'Orient, et Castillans, qui cherchent à les concurrencer par l'ouest. Le contournement de l'Afrique et la découverte du Nouveau Monde déplacent le centre des échanges de la Méditerranée à l'Atlantique et la mise en place progressive d'un maillage planétaire provoque une première mondialisation, dont la quête des épices est l'élément déclencheur.
Le 20 mai 1498,  Vasco de Gama débarque à Calicut en Inde, ouvrant pour le siècle suivant les routes maritimes aux navires de commerces portugais.
Les principales puissances musulmanes de l'époque, le sultanat de Delhi, remplacé en 1526 par l'Empire moghol, et la Perse séfévide, se montrent peu intéressées par les affaires maritimes. Mais l'Égypte des Mamelouks, puis l'Empire ottoman qui l'annexe en 1517, disputent activement aux Portugais le contrôle de ces voies. Dans la seconde moitié du XVIe siècle, leurs efforts aboutissent à la restauration des routes traditionnelles de la mer Rouge et du golfe Persique et à l'affaiblissement du premier empire colonial portugais.

### Conquêtes portugaises: la route du Cap
Pour un article plus général, voir Découvertes portugaises.

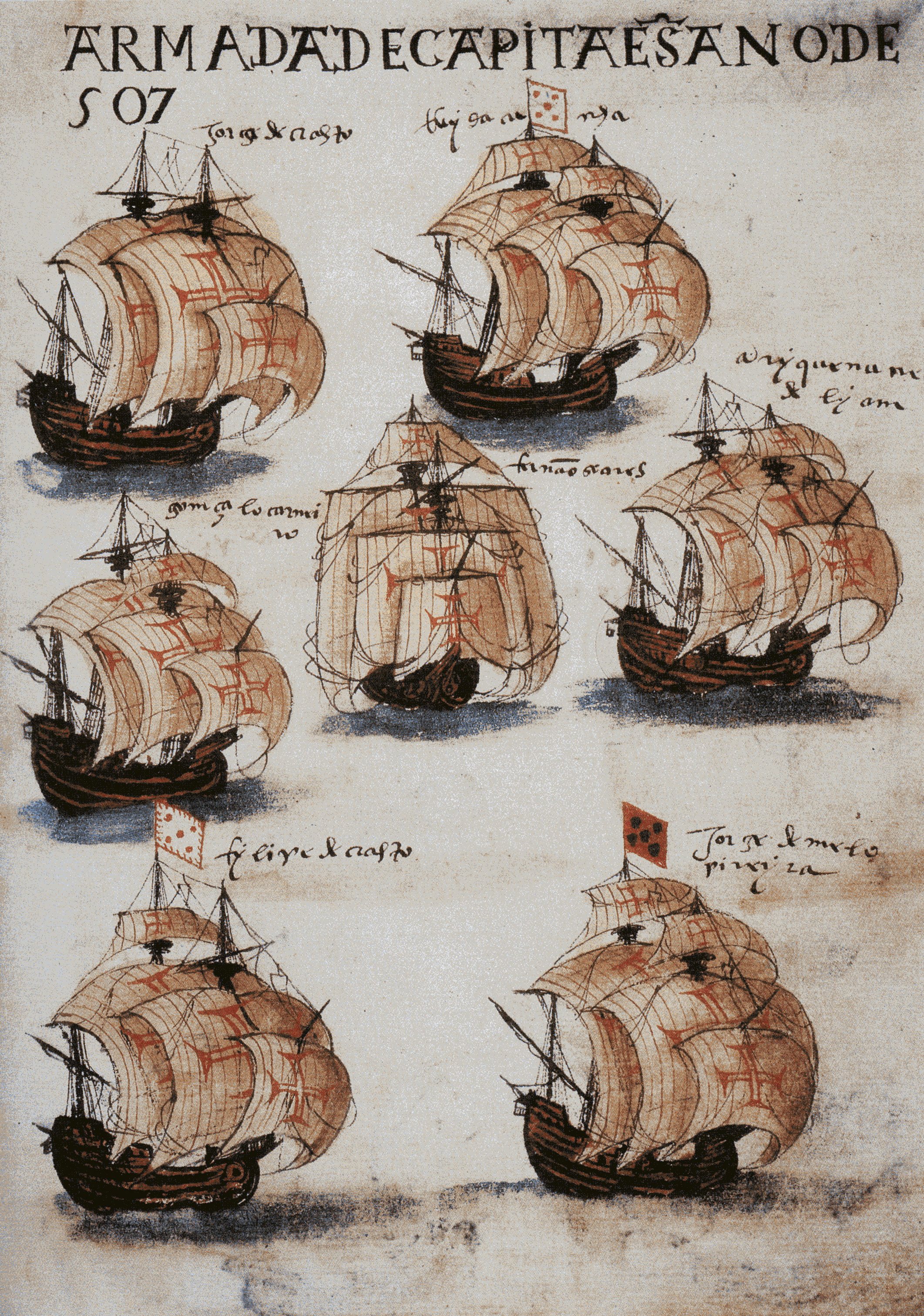
L' en 1507, dans le '.

Initiées au début du XVe siècle, les découvertes portugaises sont en partie motivées par cette recherche d'une alternative au commerce méditerranéen des épices. Elles remportent leurs premiers succès dans les années 1440 lorsque, après avoir franchi le cap Bojador, les navigateurs découvrent l'origine des graines de paradis, qui atteignaient l'Europe par les caravanes transsahariennes. Les marchands portugais reprennent à leur compte le commerce de cette épice qu'ils se procurent le long de la côte du Poivre et revendent à Lisbonne. D'après une source de 1506, le quintal s'y achète 8 cruzados, contre 22 pour le vrai poivre. Le roi s'arroge le monopole absolu sur ces nouvelles ressources, y compris sur celles qui n'ont pas encore été découvertes ou qui n'existent que dans l'imaginaire européen : par une lettre patente de 1470, il interdit ainsi aux marchands qui font commerce avec la Guinée l'achat de graines de paradis, de tout type d'épices, de teintures ou de gommes, mais aussi de civettes et de licornes.
Les incursions de plus en plus lointaines des Portugais aboutissent à l'ouverture d'une nouvelle route des épices orientales, qui contourne le continent africain par le cap de Bonne Espérance, franchi en 1487 par Bartolomeu Dias. C'est par cette route que Vasco de Gama atteint le port de Calicut le 21 mai 1498. Lorsqu'un de ses hommes se fait aborder par deux marchands tunisiens parlant espagnol qui le questionnent sur le motif de leur visite, il répond : « Nous sommes venus chercher des chrétiens et des épices ». Même si cette première expédition en Asie est un échec, elle inaugure plus d'un siècle de domination portugaise sur le commerce des épices. L'accès direct aux sources crée une concurrence que les Vénitiens ne peuvent en effet pas relever : le quintal de poivre se paie 3 ducats à Calicut et se revend 16 ducats à Lisbonne, alors que les marchands de la Sérénissime, qui l'achètent aux commerçants arabes, le proposent à 80 ducats. Dès 1504, les ports méditerranéens de Beyrouth et d'Alexandrie n'ont plus d'épices à vendre. Les financiers allemands Welser (à Augsbourg) et Fugger (à Nuremberg) se les procurent désormais à Anvers, qui devient la succursale de Lisbonne. La pierre angulaire du système impérial portugais naissant est la Carreira da Índia (pt), le « voyage de l'Inde », qu'effectue chaque année une flotte spéciale mise en place par la couronne. De Lisbonne à Goa en contournant le Cap, elle est la ligne de vie le long de laquelle circulent les colons, les informations et le commerce des épices. Les Portugais s'efforcent aussi de bloquer le trafic maritime arabe en direction de la Méditerranée : ils s'emparent d'Ormuz pour verrouiller le golfe Persique, et de Socotra, d'où ils contrôlent l'accès à la mer Rouge.

« C'est là, on s'en rend compte, une bien mauvaise nouvelle pour le Sultan, et les Vénitiens, quand ils auront perdu le commerce du Levant, devront se remettre à la pêche, car par cette route les épices arriveront à un prix qu'ils ne pourront pas pratiquer. »

— Guido Detti, Lettre du 14 août 1499.
Pendant un demi-siècle au moins, la physionomie de l'empire en développement est façonnée par la répartition géographique de la culture des plantes à épices. Dès leur arrivée dans les ports de la côte occidentale de l'Inde, les Portugais apprennent des commerçants arabes et chinois que l'origine de nombreuses drogues et épices fines est située plus à l'est. À huit jours de navigation de Calicut, Ceylan est la source d'une cannelle de haute qualité, et regorge de pierres précieuses. Une première forteresse est construite à Colombo en 1518, puis des capitaineries sont instituées à Cota, Manar et Jafanapatão. L'île entière passe ensuite sous suzeraineté portugaise, en payant un tribut annuel en cannelle. Mais c'est surtout le grand port de Malacca, qu'on croit alors situé sur une île, qui attire la convoitise des nouveaux venus. On y trouve les épices les plus précieuses pour une fraction des prix du marché de Calicut, mais aussi le musc et le benjoin, introuvables en Inde. Cette opulence n'échappe pas à Tomé Pires, qui estime que « quiconque est seigneur de Malacca prend Venise à la gorge ». La ville est conquise en 1511 par le gouverneur Afonso de Albuquerque, qui s'est emparé de Goa l'année précédente. De là, une petite flotte commandée par Antonio de Abreu et Francisco Serrão découvre bientôt les fameuses îles aux épices : ce sont Ternate, Tidore, Motir (en), Makian et Bacan au nord des Moluques, qui produisent le clou de girofle, et six petites îles de la mer de Banda au sud d'Amboine, où poussent les muscadiers.
Les épices sont donc la motivation première de la poussée expansionniste des Portugais dans l'océan Indien. Les différents centres de production sont peu à peu découverts et réunis en un réseau commercial articulé autour de Cochin, au sud de l'Inde. Ce réseau ne remplace pas celui de Calicut, car les Portugais abandonnent rapidement l'idée de supprimer les intermédiaires et créent plutôt un système d'États clients acquis en versant de généreux hommages aux dirigeants locaux. Dans la première moitié du XVIe siècle, le volume annuel d'épices qui passe le cap de Bonne-Espérance atteint 70 000 quintaux, dont plus de la moitié de poivre de Malabar. Mais la restauration des routes levantines entame peu à peu le monopole portugais et vers la fin du siècle le volume annuel n'est plus que de 10 000 quintaux. L'empire des Indes portugaises s'effondre au début du XVIIe siècle, principalement pour des raisons démographiques : le petit royaume ibérique n'a pas assez de soldats pour mener des guerres offensives sur un territoire si vaste. Pendant toute la période, il n'y aura en effet jamais plus de 10 000 Portugais dans toute l'Asie.

### Conquêtes espagnoles: les Indes occidentales
Pour des articles plus généraux, voir Expéditions espagnoles et Découverte et exploration de l'Amérique.

« Quand j'aurai trouvé les lieux où sont en quantité l'or ou les épices, je m'arrêterai jusqu'à ce que j'en aie pris tout ce que je pourrai. Et, pour cela, je ne fais qu'avancer à leur recherche. »

— Christophe Colomb, Journal de bord du 19 octobre 1492.

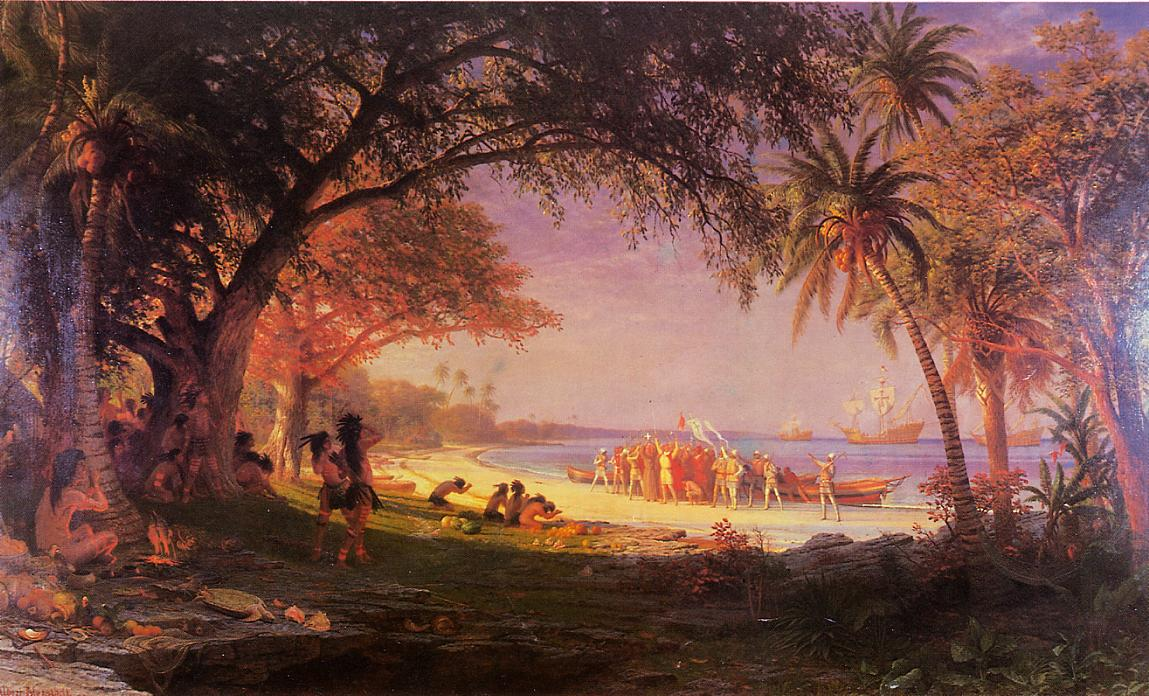
Le débarquement de Colomb par Albert Bierstadt, 1893.

C'est à une concurrence exacerbée pour la quête des épices que participe l'amiral génois pour le compte des rois catholiques d'Espagne. Il s'agit de briser le monopole des Vénitiens et de leurs alliés Mamelouks, qui atteint des sommets dans les années 1490. Il faut aussi rivaliser avec l'exploration portugaise des côtes africaines, que Colomb connaît pour s'être rendu au fort de São Jorge da Mina sur la côte de l'Or. Lorsqu'il concrétise son projet de gagner l'Orient par l'Occident, inspiré par Marco Polo, il rêve des richesses du Malabar et du Coromandel, et de lourds vaisseaux chargés de poivre et de cannelle du lointain Cathay. Il emporte également des échantillons de diverses épices, à montrer aux Indiens pour qu'ils lui en indiquent la source. À Ysabela, Colomb écrit avoir fait charger les navires de bois d'aloès, « qu'on dit de grand prix ». En débarquant à Cuba, il dit trouver de grandes quantités de mastic, similaire à celui que les Génois exploitent sur l'île de Chios. Son enthousiasme finit par retomber, et le bilan en épices du premier voyage est bien mince. Colomb a quand même découvert un nouveau produit : « Il y a aussi beaucoup d'aji qui est leur poivre et vaut beaucoup mieux que le nôtre ». Ce sont les piments américains, sûrement Capsicum chinense, qui conquerront plus tard le monde. Le médecin Diego Álvarez Chanca qui accompagne le deuxième voyage du Génois, veut lui aussi croire à l'illusion : « On y voit des arbres qui, à ce que je crois, produisent la noix muscade, mais je ne puis pas l'assurer, parce qu'ils sont à présent sans fruits. […] Je vis un Indien qui portait au cou une racine de gingembre […]. On y trouve une espèce de cannelle qui n'est pas, à la vérité, aussi fine que celle que nous avons vue […] ». Il faudra quelques années aux Espagnols pour réaliser leur méprise et comprendre que le Nouveau Monde, bien que débordant de richesses végétales, ne produit ni cannelle, ni muscade, ni gingembre. Après son quatrième et dernier voyage, Colomb se plaint d'avoir été vilipendé : le commerce des épices n'a pas donné les résultats immédiats qu'on escomptait après la découverte des Indes.

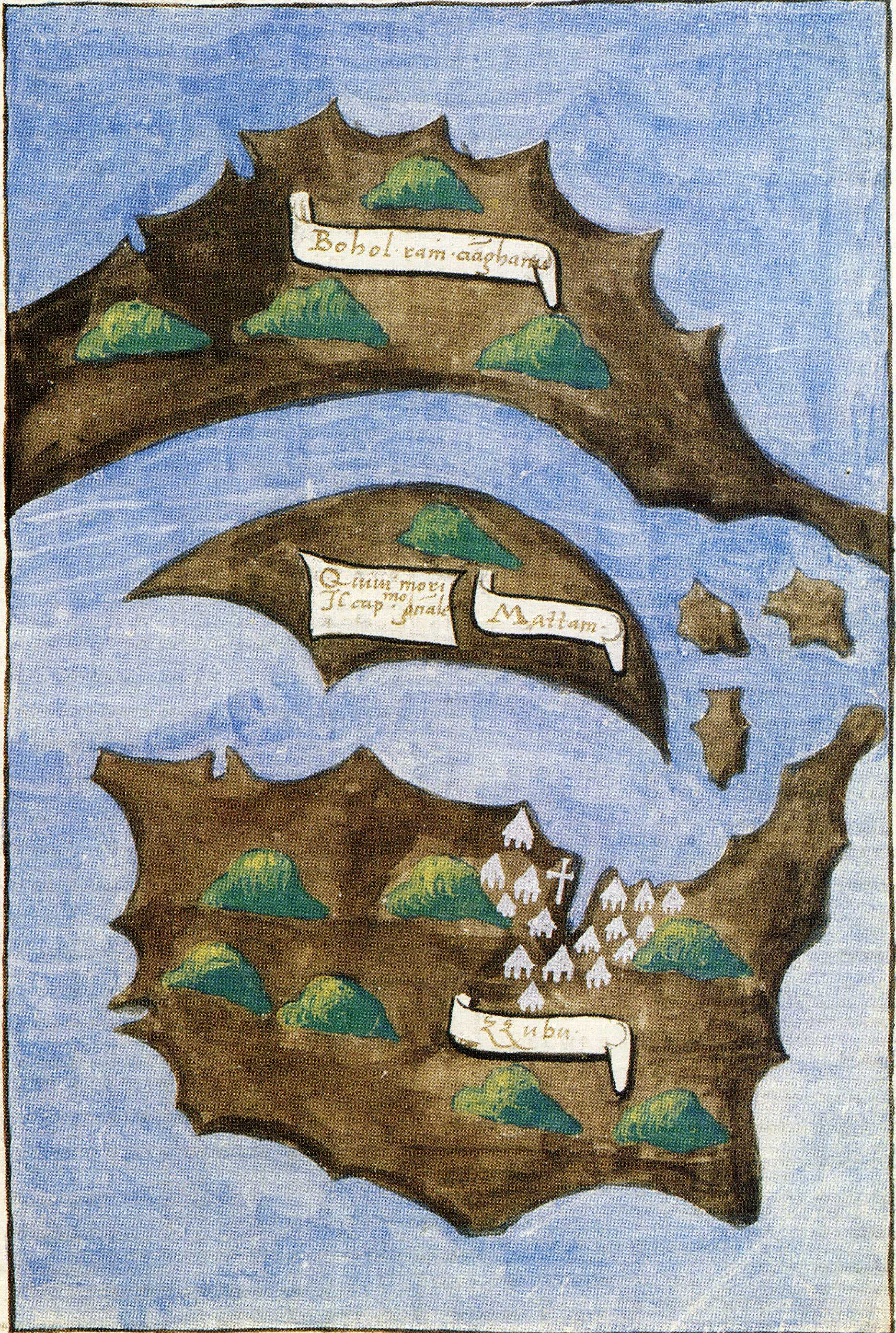
Carte d'Antonio Pigafetta des îles de Cebu, Bohol et Mactan, aux Philippines.

La course aux épices a fait découvrir aux Européens un nouvel hémisphère. Pour en établir le souverain, le traité de Tordesillas définit le méridien passant à 370 lieues à l'ouest des îles du Cap-Vert comme limite entre les sphères d'influence espagnole et portugaise. Sa localisation orientale devient néanmoins polémique après que les Portugais ont atteint l'océan Indien. Fernand de Magellan, qui a participé à l'expédition d'Albuquerque à Malacca puis est tombé en disgrâce dans son pays, entretient une correspondance avec Francisco Serrão qui s'est établi à Ternate. Il persuade le roi Charles Quint que les Moluques appartiennent à la Castille et propose de trouver la route cherchée en vain par Colomb qui permette d'atteindre les îles par l'ouest. Le navigateur contourne les Amériques par le détroit auquel il donne son nom et découvre les Philippines (qu'il nomme « archipel Saint-Lazare »). L'expédition séjourne quelque temps sur Cebu, dont la population est convertie au catholicisme, puis se laisse entraîner dans une guerre avec l'île voisine de Mactan, où Magellan trouve la mort en avril 1521. C'est à son second, Juan Sebastian Elcano, que revient l'honneur d'accoster à Tidore aux Moluques, puis de boucler la première circumnavigation de l'Histoire. Lorsqu'il débarque à Séville le 6 septembre 1522, seuls 18 marins sur 270 ont survécu à la traversée, mais les cales de l'unique navire rescapé sont remplies de clous de girofle. Le succès de l'expédition est surtout symbolique : après plusieurs autres tentatives infructueuses, Charles Quint cède ses prétentions sur les Moluques pour 350 000 ducats par le traité de Saragosse de 1529. La limite entre les deux royaumes est fixée à 17 degrés à l'est de l'archipel et laisse aux Portugais le monopole presque absolu du juteux commerce des épices asiatiques. Les marchands de Séville et de Nouvelle-Espagne ne renoncent pourtant pas si facilement aux possibilités extrême-orientales. En 1542, le vice-roi Antonio de Mendoza envoie l'explorateur Ruy López de Villalobos à la conquête des îles du Ponant. Il part cette fois de la côte mexicaine et atteint en quelques semaines Mindanao, dans l'archipel qu'il nomme Philippines en l'honneur de l'infant et futur Philippe II d'Espagne. Mais il se heurte à un double mur : politique à l'ouest, où les Portugais bloquent le passage, et naturel à l'est, où les alizés empêchent le retour vers l'Amérique. Après l'échec de Villalobos, les Espagnols se désintéressent de l'archipel, trop occupés par leur politique européenne et la mise en valeur du nouveau continent.

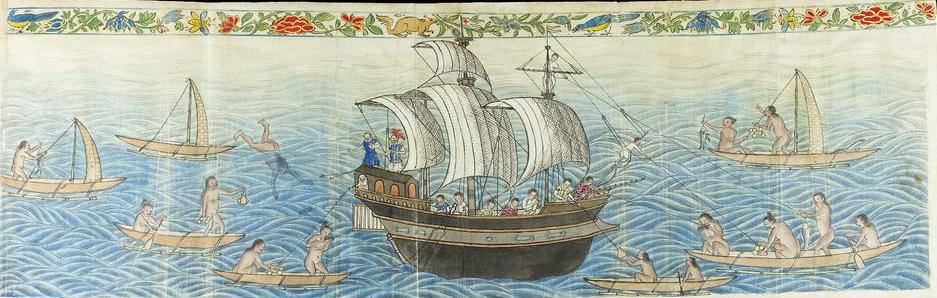
Réception du galion de Manille par les Chamorros de « l'Île aux Voleurs » (Guam). ', environ 1590.

Or, à la fin des années 1550, le prix du poivre portugais augmente subitement et Philippe II ordonne une mission de conquête des Philippines, dans l'espoir d'y négocier un accès commercial à la précieuse épice. Les navires commandés par Miguel López de Legazpi et Andrés de Urdaneta prennent la route ouverte par Villalobos, chargés de verroteries et d'étoffes colorées destinées à la transaction. L'expédition atteint sa destination en 1565, mais doit se contenter de minces tributs de cannelle. Les Philippines deviennent en revanche définitivement espagnoles, et Urdaneta découvre seul le chemin du retour. Il entreprend pour cela un long et pénible voyage en remontant jusqu'à la côte japonaise, puis en traversant le Pacifique le long du 35e degré de latitude Nord jusqu'en Californie. C'est la mise en place du Pacifique espagnol, un pont coûteux qui permet à l'Espagne de réaliser le rêve de Christophe Colomb et d'obtenir sa part des richesses orientales. Pendant 250 ans, le galion de Manille fera la navette annuelle entre les Philippines et Acapulco en Nouvelle-Espagne, d'où les marchandises sont transportées par voie de terre jusqu'à Veracruz, où elles sont ensuite embarquées vers l'Espagne. Bien que l'origine de cette route ait été dictée par la course aux épices, c'est finalement plutôt la soie chinoise qui la rendra rentable.

### Conquêtes ottomanes: le renouveau des routes levantines
Pour des articles plus généraux, voir Expansion de l'Empire ottoman et Expéditions navales ottomanes dans l'océan Indien.
Bien que l'ouverture de la route du Cap ait fait chuter les importations vénitiennes d'épices de deux tiers, les échanges avec le Levant n'ont jamais été complètement interrompus. De manière plus inattendue, un renouveau des routes traditionnelles de la mer Rouge et du golfe Persique peut être observé dans la seconde moitié du XVIe siècle et le flux des épices trouve son chemin à travers les obstacles dressés par les Portugais. Le volume moyen des importations par la République de Venise de poivre en provenance d'Alexandrie atteint ainsi 1,31 million de livres en 1560-1564, alors qu'il était de 1,15 million avant le début de l'interférence portugaise. Plusieurs thèses ont été avancées pour expliquer ce phénomène : certains historiens l'ont utilisé pour questionner le caractère « révolutionnaire » de l'Estado da Índia, arguant qu'il n'aurait jamais contribué à modifier les structures globales du commerce dans la région. D'autres ont accusé la corruption, la sous-capitalisation ou les inefficacités inhérentes au monopole du poivre portugais. D'autres encore ont attribué le renouveau à une demande accrue du Moyen-Orient pour les épices, réfutant par là que la route du Cap ait décliné pendant la même période. Le rôle des Ottomans a longtemps été sous-estimé, jugeant qu'ils n'avaient pas eu d'intérêt particulier pour le commerce et se contentaient de percevoir passivement les taxes douanières. Ce sont pourtant bien les stratégies commerciales sophistiquées de l'Empire turc, et l'infrastructure complexe qu'elles ont fini par mettre en place, qui ont défié le monopole de la thalassocratie portugaise.

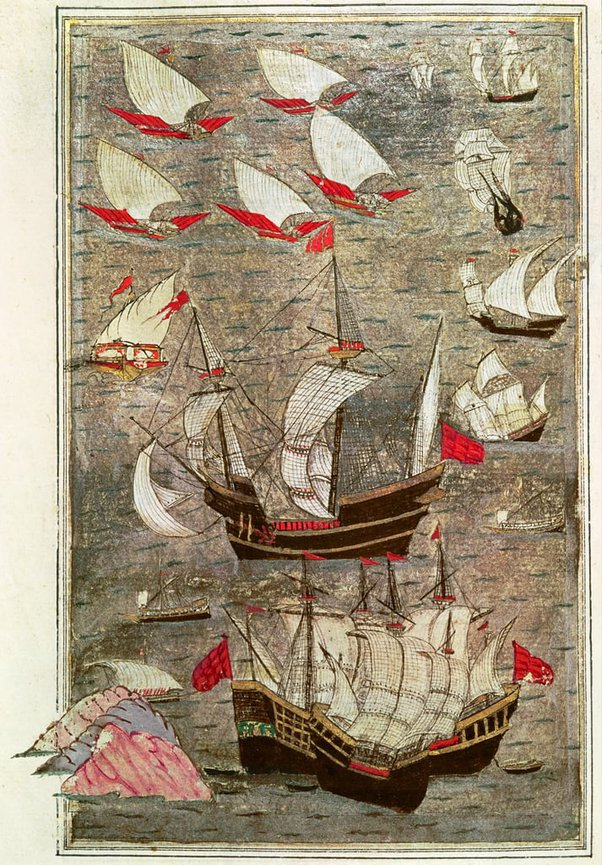
La flotte ottomane devant Aden, peinture turque anonyme du XVIe siècle.

Après la conquête ottomane de l'Égypte et du Levant (en) en 1517, le système commercial mamelouk est démantelé et remplacé par un régime de libre-échange. La participation de l'État se limite à la collecte d'une taxe de 10 % sur les épices passant par les ports égyptiens, et le partage de ce même pourcentage avec le chérif de la Mecque pour les cargaisons transitant par Djeddah. Cette politique intervient au point culminant du blocus portugais de la mer Rouge et son but est de respecter les intérêts mercantiles bouleversés par la concurrence de la nouvelle route afin de pouvoir profiter quand même au minimum du commerce des épices. Mais au cours des décennies suivantes, la position stratégique ottomane dans l'Océan Indien change drastiquement grâce aux efforts de Hadim Suleiman Pacha, vice-roi d'Égypte puis grand vizir de l'Empire. Il supervise l'expansion de l'arsenal et de la flotte du port de Suez, et soutient ou conduit plusieurs expéditions en mer Rouge et dans l'océan Indien. La domination ottomane s'étend sur Bagdad (1534), sur Bassorah (1535) et sur Aden et le Yémen (1538). Les Turcs gagnent ainsi le contrôle exclusif de l'ensemble des routes commerciales de la mer Rouge et du golfe Persique, à l'exception d'Ormuz — un exploit inégalé depuis les débuts du Califat abbasside Cette position force les Portugais à ouvrir un dialogue formel avec Constantinople sur l'avenir du commerce des épices et, dans les années qui suivent, plusieurs propositions pour un accord de libre-échange dans l'océan Indien voient le jour, sans qu'aucune ne soit acceptée par les deux parties. Cette période voit aussi la montée en puissance des corsaires ottomans, dont les raids prédateurs perturbent significativement la Carreira da Índia. Le participant le plus emblématique de cette guerre de course est un marin du nom de Sefer Reis (en), dont la carrière en mer s'étend des années 1540 jusqu'au milieu des années 1560, ce qui correspond presque exactement à la période la plus intense de l'ascension commerciale ottomane le long de la route des épices. Il n'est pas un « corsaire » au sens européen du terme, puisqu'il est un membre régulier de la marine ottomane, mais ses activités dirigées exclusivement contre les navires marchands portugais lui donnent un statut analogue aux pirates barbaresques de la Méditerranée.
La participation directe de la Sublime Porte au commerce des épices devient effective sous le gouvernement du grand vizir Sokollu Mehmet Pacha (1565-1579), qui envisage même un temps de percer un canal entre Suez et la Méditerranée. Il organise un convoi annuel de galères qui acheminent les chargements d'épices du Yémen à l'Égypte et sont exemptées de taxes tout au long du voyage. Par la suite, ces cargaisons sont directement envoyées à Constantinople, où elles sont vendues au profit du trésor impérial. Les marchands privés souhaitant commercer en mer Rouge sont quant à eux forcés de faire escale à Mocha, Djeddah et Suez et d'y payer d'importants droits de passage. Sokollu poursuit une politique très différente sur le golfe Persique, où il rétablit le droit du capitaine portugais d'Ormuz d'établir un comptoir à Bassorah et d'y commercer sans taxe, en échange de privilèges similaires pour les Ottomans à Ormuz. Pour accommoder ce trafic, les routes, les installations portuaires et les caravansérails entre Bassorah et le Levant sont agrandis et la sécurité y est améliorée. Cette voie terrestre devint bientôt si rapide, sûre et fiable que même les fonctionnaires portugais en Inde commencent à la préférer pour leur correspondance urgente avec Lisbonne. La stratégie impériale est ainsi dictée par deux approches complétement opposées, mais adaptées aux réalités des deux contextes : la mer Rouge, dont le commerce est propulsé par la religion, est un marché captif que l'État peut restreindre et taxer en toute impunité. Dans le golfe Persique, qui ne bénéficie ni d'accès exclusif ni de trafic pèlerin, la logique est au contraire de créer des conditions favorables aux marchands pour augmenter le volume des biens échangés et maximiser les revenus.

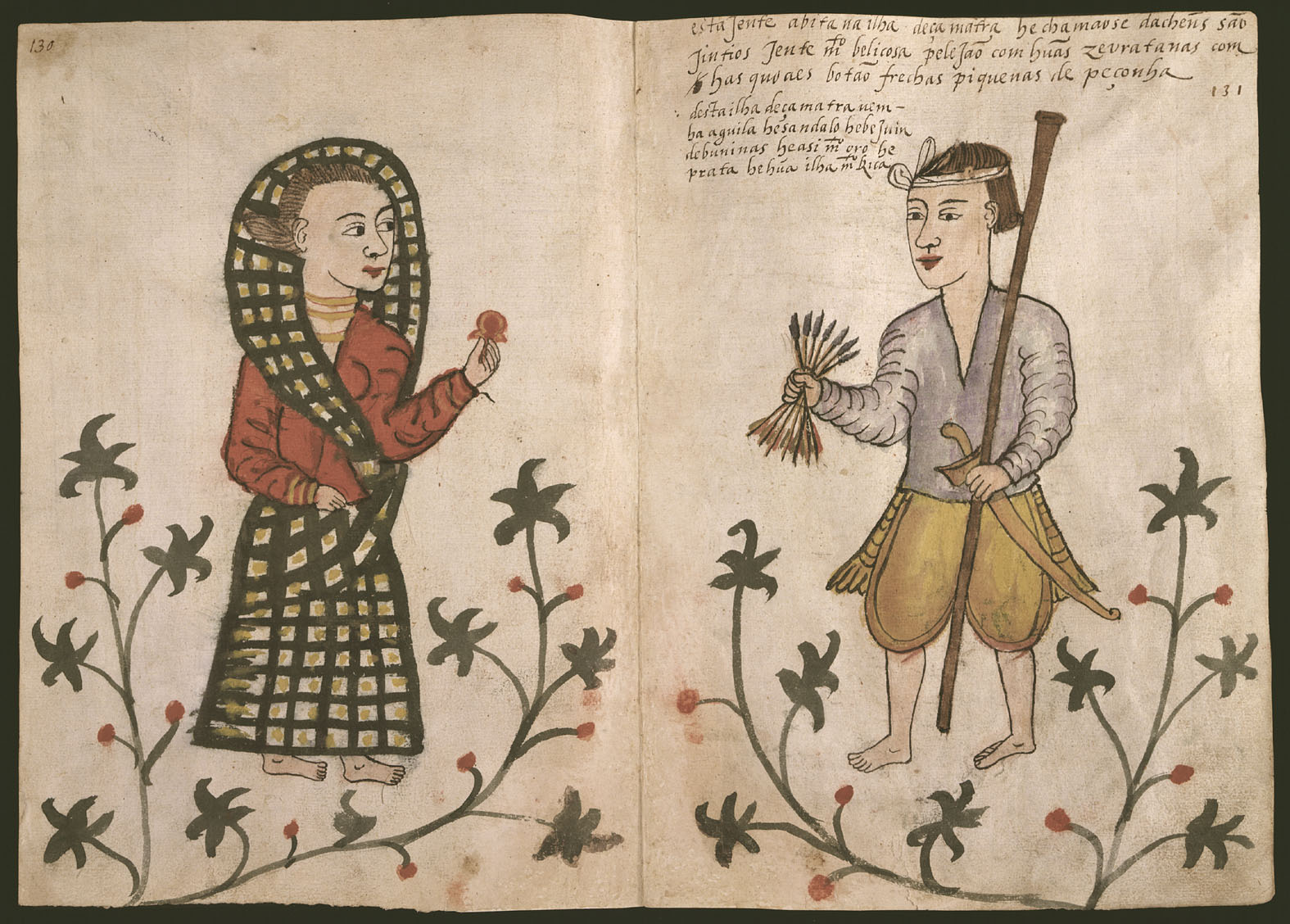
Les Acehnais dans le ', vers 1540.

Un dernier élément permettant d'expliquer le déclin relatif du réseau commercial portugais est la montée en puissance du sultanat d'Aceh. Fondé vers 1514, ce royaume musulman de la pointe nord de Sumatra semble s'être engagé dans le commerce du poivre dès les années 1530. Les flottes portugaises tentent ainsi à plusieurs reprises d'intercepter les bateaux en provenance d'Aceh à l'entrée de la mer Rouge pour empêcher ce trafic parallèle qui contourne le monopole de l'Estado da Índia. Des rapports plus étroits avec l'Empire ottoman sont institués en 1562, après qu'une délégation du sultan est envoyée à Constantinople pour demander une aide militaire. Cette ambassade apporte de l'or, du poivre et des épices comme perspective des bénéfices à tirer de l'expulsion des Portugais de Malacca. Si l'expédition militaire conjointe prévue vers Sumatra ne voit jamais le jour, une route commerciale directe se développe entre l'Asie du Sud-Est et la mer Rouge, entretenue par les marchands turcs, acehnais et gujaratis. Les cargaisons d'épices de Sumatra y sont échangées contre les canons et les munitions développés par la technologie ottomane, lesquels servent ensuite dans les nombreux combats qui opposent le sultan aux Portugais dans le détroit de Malacca.

## Les compagnies des Indes
Pour un article plus général, voir Compagnie des Indes.
Au tournant des XVIe et XVIIe siècles, les Hollandais et les Anglais, qui subissent l'embargo des épices portugaises pour avoir rejeté le catholicisme, se lancent à l'assaut de l'empire qui contrôle les lucratifs marchés orientaux. Ils créent les compagnies des Indes, qui s'imposent peu à peu comme les nouvelles puissances du commerce international des épices. Les Français s’engagent eux aussi dans la course, mais avec une longueur de retard.

### Domination hollandaise
Pour un article plus général, voir Compagnie néerlandaise des Indes orientales.
En 1568, les Dix-Sept Provinces des Pays-Bas menées par Guillaume d'Orange se révoltent contre Philippe II et entament une guerre de Quatre-Vingts Ans contre la monarchie espagnole. Bien que le roi réussisse à reprendre partiellement le contrôle de ses États, les Sept Provinces septentrionales signent en 1579 l'Union d'Utrecht et se déclarent indépendantes. L'année suivante, Philippe II profite de la crise successorale portugaise pour s'arroger le trône voisin et établir l'Union ibérique. En 1585, les navires marchands hollandais se voient interdire l'accès à Lisbonne et à Séville. Les Provinces-Unies perdent également le port d'Anvers, qui était non seulement leur capitale, mais aussi la plaque tournante des épices pour le nord de l'Europe. Ces deux événements poussent les marchands hollandais à remettre en question le monopole portugais et à se lancer eux aussi dans la course aux épices. Dès la fin du XVIe siècle, ils envoient des espions sur les navires portugais, puis plusieurs expéditions en Asie. Six différentes compagnies commerciales voient le jour, basées à Amsterdam, Rotterdam et en Zélande. Mais cette compétition interne est jugée peu profitable et, en 1602, les Staten Generaal fondent la Compagnie unie des Indes orientales (en néerlandais : Vereenigde Oostindische Compagnie, VOC) pour mieux combattre les intérêts espagnols et portugais en Asie.

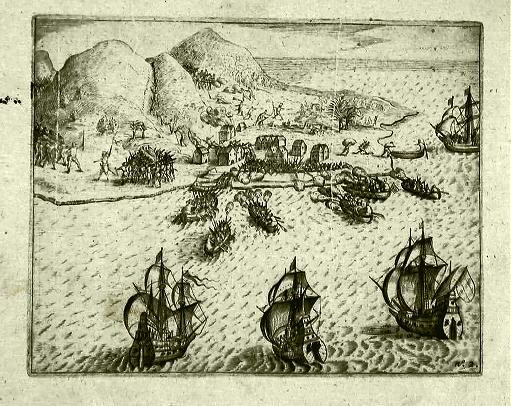
La défaite portugaise à Amboine. Gravure de 1645 par Isaac Commelinus.

Les premières cibles de la compagnie sont les « îles aux épices » : Moluques et Banda, uniques régions productrices de girofle et de muscade. En 1605, une flotte offensive commandée par Steven van der Haghen (en) et alliée au Sultan de Ternate conquiert les forts portugais d'Amboine, de Tidore et de Makian. Mais l'année suivante, une armada espagnole envoyée des Philippines reprend ces positions, à l'exception d'Amboine. En remerciement pour la libération de l'île, le sultan de Ternate offre à la compagnie le monopole de l'achat des clous de girofle. La concurrence reste cependant rude, car les Hollandais n'ont pas d'accès direct aux cultures. Les marchands portugais et asiatiques chassés d'Amboine se réfugient à Makassar, d'où ils continuent à négocier le girofle de cultivateurs de Ternate pour le détourner vers Manille et son galion. Dans les années 1620, la valeur annuelle des échanges portugais à Makassar s'élève encore à 18 tonnes d'argent, et la compagnie néerlandaise ne parviendra à mettre un terme à ce commerce parallèle que bien plus tard. Dans les îles Banda, les Hollandais se heurtent à la résistance des habitants et à la confrontation avec les intérêts britanniques. La conquête des îles aux épices est sans merci et, à plusieurs reprises, passe par le massacre de toute la population. Finalement, la stratégie agressive de la compagnie s'avère gagnante : les voies commerciales sont sécurisées par la prise aux Portugais de Malacca (1641), puis de Makassar (1667-1669), et l'Angleterre finit par renoncer aux îles Banda lors du Traité de Bréda (1667). Pour préserver ce monopole chèrement gagné et éviter l'effondrement des cours, les Hollandais n'hésitent pas à brûler les récoltes excédentaires ou à arracher les plantations. Ils promettent la mise à mort à quiconque se risquerait à vendre des graines ou des boutures à une puissance étrangère et les noix de muscade sont trempées dans l'eau de chaux avant d'être vendues, ce qui empêche leur germination.

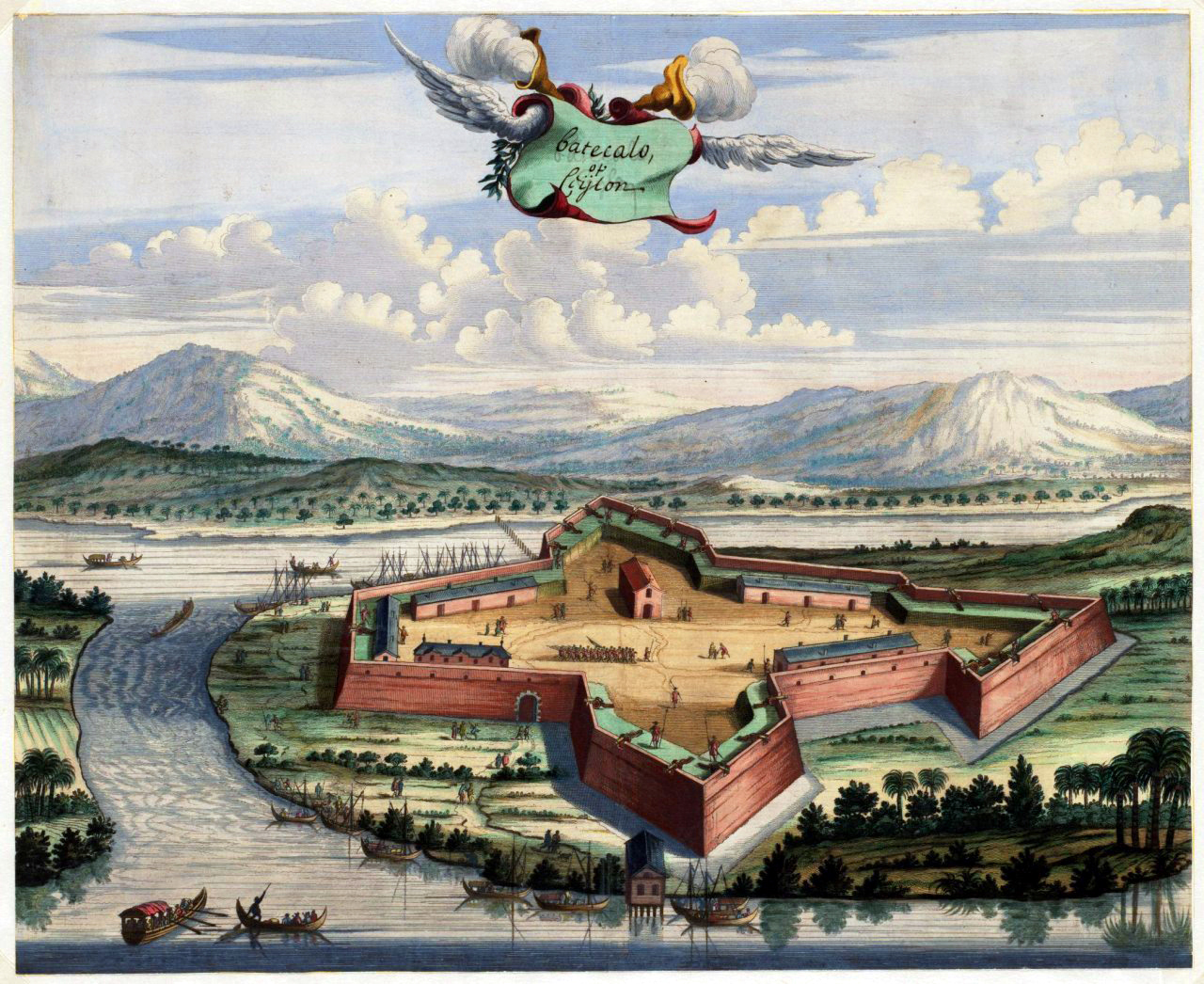
Le fort de Batticaloa sur l'île de Ceylan en 1672.

En parallèle, la compagnie obtient d'importants privilèges commerciaux à Ceylan, d'où vient la cannelle, en échange de la promesse d'une aide militaire contre les Portugais. Elle s'empare de nombreux comptoirs en Inde, de l'île de Formose, d'où elle commerce avec la Chine, et se voit allouer l'île artificielle de Deshima pour négocier avec le Japon. Les épices de tout le continent sont entreposées à Batavia, la capitale de la compagnie fondée en 1619 sur l'île de Java. Elles sont ensuite acheminées vers l'Europe en contournant l'Afrique par Bonne-Espérance, où est créée pour l'occasion la colonie du Cap permettant de ravitailler les navires à mi-chemin. Les épices sont principalement achetées avec les textiles indiens, qui sont eux-mêmes achetés avec les métaux précieux européens, l'argent du Japon et l'or de Formose. Elles sont aussi partiellement revendues dans ces régions, ainsi qu'en Perse, où elles sont échangées contre de la soie. La compagnie néerlandaise, qui comptera jusqu'à 13 000 navires, est ainsi la première vraie « multinationale » de l'Histoire, et pendant longtemps ses profits proviennent pour moitié du commerce des épices.

### Concurrence anglaise
Pour un article plus général, voir Compagnie britannique des Indes orientales.
En 1599, huit navires de l'une des pré-compagnies hollandaises rentrent à Amsterdam avec une pleine cargaison de poivre, de muscade et de macis et font un profit estimé à quatre fois la valeur de l'investissement initial. Les marchands anglais qui font commerce avec le Levant sont consternés : leur approvisionnement en épices asiatiques dépend des routes de la mer Rouge via l'Égypte et du golfe Persique via le désert syrien, et ils voient d'un très mauvais œil la nouvelle stratégie développée par leurs concurrents de la mer du Nord. En 1600, ils obtiennent de la reine Elizabeth une charte royale qui leur octroie le monopole du commerce des Indes orientales et investissent 70 000 livres dans le capital d'une compagnie. Deux ans avant la VOC, la East India Company (EIC) est née. Les deux premiers voyages sont organisés vers Bantam sur l'île de Java, célèbre pour sa culture du poivre. La compagnie y installe une factorerie, d'où elle visite les îles Banda et négocie leur précieuse muscade. Pour faciliter le commerce des épices, elle a grand besoin des textiles de la côte de Coromandel, et une factorerie est fondée à Masulipatnam en 1611. Elle s'intéresse également à la côte occidentale de l'Inde, pour mieux rentabiliser les trajets de retour vers l'Europe en transportant, en plus du poivre, de l'indigo et des étoffes du Gujarat. Après plusieurs essais infructueux, elle obtient de l'empereur moghol le droit d'établir un comptoir à Surate.
La stratégie monopsonistique de la compagnie néerlandaise dans les îles aux épices conduit rapidement au conflit. Après plusieurs incidents, les deux compagnies signent en 1619 un traité qui garantit à l'Angleterre un tiers du commerce des épices et une moitié de celui du poivre de Java contre une contribution d'un tiers aux frais d'entretien des garnisons hollandaises. Cet accord déplaît fortement au gouverneur Jan Pieterszoon Coen. En 1621, il lance une expédition punitive : la population de l'île de Lonthor est pratiquement exterminée et les biens du comptoir anglais saisis. Deux ans plus tard, le massacre d'Amboine (en), au cours duquel les agents de la VOC exécutent dix hommes de la compagnie anglaises, provoque l'annulation du traité et le retrait de facto des îles aux épices. C'est le début de près de deux siècles de conflits entre les deux nations, au cours desquels la cruauté des Hollandais aux Moluques sera souvent rappelée.

### Tentatives françaises
Pour un article plus général, voir Compagnie française des Indes orientales.

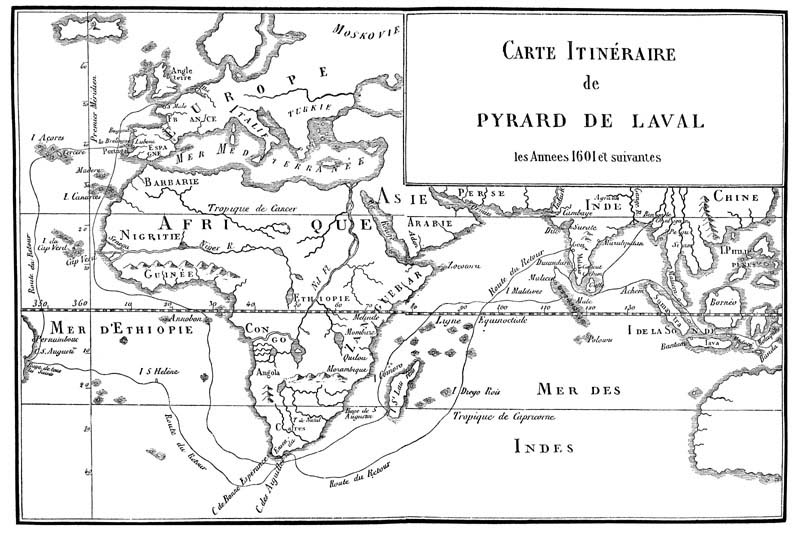
Reproduction d'une carte de 1679, montrant l'itinéraire de l'expédition du Croissant et du Corbin.

La France se lance tardivement dans la course aux épices, par l'intermédiaire d'abord de marins bretons. Le 13 novembre 1600, des marchands de Saint-Malo, Laval et Vitré créent une société, au capital de 80 000 écus, « pour voyager & negotier ès Indes, Isles de Sumatra, Iava & Moluques ». Une expédition est lancée quelques mois plus tard, avec le soutien très théorique du roi Henri IV : le trésor royal est affaibli et le contexte économique peu propice à l’expansion outre-mer. Le Croissant, de 400 tonneaux, est commandé par le sieur Michel Frotet de la Bardelière, qui est surnommé « l'Ajax malouin » pour ses succès militaires pendant les guerres de Religion. Le Corbin, de 200 tonneaux, est dirigé par François Grout du Closneuf, connétable de Saint-Malo. Les deux navires quittent le port le 18 mai 1601, pilotés respectivement par un Anglais et un Flamand censés les aiguiller sur la route du cap de Bonne-Espérance alors inconnue des marins français. Le but de l'expédition est clair : aller se procurer à la source les denrées achetées à prix d’or aux Ibériques et tenter de briser ainsi leur monopole sur les épices. À cause d'une erreur de navigation, elle s'engage dans le golfe de Guinée au lieu de se laisser porter par les alizés jusqu'au large du Brésil, comme le font les Portugais. Manquant d'eau, les navires relâchent dans l'île d'Annobón et sont victimes d'une prise d'otage des Portugais qui exigent une forte rançon. Ils passent le cap de Bonne-Espérance le 28 décembre, en compagnie de deux navires hollandais, puis une autre erreur de navigation les fait s'engager dans le canal du Mozambique alors qu'ils comptaient contourner Madagascar par l'est, et ils essuient quatre jours d'une tempête qui sépare les deux bateaux. Pour réparer les dégâts, ils sont forcés de faire escale pendant trois mois dans la baie de Saint-Augustin, où le climat tropical, les moustiques et les fièvres font périr une partie non négligeable de l'équipage. Après que les navires ont enfin repris la mer, le Corbin s'échoue sur un banc des Maldives sans que le Croissant ne puisse secourir les naufragés. Ce dernier jette finalement l'ancre dans la rade d'Aceh 24 juillet 1602, où il retrouve les bateaux hollandais croisés au Cap, ainsi que la première expédition de l'East India Company.

« Après avoir séjourné aux Indes l'espace de cinq mois ou environ, où nous avions eu le trafic libre de plusieurs sortes d'épices, et de quelques autres singularités naissantes du pays, sous la conduite du Tout-Puissant qui nous y avait amenés, le 20 novembre 1602, nous nous rembarquions pour reprendre la route de la France amenant avec nous huit Indiens qui sont encore à présent à Saint-Malo. »

— François Martin, Description du premier voyage que les marchands français ont fait aux Indes Orientales.
Le voyage du retour est lui aussi semé d'embûches, et le Croissant n'atteindra jamais la France : le 23 mai 1603, au large des côtes espagnoles, les derniers survivants sont obligés de remettre leur maigre cargaison pour monter à bord de trois navires hollandais, et voient leur navire couler sous leurs yeux. Le bilan humain et économique de l'expédition est catastrophique, mais elle débouche quand même sur la fondation par Henri IV de la première Compagnie française des Indes orientales le 1er juin 1604. Oubliée de l'Histoire, la compagnie est minée par l'opposition diplomatique des Provinces-Unies puis la mort brutale du roi, et n'enverra jamais un seul navire vers les Indes.

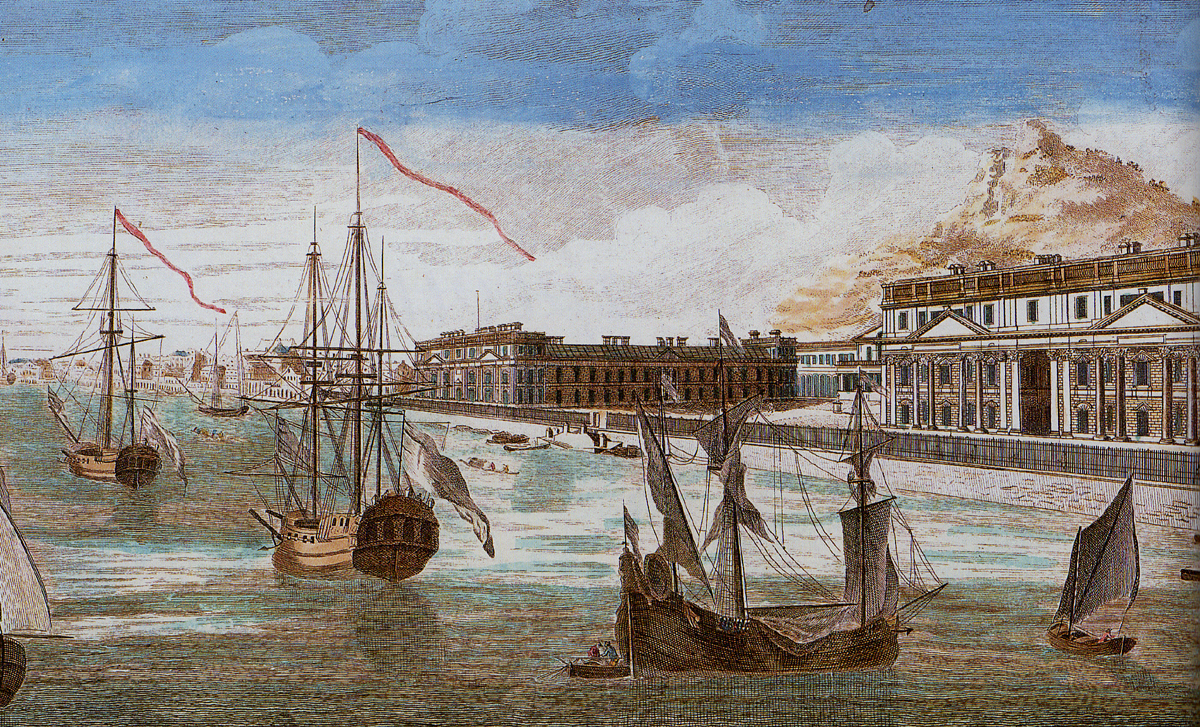
Vue de Pondichéry au XVIIIe siècle, montrant les magasins de la compagnie, l'amirauté et la maison du gouverneur.

La régente Marie de Médicis la fusionne avec une autre société pour créer la Compagnie des Moluques en 1616. Elle parvient à envoyer deux navires, le Montmorency et la Marguerite, vers Bantam à Java. Ils s'y heurtent à l'hostilité hollandaise et seul le premier rentre à Dieppe en 1618. Une autre expédition malouine commanditée par des marchands anversois est lancée en parallèle. Le Saint-Louis se rend à Pondichéry, puis rejoint le Saint-Michel, qui a rempli ses cales de poivre à Aceh. Ce dernier est ensuite capturé à Java, ce qui donnera lieu à un demi-siècle de procès pour les troubles créés « par la Compagnie de Hollande dans le commerce des isles Moluques, du Japon, Sumatra et Madagascar ». Une dernière tentative d'intégrer le lucratif commerce des épices orientales est organisée conjointement par les deux partis qui avaient armé les expéditions précédentes. Une flotte de trois navires, le Montmorency, l'Espérance et l'Hermitage, quitte Honfleur le 2 octobre 1619 sous le commandement d'Augustin de Beaulieu. Le Montmorency est à nouveau seul lorsqu'il regagne Le Havre deux ans et demi plus tard : les Hollandais ont incendié l'Espérance à Java, et ils captureront peu après l'Hermitage après avoir massacré son équipage. Ces échecs marquent la fin des expéditions françaises aux Indes orientales pendant près d'un demi-siècle. Ce n’est en effet qu’en 1664 que Colbert ressuscite la Compagnie : depuis son nouveau siège basé dans le port de « L'Orient », elle installe des comptoirs en Inde, à Pondichéry et Chandernagor, ainsi que sur l'île Bourbon et l'île de France. Mais les temps ont changé et c'est le commerce des indiennes, plutôt que celui des épices, qui fait sa prospérité.
Le rôle de la France dans la « conquête des épices » connaît cependant un dernier épisode tardif grâce aux aventures de Pierre Poivre (1719-1786). Ce Lyonnais au nom prédestiné se destine d'abord aux ordres et se rend en Chine à l'âge de 21 ans pour le comptes des Missions étrangères. Blessé par un boulet anglais qui l'ampute de la main droite, il doit renoncer à la prêtrise et décide de consacrer sa vie à rassembler pour le roi le « trésor des épices ». Il ramène et acclimate sur l'Île de France (Maurice) « poivriers, canneliers, différents arbustes produisant teinture, résine et vernis. » Il parvient à déjouer la garde de Hollandais en dissimulant dans la doublure de son manteau des plants de muscadiers dérobés à Manille, et en arborant les couleurs de la Maison d'Orange pour se rendre à Amboine et en rapporter des girofliers. Dix ans plus tard, il est nommé intendant des Mascareignes, où il organise les plantations, et met un point final au monopole néerlandais sur les deux précieuses épices.

## Le déclin: la question des causes
À partir de la seconde moitié du XVIIe siècle, les épices perdent progressivement leur importance dans le commerce international. Leur part dans les importations de la Compagnie néerlandaise des Indes orientales passe ainsi de 74 % en 1619-1621 à 14% en 1738-1740, puis à 12 % en 1778-1780. Alors que le poivre représente 20 % des marchandises rapportées en Europe par la Compagnie anglaise entre 1664 et 1670, cette proportion n'est plus que de 4 % pour la période 1731-1740. Les grands jours du commerce des épices sont terminés, et ce sont désormais d'autres produits de distinction sociale qui enrichissent les empires coloniaux européens : le sucre, le café, le thé, le cacao ou le tabac. Ces nouvelles marchandises de luxe aux propriétés hédonistes et stimulantes ne bénéficient pas de nom collectif mais peuvent être considérées comme les successeurs directs des épices, dont elles ne font pas partie.

### Conspiration sur l'offre ou manque d'élasticité de la demande

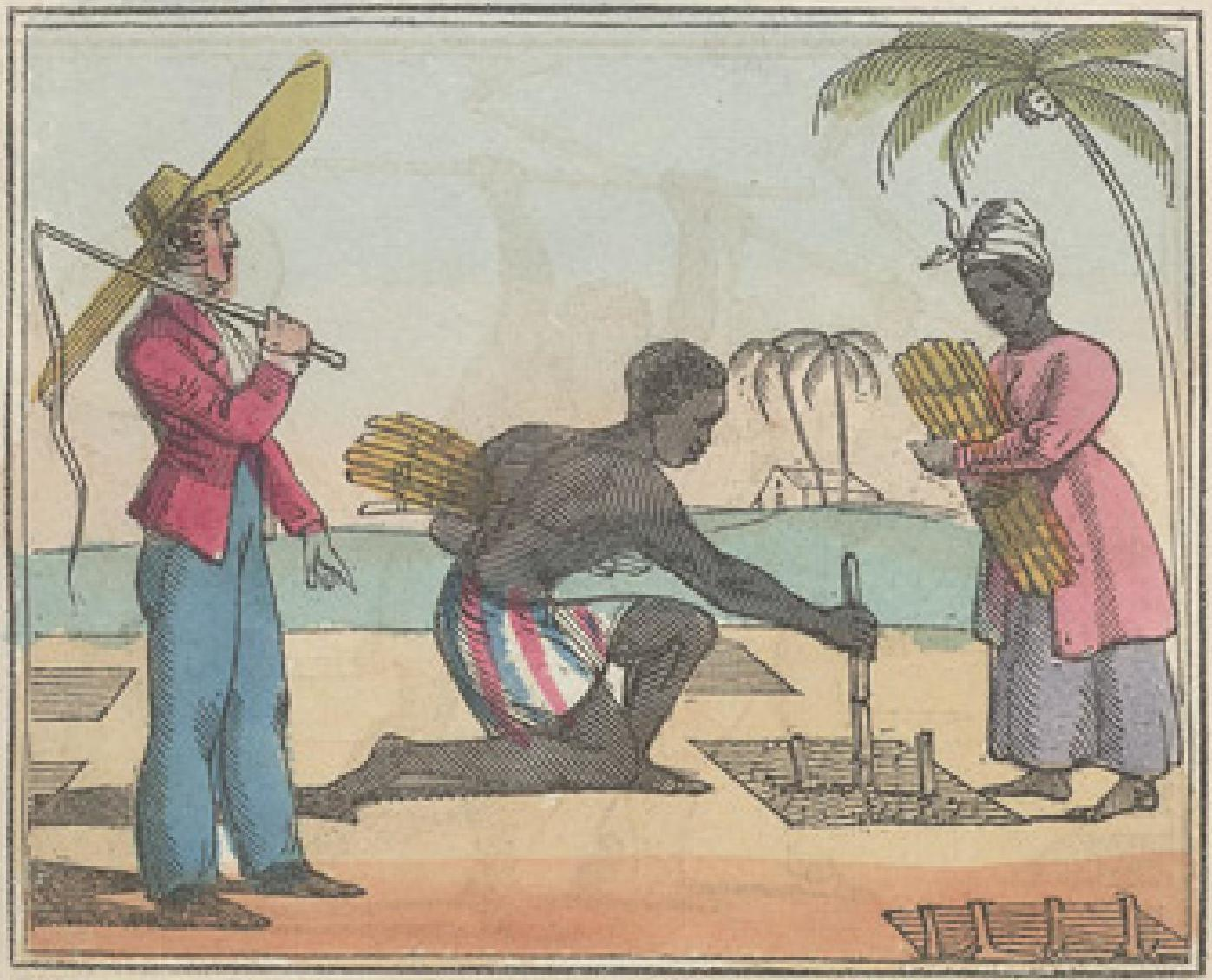
Esclaves africains dans une plantation de canne à sucre, illustration d'un poème abolitionniste de 1826 par Amelia Opie.

Deux types d'arguments économiques ont été avancés pour expliquer ce déclin. Selon une théorie principalement défendue par les historiens marxistes des années 1970 et 1980, les épices auraient été victimes d'une véritable « conspiration » sur l'offre fomentée par les compagnies hollandaise et britannique. Elles auraient été délibérément remplacées par un nouveau type de marchandises coloniales (en) caractérisé par un prix unitaire comparativement bas, permettant de compter sur une demande beaucoup plus importante en Europe. Vers la fin du XVIIe siècle, l'économie de plantation basée sur l'esclavage devient en effet la forme économique dominante dans l'hémisphère occidental. Elle a été le produit de ce que l'on a appelé le capitalisme sauvage, ne connaissant aucune autre loi que celles de marché, et ignorant même à plusieurs reprises les limites que la politique mercantile des métropoles tentaient de lui imposer. Ce modèle économique a permis des rendements massifs grâce à une main-d'œuvre bon marché et des coûts de transports transocéaniques réduits. Ces bénéfices auraient conduit les compagnies à manipuler leur offre en épices et produits de luxe orientaux au profit du sucre et plus tard du tabac. Il faut cependant noter que sous la domination hollandaise, les épices étaient produites dans des circonstances comparables à celles des Caraïbes : des populations importantes d'esclaves originaires du Mozambique, d'Arabie, de Perse, de Malaisie, de Chine, du Bengale ou du Japon sont ainsi emmenées de force aux Moluques par le gouvernement de Jan Pieterszoon Coen. Cette théorie est également critiquée pour avoir exagéré les profits obtenus par la production du sucre, ainsi que le caractère bon marché de la main-d'œuvre esclave.
D'autres auteurs ont suggéré que l'expansion du commerce des épices a été limitée par la faible élasticité-revenu de la demande : la demande pour les denrées alimentaires de base est peu touchée par l'augmentation du revenu des consommateurs, alors que la part des produits de luxe croît plus vite que leur budget. Dans cette perspective, les épices auraient subi la concurrence de produits comme les colorants naturels, les textiles, le thé ou le café, caractérisés par une forte élasticité-revenu et donc par des marchés potentiels bien plus importants. Les Hollandais auraient payé cher leur monopole : en chassant les Anglais des îles aux épices, ils auraient poussé ces derniers à investir dans les calicots indiens, puis dans d'autres marchandises, au profil économique bien plus intéressant. Mais cette hypothèse est contredite par des études décrivant la demande au Moyen Âge tardif comme très élastique. Une analyse des achats du Béguinage de Lierre (province d'Anvers) entre 1526 et 1575 différencie ainsi plusieurs groupes de produits en fonction de leur part dans le budget de l'institution (voir tableau). Ces données indiquent que les épices étaient perçues à l'époque comme des biens de luxe.
| Profil de la demande en produits alimentaires au XVIe siècle | Profil de la demande en produits alimentaires au XVIe siècle | Élasticité-revenu                        | Élasticité-revenu       |
| Profil de la demande en produits alimentaires au XVIe siècle | Profil de la demande en produits alimentaires au XVIe siècle | Faible                                   | Élevée                  |
| Élasticité-prix                                              | Faible                                                       | Seigle, viande, sel (première nécessité) | Vin, huile, poisson     |
| Élasticité-prix                                              | Élevée                                                       | Bière (usage courant)                    | Fromages, épices (luxe) |

### Concurrence des substituts et diffusion des piments
Si les conquêtes portugaises permettent aux Européens de découvrir les sources de nombreuses épices asiatiques, elles introduisent aussi des plantes aux propriétés similaires en provenance d'Afrique et surtout du Brésil, extrêmement riche en vie végétale. Ces nouveaux produits ne sont pas toujours considérés comme ayant le raffinement de leurs équivalents orientaux et leurs prix de vente sont souvent inférieurs, mais la concurrence qu'ils leur font est bien réelle. Dans le dernier quart du XVIe siècle, Lisbonne se voit ainsi forcée d'interdire la culture du gingembre à São Tomé dans le golfe de Guinée, en raison du tort qu'elle crée à celle des Indes. C'est trop tard, car le célèbre rhizome a déjà atteint Bahia au Brésil et, plus grave, est cultivé par les Espagnols sur les îles de Porto Rico et Hispaniola. Pendant quelques années au tournant des XVIe et XVIIe siècles, les importations vers Séville de gingembre des Caraïbes dépassent celles du sucre. D'après une liste de prix du marché de Hambourg de 1592, il est vendu cinq fois moins cher que celui de Calicut.

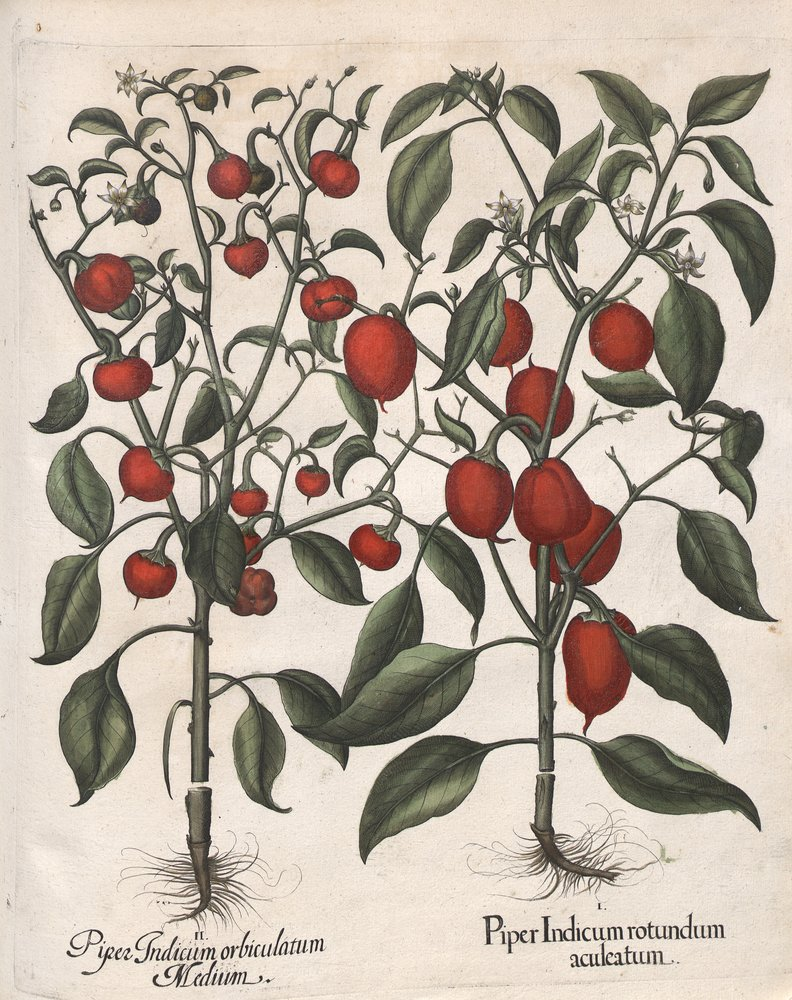
Deux espèces de piments, ou « poivre des Indes », du jardin d'Eichstätt en Bavière, 1613.

Le marché du poivre est plus complexe, car il compte un grand nombre de substituts issus de toutes les parties du globe. Le poivre long et le cubèbe appartiennent au même genre (Piper) que la reine des épices. Également asiatiques, ils sont connus et appréciés depuis l'Antiquité, et parfois vendus plus cher que leur cousin de Malabar. Le poivre des Achantis, que les Portugais appellent pimenta de rabo, est une autre espèce proche originaire d'Afrique de l'Ouest. Face au risque de substitution, son commerce est explicitement interdit par Lisbonne, même s'il atteint parfois l'Europe du Nord par contrebande. D'autres plantes au goût piquant reçoivent le nom de poivre, mais leur commerce semble être resté relativement limité : le bétel (Piper betle) de Malaisie, le poivre d'Éthiopie (Xylopia aethiopica), le poivre de la Jamaïque (Pimenta dioica) ou encore le pimenta longa (Xylopia aromatica) du Brésil. Le concurrent le plus sérieux sur le marché du poivre est certainement la malaguette, ou graine de paradis, cultivée sur la côte de Guinée. Ses volumes d'importation augmentent rapidement après que Diogo Gomes en découvre la source en 1465, pour atteindre 155 tonnes en 1509-1510. Bien qu'ils restent importants durant tout le XVIe siècle, ils ne valent jamais plus d'un dixième de ceux des épices asiatiques.
Si ces divers substituts ont pu par moments perturber le commerce du poivre, c'est la diffusion du piment des Amériques espagnoles qui a marqué son déclin. L'épice déjà très prisée des Incas et des Aztèques semble s'être répandue très vite : Christophe Colomb en rapporte de son premier voyage et, le 4 avril 1493, les Rois très catholiques « goûtent l'aji, une espèce des Indes, qui leur brûle la langue ». Quelques années plus tard, les Portugais cultivent la nouvelle épice en Afrique de l'Ouest, du Sénégal au delta du Niger, à partir de graines obtenues dans les Antilles. Des sources indiquent ensuite la présence des piments en Italie en 1526, dans les jardins du Portugal et de la Castille en 1564 (où ils sont consommés marinés ou séchés en remplacement du poivre) et dans les champs de Moravie en 1585. Ils semblent avoir rapidement atteint l'Ouest de l'Inde, car le botaniste Mathias de l'Obel observe leur apparition en 1570 à Anvers, parmi les marchandises en provenance de Goa et Calicut. La légende veut qu'ils aient été introduits sur le sous-continent par le gouverneur Martim Afonso de Sousa, à qui manquaient les saveurs brésiliennes. Les piments deviennent très populaires en Afrique du Nord, où ils pourraient avoir été amenés d'Espagne après l'expulsion de Morisques, des Indes par la route des épices d'Alexandrie, ou encore de Guinée par le commerce transsaharien. Leur présence est attestée en Chine en 1671, peut-être en provenance des Philippines, qui les tiennent elles-mêmes du Galion de Manille. Les piments ont ainsi peu à peu conquis le monde et détrôné toutes les autres épices, sans jamais avoir eu de valeur commerciale importante. Cette diffusion s'est faite le long des routes du commerce des épices asiatiques, durant la période où celui-ci entamait son déclin. Mais il pourrait s'agir d'une coïncidence plutôt que d'une causalité.

### Révolution culinaire etbon goût

Nature morte au pâté de paon, de Pieter Claesz, 1627. Le XVIIe siècle voit l'apparition d'un nouvel art de la table.

La cuisine médiévale est connue pour son arôme puissant et son goût fort, et cette caractéristique obtenue par des combinaisons élaborées et éclectiques est omniprésente dans l'ensemble du spectre culinaire. Les épices y jouent une fonction ostentatoire évidente qui se traduit par des sauces particulièrement riches: la cameline, que l'on ajoute partout, associe par exemple la cannelle, le gingembre, les clous de girofle, les graines de paradis, le macis, le poivre et le pain vinaigré. La Renaissance s'inscrit dans la continuité de ces pratiques et représente l'âge d'or de la cuisine aux épices. Un ouvrage comme La Fleur de toute cuysine de 1548 contient ainsi 70 % de recettes utilisant du gingembre.
Une véritable « révolution culinaire » se produit cependant au cours du XVIIe siècle autour du principe de « bon goût », une notion aux origines discutées. L'ensemble de ces pratiques et préférences pourraient avoir été développé à la cour de Versailles, durant le siècle d'or espagnol ou sous l'influence d'une Italie engagée depuis la Renaissance en faveur des valeurs esthétiques. La notion de goût, intrinsèquement hédoniste, va de pair avec l'abandon des préoccupations médiévales pour les oppositions diététiques aristotéliciennes. Elle renonce aux pratiques « barbares » du passé immédiat, aux habitudes alimentaires « sordides » et à la « gloutonnerie » Des ouvrages comme Le Cuisinier françois de François de La Varenne (1651), Le Cuisinier de Pierre de Lune (1656) ou Le Cuisinier roïal et bourgeois de François Massialot (1691) traduisent cette nouvelle tendance en France et rejettent les épices chaudes et les « saveurs violentes » associées au culte de l'excès. Le poivre, le gingembre ou le safran connaissent ainsi une éclipse, alors que la graine de paradis, le poivre long ou le galanga disparaissent définitivement de la gastronomie européenne. Les épices « fines », jugées subtiles et délicates, subsistent dans les desserts. La cannelle et le clou de girofle sont donc relégués au répertoire grandissant des pâtisseries et des confiseries complexes, et la vanille américaine se répand dans toute l'Europe à partir de l'Espagne.
Aimez-vous la muscade ? on en a mis partout.

Ah ! monsieur, ces poulets sont d’un merveilleux goût ;

[…]

Quand on parle de sauce, il faut qu’on y raffine ;

Pour moi, j’aime surtout que le poivre y domine.
— Boileau, Description d’un repas ridicule.

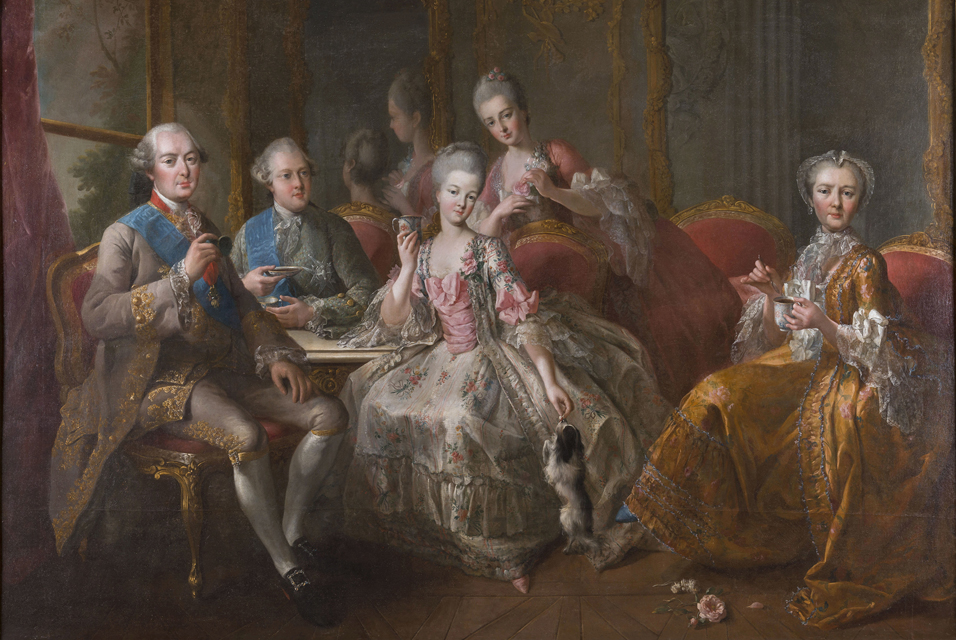
La Famille du duc de Penthièvre s'adonne au plaisir du chocolat. Toile de Jean-Baptiste Charpentier le Vieux, 1768.

Les nouvelles sensibilités conduisent au développement de la cuisine au beurre, au « mariage » de la boisson avec la nourriture et de la couleur avec le goût, à la séparation du sucré et du salé, et à la réduction de la consommation d'acides. Elles promeuvent les saveurs « naturelles » et partent en campagne contre les pratiques qui déguisent les goûts en épiçant fortement les aliments, en les faisant trop cuire ou en y ajoutant des ingrédients superflus. Les aromates locaux remplacent les épices exotiques : on utilise le cerfeuil, l'estragon, le basilic, et surtout le thym, le laurier et la ciboulette. Le persil et les alliacées (oignon, ail, échalote) deviennent incontournables. De nouvelles catégories apparaissent tels les condiments de Provence : câpres, anchois, olives, citrons et oranges amères. Ces nouveaux assaisonnements se marient mieux avec une alimentation plus légère et le pain remplace peu à peu la viande comme aliment de base.
Les nouvelles « denrées coloniales » remplacent les épices dans leur rôle d'euphorisant et créent leurs propres formes de sociabilité. En accord avec les préceptes rationalistes de la culture du bon goût, ces stimulants permettent ce que l'historien culturel autrichien Egon Friedell a qualifié « d'intoxication sobre » (en allemand : nüchterne Räusche). Facilement préparés, ils sont adaptés à l'évolution de la sphère publique et à ses nouvelles formes d'engagements sociaux. Ils ne sont pas consommés pendant les repas, mais avant ou après, et souvent dans des lieux dédiés. Pour finir, les nouveaux produits s'associent et se complètent : sucre avec le thé, tabac avec le café.

### Snobisme et désenchantement

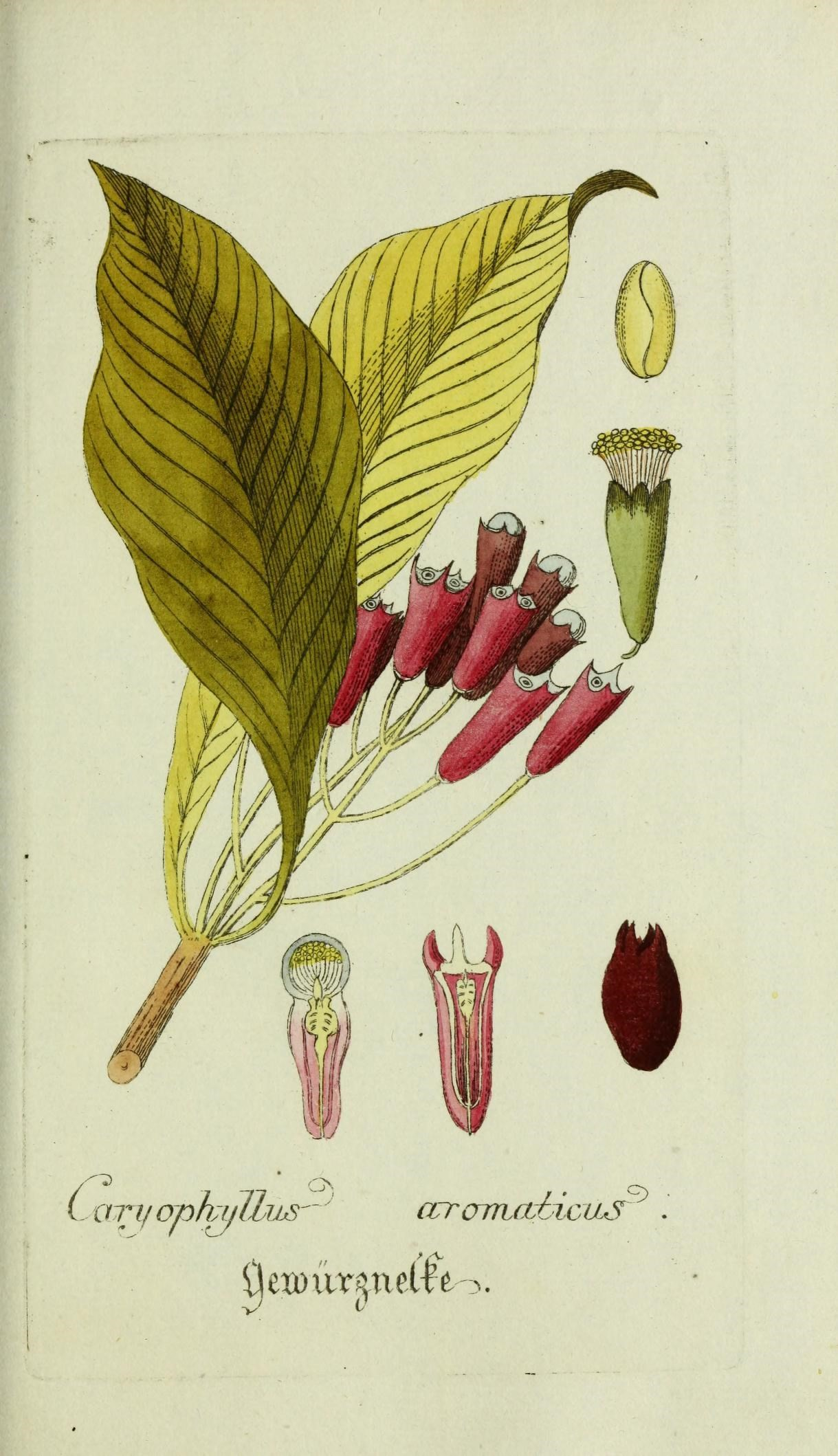
Caryophyllus aromaticus, le Giroflier, 1778.

Pour certains auteurs, les épices auraient simplement été frappées par « l'effet snob ». Ce phénomène se caractérise par la diminution de la demande d'un bien de consommation du fait que d'autres le consomment également ou que d'autres en augmentent leur consommation. Le rejet d'un produit mis à la portée des masses participe au désir du consommateur d'être « exclusif ». Cette explication reste cependant insuffisante pour expliquer le renversement de plusieurs millénaires de pratique collective.
Il est plus probable que la perte d'intérêt pour les épices soit un effet collatéral du désenchantement du monde. La botanique devient une discipline académique et désavoue la tradition médiévale qui traitait les épices dans les livres des merveilles plutôt que dans les herbiers. L'âge des découvertes a permis l'effusion de descriptions et de représentations cartographiques de plus en plus réalistes. Elles excluent l'existence d'un paradis terrestre, dont l'emplacement était débattu par les cosmographes jusqu'au XVIIe siècle. Les « senteurs du jardin d'Éden » ont désormais une origine géographique précise :

« Les rêveries de ceux qui ont conté que l'arbre du bois d'aloès ne croît qu'au paradis terrestre, et que ses pièces sont portées par les rivières, sont tellement fabuleuses, qu'il n'est besoin de les réfuter. »

— Garcia de Orta, Colloques des simples et des drogues de l'Inde.
Les épices n'étaient pas seulement des marchandises précieuses et des substances de plaisir, elles étaient aussi vecteurs d'une signification supérieure, liée à une atmosphère de sainteté. Une fois démystifiées, elles n'ont plus été aussi désirables. Le changement de paradigme dans les sensibilités européennes et leur rapport au goût est probablement issu de ce désenchantement qui a conduit à l'effondrement du commerce séculaire des épices.